# 東羅馬帝國
東羅馬帝國（拉丁語：Imperium Romanum Orientale）是羅馬帝國於公元286年實行東西分治後，於原帝國東部（相對於西部的西羅馬帝國）分離出的政權；其被當時的西歐世界視為有別於古羅馬的新政權，同時神聖羅馬帝國方常以拜占庭帝国稱之，故其滅亡後西歐學界以此普遍稱之。然而其國祚一千餘年期間仍自稱罗马帝国（拉丁語：Imperium Romanum，羅馬化：Basileía Rhōmaíōn）、公民皆自認為罗马人（羅馬化：Rhōmaîoi），而非“拜占庭人”或“希臘人”。帝國位于欧洲东南部，领土曾包括歐亞非三大洲的亚洲西部和非洲北部，是古典時代和中世纪欧洲历史上最悠久的君主制国家。中國古代隋、唐時期稱其為拂菻。
关于帝國的起始纪年，历史学界仍存有争议，最根本的原因還是因為東羅馬帝國雖然文化上有變化，但名義上就是原羅馬帝國存續下來的政權。主流观点之一认为，330年君士坦丁大帝建立新罗马、罗马帝国政治中心东移，是東羅馬帝國开始的标志。另一主流观点认为，395年最后一位统治整个罗马帝国的皇帝狄奧多西一世的去世，标志东罗马帝国的开始。德国东罗马学者斯坦因以戴克里先皇帝即位（284年；这位皇帝首次将罗马帝国分为东西两半分治）为東羅馬帝國的起始纪年。其他观点分别以476年（西罗马帝国灭亡）、527年（查士丁尼一世登基）、7世纪（希腊化开始）和8世纪（希腊化完成）为東羅馬帝國起始的标志。
東羅馬帝國本为羅馬帝國的东半部，較為崇尚希臘文化。与西罗马帝国分裂后，更逐渐发展为以希腊文化、希腊语和及後的東正教为立国基础，在620年，希拉克略皇帝首次讓希臘語取代拉丁語，成為帝國的官方語言，使得東羅馬帝國成為不同于古罗马和西罗马帝国的国家。在476年西罗马帝国灭亡前和神聖羅馬帝國成立後，这个帝国就被外人称为“东罗马帝国”加以區分，尽管其正式国号仍延续着古罗马帝国时期的国号。直到1557年德意志歷史學家赫罗尼姆斯·沃尔夫為了區分其帝國的古羅馬時期及神聖羅馬帝國而引入了“拜占庭帝國”作為稱呼，並被現代史學上所使用。
1204年4月13日，東羅馬帝國首都君士坦丁堡曾被第四次十字军东征攻陷和劫掠，直到1261年才被東羅馬帝國的流亡政權尼西亞帝國收复。然而雖收復首都，但國力與版圖自此再也無法從戰爭的浩劫下恢復。1453年5月29日，來自小亞細亞的鄂圖曼帝国攻陷了其首都君士坦丁堡，末代皇帝君士坦丁十一世在巷戰中殉國，歷時一千餘年的東羅馬帝國就此灭亡，國祚達1480年的羅馬帝國也正式終結。在許多歷史學家眼中，東羅馬帝國的覆滅也被視作中世紀的結束和近代早期的開端。
時至今日，雖然東羅馬帝國的文化和宗教在現代土耳其已經不復存在，但其对于今日的东欧各國有很大的影响。此外帝国在其11个世纪的悠久历史中所保存下来的古典希腊和罗马史料、著作，以及理性的哲学思想，也为中世纪欧洲突破天主教會神权束缚提供了最直接的动力。從地中海戰爭與貿易中的東西文明交流、東羅馬帝國的遺民西遷，間接引发了義大利乃至整個西歐的文艺复兴运动。該運動的宗旨試圖重塑羅馬的輝煌文化，并深远地影响了人类历史。

## 名称

### 西方文獻
東羅馬帝國的正式名称是（Rōmanía，“罗马人的土地”或“罗马尼亚”），或者（Basileía Rōmaíōn，“罗马人的帝国”或“罗马帝国”）。这是拉丁语 （罗马帝国）的希腊语翻译，也是其自称。为了与同样自称为罗马帝国的神圣罗马帝国区分开，因此在1453年帝国灭亡前，西欧人将其称为“东罗马帝国”（Imperium Romanum Orientale）。
儘管東羅馬帝國的文化和语言大多数是希腊的，但其皇帝和臣民均認為自己的國家就是羅馬帝國本身，在从330年到1453年这11个世纪的时间裡，不論是“東羅馬”或“拜占庭”从来没有成为过这个国家的正式或非正式名稱。帝國的居民亦從未将首都新罗马称为“拜占庭城”，或将自己称为“拜占庭人或“希臘人”過，而是直接叫自己为罗马人。尽管他们的习俗是希腊文化，日常交流的语言也是希腊语，但对于那些以罗马正統自居的东罗马人来说，这并不自相矛盾，因為直到7世纪为止拉丁语仍然是該帝國的官方语言之一。他们周围的民族，例如北方的維京人和東方的斯拉夫人均将他们称之为“罗马人”，阿拉伯帝国的伊斯兰哈里发、伊朗的薩珊波斯、以及最終征服了东罗马的奥斯曼帝国則使用阿拉伯语音譯而來的“鲁米人”，魯米的含義也是羅馬。
一直到17世纪，“东罗马帝国”都是中西各國对这个帝国的官方称呼。在當時，與東正教世界對立的天主教已經在大部份歐洲國家中扎根多年，即使神聖羅馬帝國已經被建立了500年，歐洲人也仍然將東方的希臘化帝國稱之為東羅馬。而“拜占庭帝國”這個稱呼則是到了1557年才出現的，由神圣罗马帝国的历史学家赫罗尼姆斯·沃尔夫所發明，首次運用是在他所编纂的《历代拜占廷历史学家手稿》（Corpus Historiae Byzantinae）中，他为了区分罗马时代以前的古希腊文献与中世纪东罗马帝国的希腊文献，同時也為了在名稱上割裂東羅馬帝國和羅馬帝國，才引入“拜占庭帝国（Imperium Byzantinum）”的叫法，以此塑造出“神聖羅馬帝國”的唯一性。在18世纪之后，因為“拜占庭帝國”这个名詞在運用上其實非常方便，能瞬間區分出古代的罗马帝国东部和中世纪的希腊帝国，在经过孟德斯鸠、伏爾泰等人於啟蒙運動中的大量使用後，“拜占庭”广泛地被西欧和中歐历史学家所接受。
至於“拜占庭”這個名詞的来源，則可追溯至東羅馬帝國的首都新羅馬，即君士坦丁堡的前身“拜占庭城”，這座城市是古希腊的殖民地，在地理位置上正好又和東羅馬的首都重合，因此得名。

### 中国古代文献
“拂菻国”是古代中国史籍中对東羅馬帝國的称谓。古代称羅馬共和國和羅馬帝國為“大秦”或“海西国”。有時也被稱為“此名”。随历史时期之不同，此名有时也指苫国（今叙利亚）等地中海东岸地区。两宋时代又用以称呼塞尔柱突厥人统治的小亚细亚。
拂菻國，一名大秦，在西海之上，東南與波斯接，地方萬餘里，列城四百，邑居連屬。其宮宇柱櫳，多以水精琉璃為之。有貴臣十二人共治國政，常使一人將囊隨王車，百姓有事者，即以書投囊中，王還宮省發，理其枉直。其王無常人，簡賢者而立之。國中災異及風雨不時，輒廢而更立。其王冠形如鳥舉翼，冠及瓔珞，皆綴以珠寶，著錦繡衣，前不開襟，坐金花床。有一鳥似鵝，其毛綠色，常在王邊倚枕上坐，每進食有毒，其鳥輒鳴。其都城疊石為之，尤絕高峻，凡有十萬余戶，南臨大海。
此名在《魏书·高宗纪》、《显祖纪》作“普岚”。《北史·西域传》作“伏卢尼”（Fūrūmi）。玄奘著《大唐西域记》卷十一波剌斯国条所附西方诸国作“拂懔”，道世《法苑珠林》卷三九及所引《梁职贡图》作“拂懔”，慧超《往五天竺国传》作“大拂临”，杜环《经行记》、《隋书》、《旧唐书》等均作“拂菻”，各种异译都是伊朗语族的Frwm（粟特语作Frōm）、Purum（安息语作Prom）、Hrōm 或Hrūm（中古波斯语）等的汉字对音。19世纪末在蒙古高原发现的8世纪突厥文毗伽可汗碑中作Purum。学者们多方考定，以上各种叫法，都出自阿拉伯人和波斯人对東羅馬帝國的名称——Rūm。
杜环的《经行记》和两唐书西域传对拂菻国的物产、建筑、民俗等情况有详细记载，但两唐书中的记载据认为有一部分係从唐代长安情况类推而来。在唐代，长安与拂菻之间，西突厥汗廷与拂菻之间都有频繁的使节和商旅交往，特别是西突厥曾与它联合对抗波斯的萨珊王朝（602年－628年東羅馬－薩珊戰爭）。景教（基督教聂斯脱利派）当自该地传来。《元史》卷一三四爱薛传有“弗林”、“拂林”，戴良的《九灵山房集》卷九有“拂林”，据学者考证，此“拂林”当是Farang 一词的音译，乃当时阿拉伯、波斯人对欧洲的称谓，亦即《明史》之佛郎机，非北魏、隋唐时期的拂菻。

## 历史

### 古國新生

#### 東西分治

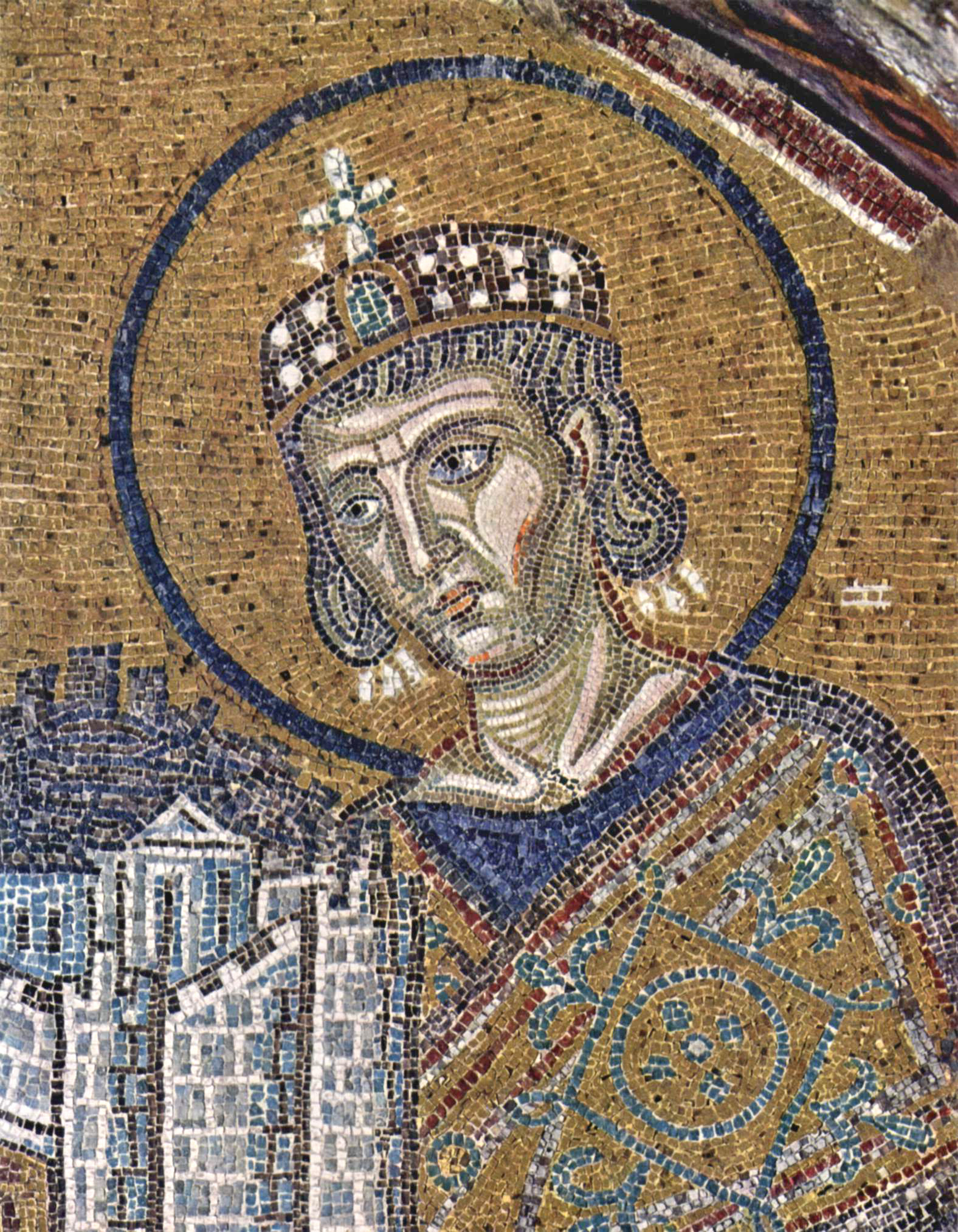
君士坦丁大帝向聖母献上新罗马城，圣索非亚大教堂镶嵌画

395年狄奧多西一世死後，帝國再次分裂。 西部在400年代後期解體，而東部則以1453年君士坦丁堡的陷落而告終
西羅馬帝國
東羅馬帝國

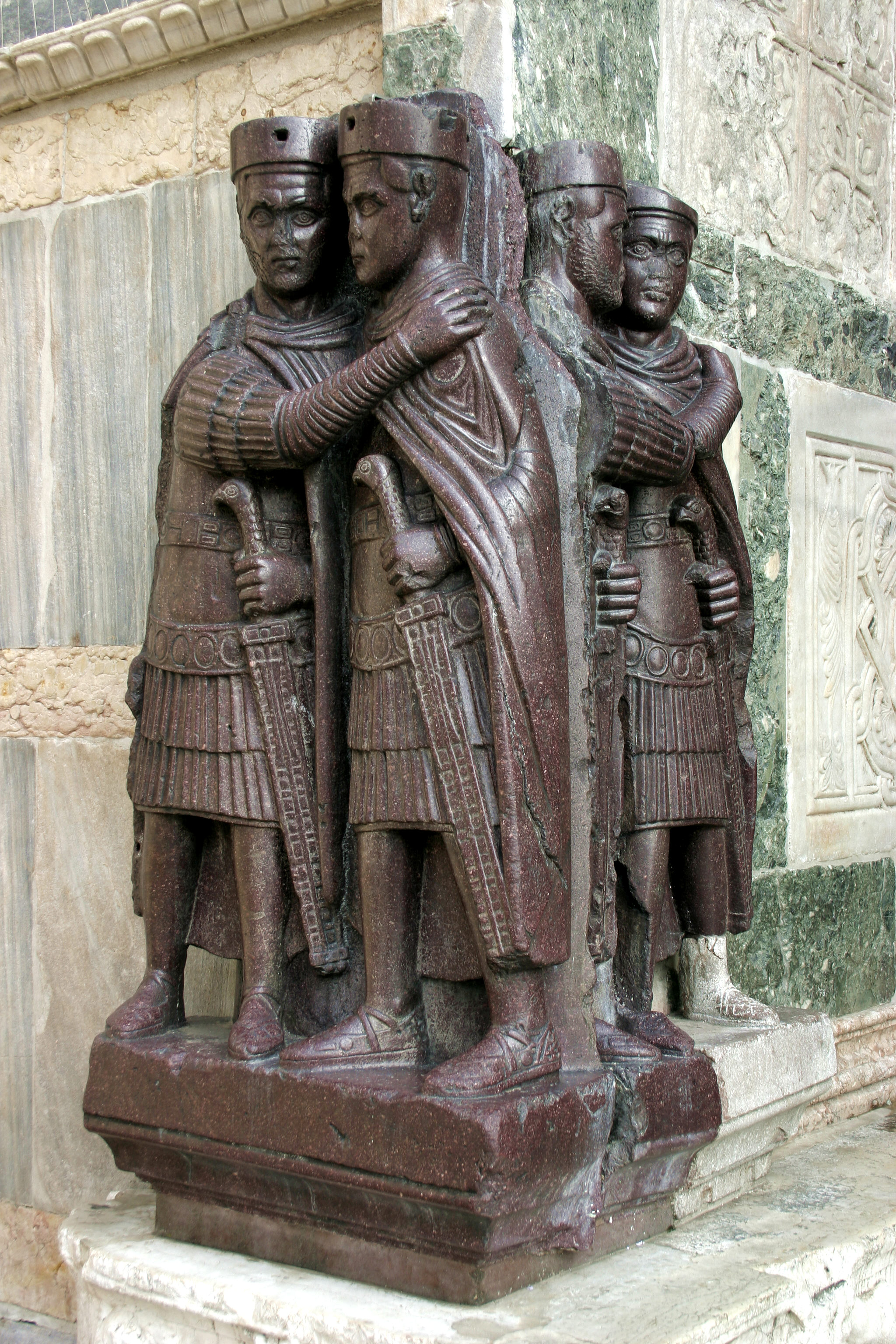
四帝共治雕像，原矗立於君士坦丁堡友愛廣場，1204年第四次十字軍東征中君堡被洗劫，該雕像被運至威尼斯共和國。現存於威尼斯聖馬爾谷聖殿宗主教座堂

到公元3世紀，羅馬軍隊已經征服了許多領土，包括地中海地區以及歐洲西南部和北非的沿海地區。一般來說，地中海東部省份的城市化程度高於西部省份，東部地區此前曾在馬其頓帝國下統一，受希臘文化影響深刻。已確立的希臘化東方與較年輕的拉丁化西方之間的這種區別在後來的幾個世紀中持續存在並變得越來越重要，導致兩個世界逐漸疏遠。
在罗马帝国發生“三世紀危機”之后，帝国的社会经济正在全面崩溃。城市破败，商业凋敝，农村赤贫化，土地荒芜，人口锐减，这些现象在以奴隶制度为经济基础的帝国西部尤甚。整个帝国的政治剧烈动荡，将军自立为帝，军阀混战，内乱不断，各阶层人人自危，朝不保夕。帝國分裂為東西方的早期事例發生在286年，罗马皇帝戴克里先任命馬克西米安為西方的奧古斯都。幾年後的293年，戴克里先引入了四帝共治制，来更有效地管理庞大的罗马帝国。他将整个帝国分为两部分，在亚平宁半岛和希腊分别各自设立一个皇帝，再分别各自设一个副皇帝辅佐他们。每個分皇帝都負責地理區域劃分的國的一部分，這個新制度只持續了20年，皇帝們很快就開始互相爭奪權力。整個帝國最終在324年由君士坦丁一世統一。
君士坦丁在即位后不久采取了两项意义深远的措施，第一是给予基督教合法地位，以挽回因摇摇欲坠的传统多神教走向没落而带来的宗教信仰危机。第二件事是在帝国的东部建造一座新都城，企图在东方为帝国寻找生路。君士坦丁大帝决定建立一个新的首都，他选择了古希腊城市拜占庭（今天的伊斯坦布尔）。330年，这个首都建成了，君士坦丁称之为新罗马，但一般人称之为君士坦丁堡，这个新的首都成为他的管理机构中心。君士坦丁大帝也是第一位信仰基督教的羅馬皇帝和在313年的颁布米兰赦令中使得基督教合法化的罗马皇帝。虽然在君士坦丁的统治时期，这个帝国还不能完全称之为是东罗马帝國，但基督教信仰是帝国的一个重要特性，也是它与相信多神教的古代罗马帝国的分界线。
东罗马历史的另一个分界线是378年的亚德里安堡战役，這場戰役的失敗以及皇帝瓦倫斯之死，可以被看成是古代帝国和中世纪帝国分界的时间。瓦倫斯的继承人狄奥多西一世（有时也被称为狄奥多西大帝）将整个帝国再次分开。395年他将这两部分各交给他的两个儿子阿卡狄奥斯和霍诺里乌斯。阿卡狄奥斯成为东部的统治者，定都于君士坦丁堡；霍诺里乌斯成为西部的统治者，他的首都是米兰。从这个时候开始，东部的这个帝国一般被称为东罗马帝国。

#### 幸免于难

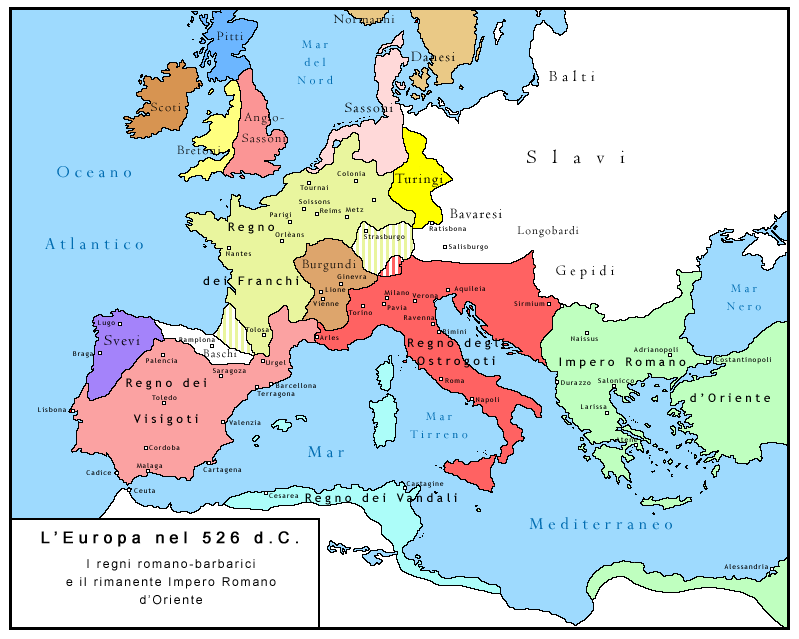
526年的歐洲
各民族的不斷湧入最終導致了西羅馬帝國的滅亡，在它的軀體上建立起了數個蠻族王國：

阿提拉南下後，東羅馬帝國享受了一段和平時期，而西羅馬帝國的情況則因蠻族（尤其是日耳曼民族）不斷擴大的遷徙和入侵而繼續惡化。西羅馬帝國的終結通常定義在476年，當年東日耳曼羅馬聯邦將軍奧多亞克廢黜了西方皇帝羅穆路斯·奧古斯都，一年後他又篡奪了朱利葉斯·尼波斯的位置。同年东罗马帝国的利奥一世与西哥特人谈判，前者结束了西哥特人对东羅馬帝国的威胁，但他也不再打算重新征服西羅馬帝国的故土了。
480年，隨著朱利葉斯·尼波斯的去世，東羅馬帝國皇帝芝諾成為帝國皇帝的唯一宣稱者。意大利的統治者奧多亞克名義上是芝諾的下屬，但行動完全自主，最終為反對皇帝的叛亂提供了支持。
芝諾與定居在默西亞並打算入侵東部的東哥特人談判，說服哥特國王狄奧多里克作為意大利軍事總長前往意大利，以廢黜奧多亞瑟。通過敦促狄奧多里克征服意大利，芝諾擺脫了奧多亞克這個不守規矩的下屬並將另一個下屬狄奧多里克從帝國的中心移開。在493年奧多亞克戰敗後，狄奧多里克實際上統治了意大利，儘管他從未被東羅馬皇帝承認為“國王”（Rex）。
491年，有羅馬血統的年老文官阿納斯塔修斯一世成為皇帝，阿納斯塔修斯顯示出自己是一位精力充沛的改革者和一位能幹的管理者。他引入了一種新的銅箔造幣系統，這是大多數日常交易中使用的硬幣。他還改革了稅收制度，並永久廢除了廣義貿易税（chrysargyron）。當阿納斯塔修斯於518年去世時，國庫中已存有320,000磅（150,000公斤）的巨額黃金（今天大約價值83億美元）。
东罗马帝國基本上避免了西罗马帝国於3-4世纪所遭遇的劫难。这有许多原因。首先，东罗马的城市文化已经相当成熟了。其次，民族大迁徙时，蛮族入侵的主要吸引力在於罗马的财富。5世纪中，西罗马帝国多次被入侵和洗劫，东罗马帝国则往往只要交纳贡献就可以免除劫难了。狄奥多西二世加强了君士坦丁堡的城墙，使得这座城市成为“蛮族”攻不破的城市。

#### 光復故土
查士丁尼王朝由查士丁一世創立，他雖然不識字，但在518年通過軍隊晉升為皇帝。他的侄子查士丁尼一世在527年繼位，他可能在查士丁統治期間已經發揮了有效的控制權。查士丁尼是古典時代晚期最重要的人物之一，也可能是最後一位以拉丁語為第一語言的羅馬皇帝，查士丁尼的統治構成了一個獨特的時代，其特點是雄心勃勃但僅部分實現了罗马帝国复兴的理想。
529年，查士丁尼任命了一個由卡帕多西亞人約翰擔任主席的10人委員會來修訂羅馬法並創建新的法律集合和法學家摘錄，這被稱為《民法大全》或《查士丁尼法典》。534年，《民法大全》再次修訂，並與查士丁尼在534年後頒布的法令一起，形成了拜占庭時代其餘大部分時間使用的法律體系。 這一法典構成了許多現代國家的民法基礎。
532年，為了保衛東部邊境，查士丁尼與波斯的霍斯勞一世簽署了和平條約，同意每年向薩珊王朝支付大量貢品。同年，他在君士坦丁堡的起義尼卡暴動中倖存下來，這鞏固了他的權力，他在鎮壓暴動時下令殺死了30,000至35,000名抗議者。533年，查士丁尼派他的將軍貝利撒留奪回了自429年以來一直被汪達爾人控制的前阿非利加行省，開啟了他對西方的征服。他們的成功來之不易，但直到548年，當地的主要部落才被制服。

查士丁尼即位時的東羅馬帝國
查士丁尼時期收復的疆土

535年，拜占庭對西西里的一次小規模遠征取得了輕鬆的成功，但哥特人很快加強了抵抗，直到540年貝利撒留成功圍攻那不勒斯和羅馬後才取得勝利。 535-536年，狄奧達哈德派羅馬教皇阿加佩圖斯一世前往君士坦丁堡，請求將拜占庭軍隊從西西里島、達爾馬提亞和意大利撤出。儘管阿加佩圖斯未能與查士丁尼簽訂和平協議，但他在此過程中譴責了君士坦丁堡的一性論宗主教安提穆斯一世。536年末，东罗马軍隊收復了達爾馬提亞和南意大利，狄奧達哈德再次請求和談，他和君士坦丁堡的特使彼特發生了如下對話：
“這些條件不能令皇帝滿意，接著會發生什麼事？”國王問。
“你可能將面臨戰爭。”彼得說。

“這樣合理嗎，我親愛的大使？”

“為什麼不？”彼得回應，“這很合理，因為每個人都要誠實扮演自己的角色。”

“你的意思是？”

“你感興趣的部分在哲學，”彼得說，“然而查士丁尼是一個優秀的羅馬皇帝。兩者的不同是，哲學家不會造成他人的死亡。然而對於一個皇帝來說，試圖收復自己舊有的領土是很合理的。”——普罗科匹厄斯《战争史》

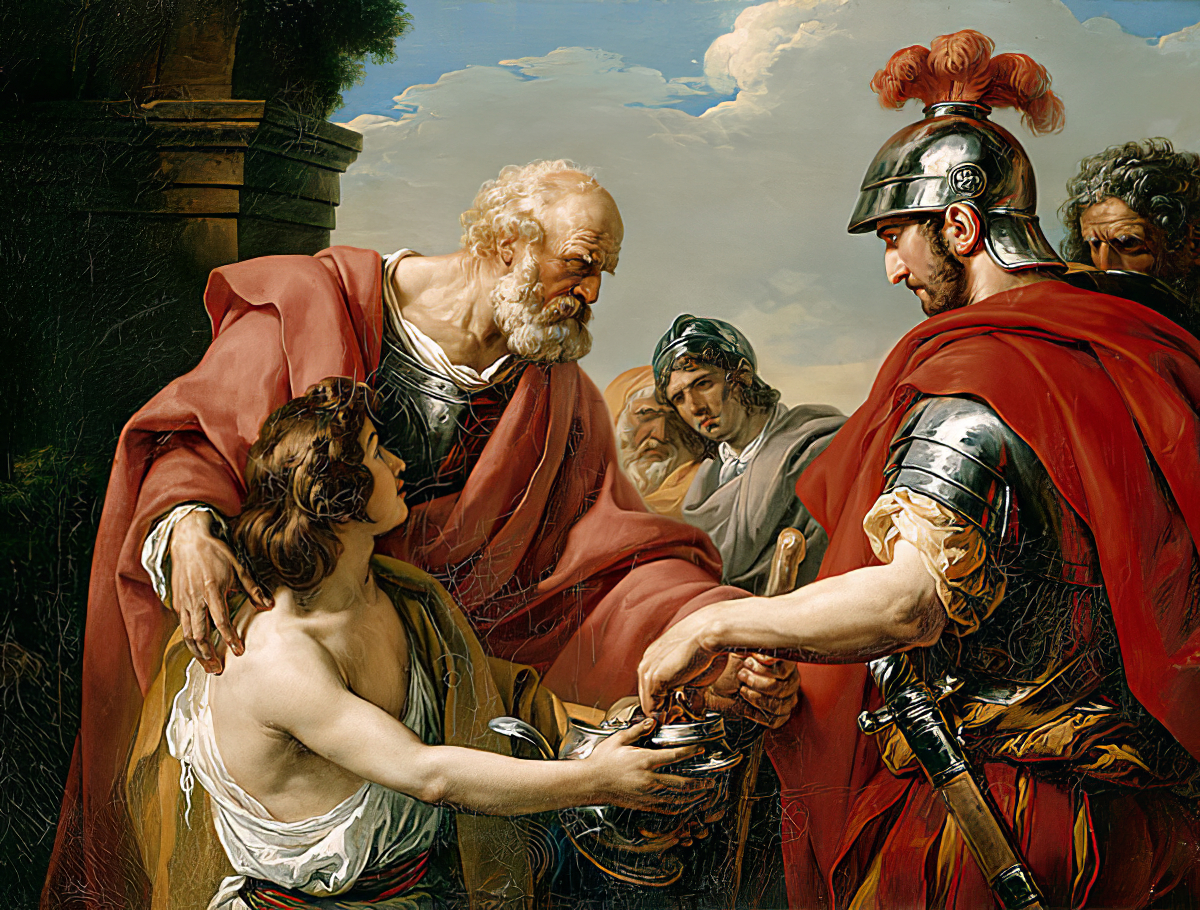
查士丁尼一世时期的罗马名将贝利萨留（畫中老者）

546年，東羅馬人光復了羅馬。544年被送回意大利的貝利撒留最終於549年被召回君士坦丁堡，但此後哥特人再度反叛。551年，亞美尼亞人，大太監納爾塞斯率領35,000人的軍隊抵達意大利，這標誌著哥特命運的又一次轉變。哥特人領袖托提拉在塔吉納亞科（Taginae）戰役中被擊敗，他的繼任者泰亞（Teia）也在芒斯拉科忒瑞亞斯戰役（Mons Lactarius，552年10月）中被擊敗。551年，來自西哥特西班牙的貴族阿塔納吉爾德（Athanagild）反抗國王的叛亂中尋求查士丁尼的幫助，皇帝派出一支軍隊，由一位成功的軍事指揮官利比留斯率領。儘管有來自一些哥特式駐軍的持續抵抗以及法蘭克人和阿勒曼尼人隨後的兩次入侵，東羅馬已完成了光復義大利的使命。
在東方，羅馬-波斯戰爭一直持續到561年，當時查士丁尼和霍斯勞的使者同意達成50年的和平。到550年代中期，查士丁尼在大多數戰區都取得了勝利，除了巴爾幹地區，巴爾幹地區受到斯拉夫人和格皮德人的反覆入侵。之後在赫拉克略統治期間，塞爾維亞人和克羅埃西亞人的部落後來被重新安置在巴爾幹半島西北部。查士丁尼將賦閒的貝利撒留重新徵召，並讓他率軍擊敗了新的匈人威脅。
6世纪时，东罗马在同多個民族的戰爭（中古波斯地区的萨珊王朝（224-651年）、斯拉夫人和阿瓦尔人）都取得了勝利。东罗马帝国同時收复了它在西部丧失的部分总督区：亚平宁半岛、利比亚、突尼斯、今阿特拉斯山脉以北的阿尔及利亚和今天摩洛哥的丹吉尔和伊比利亚半岛最南端。儘管至少從4世紀的君士坦丁時代起，多神教就被國家鎮壓，但傳統的希臘-羅馬文化在6世紀的東方帝國仍然具有影響力。希臘化哲學開始逐漸融入新的基督教哲學。除了基督教思想和經驗主義之外，約翰·費羅普勒斯等哲學家還借鑒了新柏拉圖主義的思想。由於其教授的異教主義，查士丁尼於529年關閉了新柏拉圖學園。其他學園在君士坦丁堡、安提阿和亞歷山大港繼續存在。530年代，在查士丁尼的统治下，圣索非亚大教堂开始动工。这座教堂后来成为东罗马宗教生活和东正教的中心。

### 首次中衰

#### 外患内乱

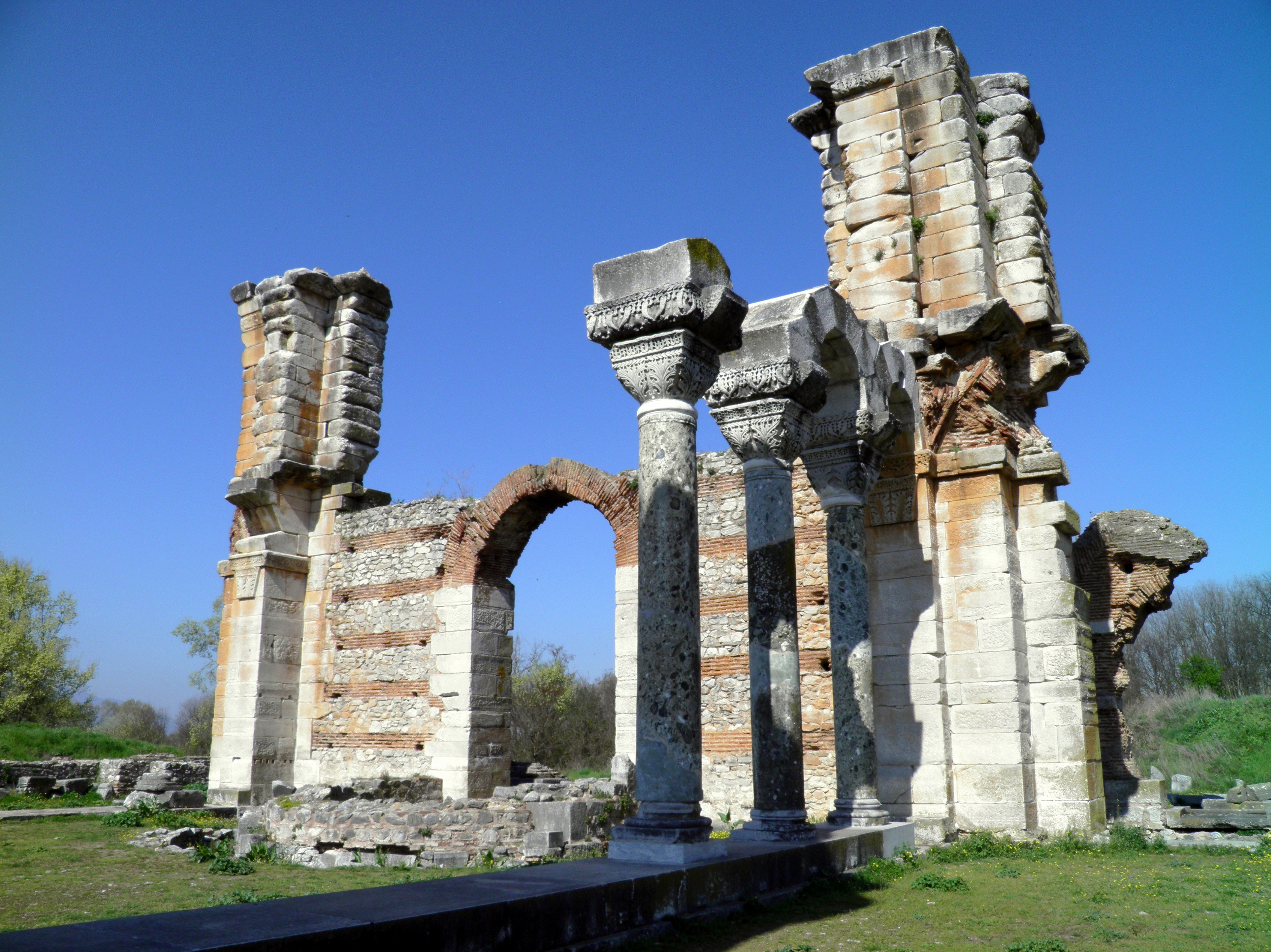
腓立比未能竣工的教堂，它見證了查士丁尼大瘟疫帶來的恐慌和混亂

在查士丁尼时代，最早的斯拉夫人（542年）、阿瓦尔人（557年）就已经穿越了多瑙河。由于帝国的重兵集结在东部边境，以对抗萨珊王朝，因此他们得以从帝国的西北部趁虚而入。斯拉夫人打垮了驻扎在伊斯特拉半岛上的帝国军队，并夺取了亚得里亚海沿岸的所有主要城市，摧毁了多瑙河以南的帝国防务体系。此时西班牙和意大利也面临着蛮族起义的威胁。伊比利亚半岛上的西哥特人（418–711年）对帝国属地发动全面进攻，624年将罗马的力量逐出伊比利亚半岛，伦巴底人于568年入侵亚平宁半岛并建立了伦巴第王国，只给帝国留下亚平宁半岛南端的一部分，以及拉文纳与罗马之间一块不安全的地区。
几场猛烈的瘟疫也袭击了东罗马帝国的领土。541年春天的大瘟疫给帝国造成了第一次毁灭性的打击，瘟疫起自尼罗河沼地，消灭了帝国三分之一的人口，仅在君士坦丁堡，就有逾半数公民死亡。按照东罗马史官的记载，当时甚至找不到足够的人手埋葬死人：
成堆的尸体被丢进埋尸坑，公主与太监埋在一起，教士与妓女埋在一起，卫兵与乞丐埋在一起。公用墓地很快被填满，于是皇帝下令掀开加拉塔城墙上所有塔楼的屋顶，从上面把尸体扔进去，装满一个就封一个顶。不久，所有的塔楼也被尸体塞满了，于是死者被葬于海中。有些尸体已经腐烂得与席子粘在了一起，金角湾上浮着一层黄褐色的脓水。海船穿梭的速度赶不上市民纷纷离世的速度，海葬也来不及了⋯⋯

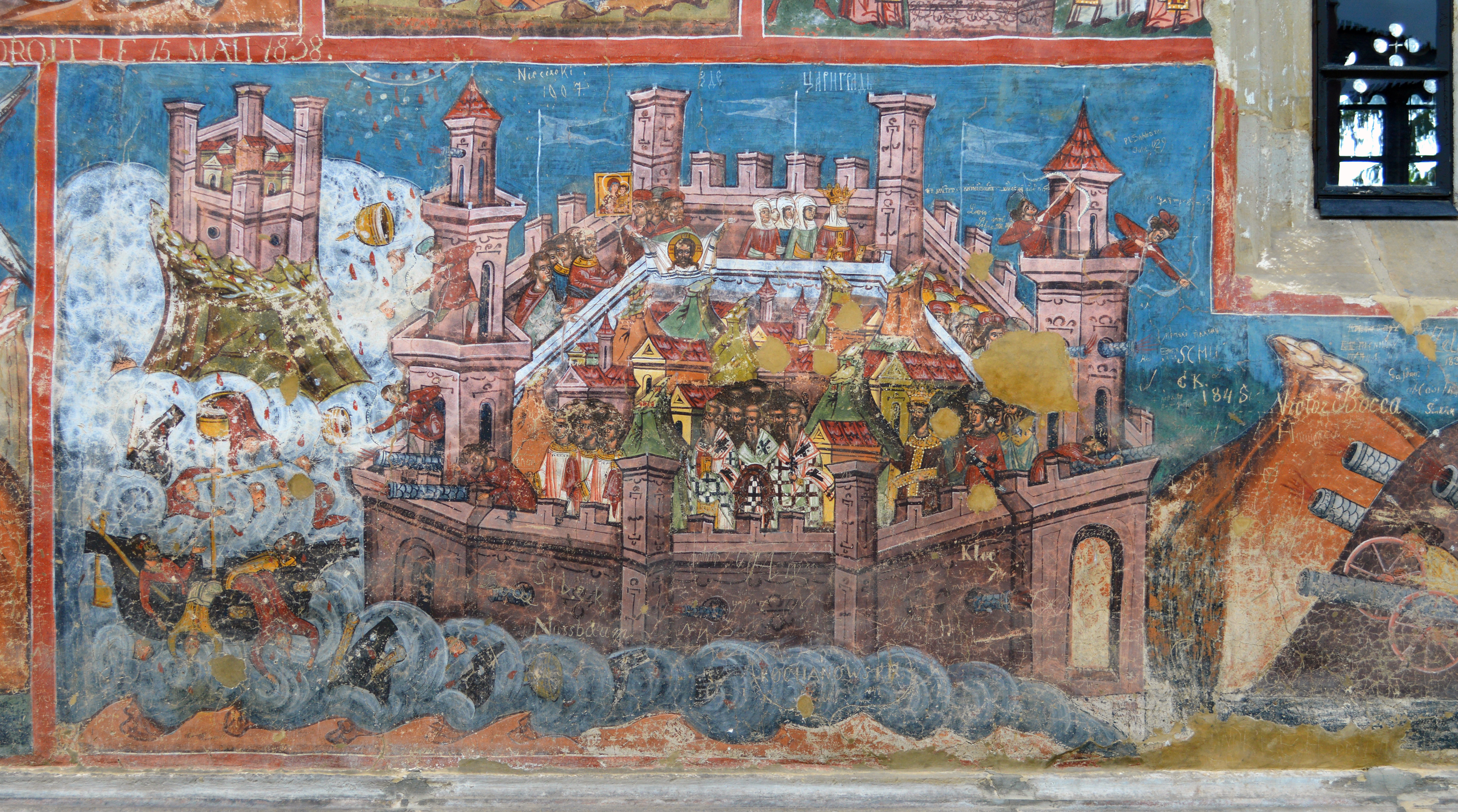
罗马尼亚摩爾多維泰修道院的壁画，描绘了626年围攻君士坦丁堡的景象

542秋天，瘟疫消失了，然而在此后70年里又多次爆发，毁掉了東罗马帝國的赋税和兵员来源，使东罗马帝國的货币处于崩溃的边缘。
查士丁尼一世给他的继承人留下了一个空空的国库，而他的继承人也无法对付所有边境上突然出现的新敌人。查士丁尼於565年去世，他的繼任者查士丁二世拒絕向波斯人支付大量貢品。與此同時，來自義大利北方的倫巴第人大舉南下。到本世紀末，意大利只有三分之一的土地還保留在拜占庭手中。查士丁二世的繼任者提比略二世在他的敵人之間進行選擇，在對波斯人採取軍事行動的同時向阿瓦爾人進攻。儘管提比略的將軍莫里斯在東部邊境領導了一場勝利，但未能抑制阿瓦爾人擴張的步伐，他們在582年佔領了巴爾幹半島的色米姆要塞，而於此同時斯拉夫人開始入侵多瑙河。
615年，阿瓦尔汗國的军队风卷残云般攻入了帝国境内，并一直进逼到离君士坦丁堡仅数里之遥的地方。在亚洲，东罗马帝国则遭到了中古波斯地区的萨珊王朝（224—651年）的进攻。611年，萨珊王朝占领了卡帕多细亚，接着占领了东罗马帝国东部的黎凡特地区最富庶的叙利亚，以及帝国第三大城市安提阿，并且在618年入侵了巴勒斯坦，619年占领了埃及，并于621年将埃及完全占领，将最神圣的基督教文物真十字架残片掳掠而去。领土的丧失也很快导致了君士坦丁堡粮食供应的减少，公元618年，向首都君士坦丁堡的“罗马公民”分发面包的政策终止了。此时原东罗马帝國四分之三的领土已经丧失掉了：地中海东岸的黎凡特、埃及、利比亚和除开北段和南段的小亚细亚已落入依兰沙赫尔的霍斯劳二世之手，色雷斯大部、希腊、意大利分别被斯拉夫人、阿瓦尔人和伦巴底人占领。阿瓦尔人和依兰王国人的军队虎视眈眈，准备一举灭亡东罗马帝國。在这种情况下，实际上已经破产，但仍在君士坦丁堡城苦苦支撑的东罗马帝國政府请求教会，为了帝国的生存交出其所拥有的金银财宝、金银餐具以及法器，以向陈兵于首都城外的蛮族缴纳“保护费”。
到626年，东罗马帝国收集了大约20万磅的黄金。阿瓦尔可汗听说罗马皇帝又搞到一批黄金，于是强迫东罗马人把保护费加倍，甚至把军队开到了君士坦丁堡的金门，把城墙外所有能带走的东西全都带走了，并且一度破墙而入，洗劫了布拉基奈宫和教堂，差一点在城中会师。当时的形势如此危急，以至帝国政府甚至考虑迁都至迦太基城。只是由于帝国海军拥有制海权，可以源源不断地从外界运来粮食，帝国的命运才得以延续。

#### 穩固疆域

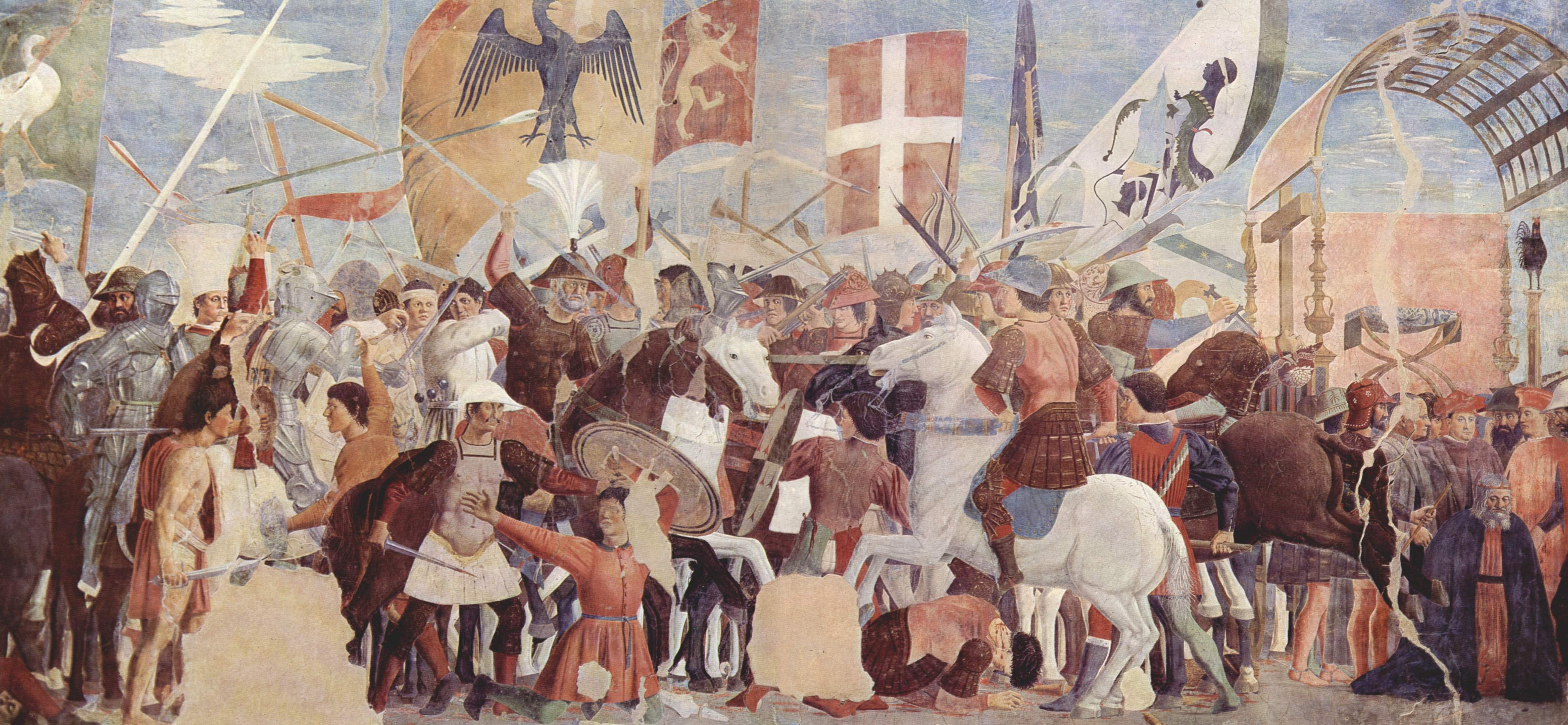
皮耶羅·德拉·弗朗切斯卡所作拜占庭-波斯戰爭的壁畫，約1452年

在希拉克略一世统治时期（610—641年），东罗马帝國完成了从古典的罗马帝国向希腊化的中世纪君主制国家转变的进程。他改革了军事制度和行政管理，实行军人领地制，即向农民出身的军士颁发土地，作为交换条件，这些人必须履行军人职责。这种做法巩固了东罗马帝国的国防力量和军力。在希腊、色雷斯、马其顿等地区，希拉克略推行军区（塞马州）制度，建立一系列由军人将领统辖的行政单位，州的长官由皇帝直接指派。随着塞马州的建立，帝国巩固了对饱受斯拉夫人、匈人和阿瓦尔人冲击的巴尔干半岛领土的统治，巩固了帝国的疆土。
赫拉克略即位後，薩珊王朝的推進深入黎凡特，佔領了大馬士革和耶路撒冷，並將真十字架移至泰西封。赫拉克略發起了具有聖戰性質的反攻，基督的形像被作為軍旗攜帶。在拜占庭-薩珊戰爭持續了二十餘年（602-628），其中的高潮就是626年阿瓦爾、薩珊波斯和斯拉夫的聯合部隊在對君士坦丁堡的聯合圍攻，但此次圍攻沒有成功。此後，薩珊王朝的軍隊被迫撤退到安納托利亞。赫拉克略斯的兄弟狄奧多西在對波斯將軍沙欣的戰爭中取得了不錯的成績。此後，赫拉克略進行戰略反攻，率軍入侵了薩珊王朝的美索不達米亞。

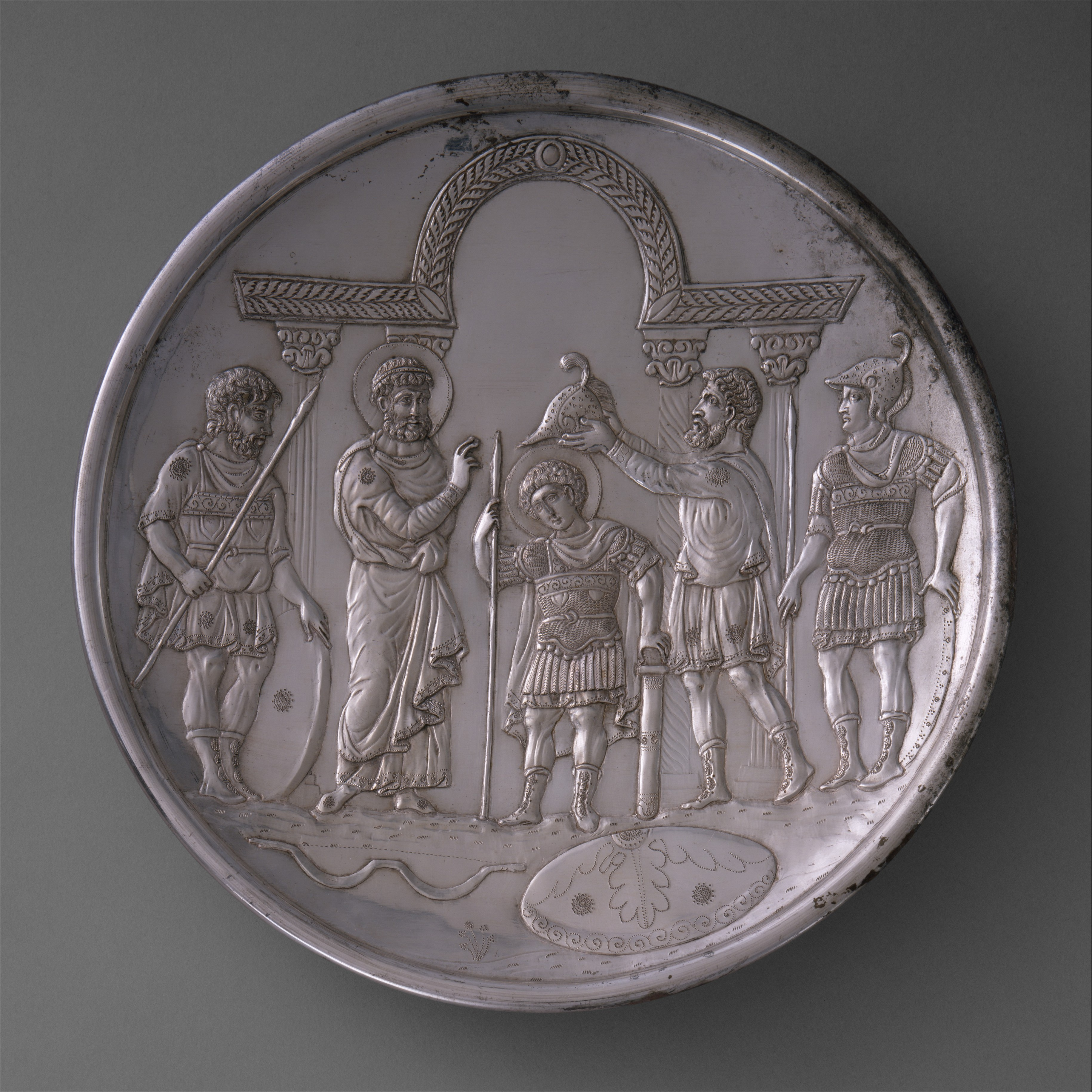
描绘大卫王受膏的银盘，制作于629-630年；盘中人物穿着东罗马帝国宫廷服饰，暗示东罗马皇帝和扫罗、大卫一样，都是被上帝选中的统治者

627年，薩珊王朝的主力部隊在尼尼微被摧毀，629年，赫拉克略在一個莊嚴的儀式中將真十字架歸還耶路撒冷，同時他進軍薩珊王朝的首都泰西封。由於持久的戰爭，波斯帝國出現了無政府狀態和內戰。最終波斯人被迫撤出所有武裝力量，並返還拜占庭此前奪走的埃及、黎凡特以及美索不達米亞和亞美尼亞的全部領土。然而這場曠日持久的戰爭使拜占庭人和薩珊人都筋疲力盡，使他們在面對隨後幾年出現的穆斯林軍隊的攻擊時顯得脆弱不堪。拜占庭人在636年的耶爾穆克戰役中慘敗於阿拉伯人，而泰西封則在637年陷落。
希拉克略一世时代，帝国希腊化终于完成，使用人数寥寥无几的拉丁语不再是官方语言之一，希腊语被指定为唯一的官方语言。他不用古罗马的皇帝头衔“奥古斯都”（拉丁语，意为“至尊”）为主头衔，而使用“巴西琉斯”（希腊语，意为“君主”）。在宗教上，东罗马帝國与西欧的区别已经不可忽视了。不过，东罗马帝國内也有不小的区别，在其东方和南方的省区裡一般多是东方正统教会，或是二性分离的东方亚述教会，而非东正教与天主教同属的迦克墩派。这些区域沦陷后，东正教在剩余的总督区域里相对来说更加强大了。希拉克略将全国分为几个军区来对付外来的侵扰。在其他地方的城市不断衰退的同时，君士坦丁堡却成为当时世界上最大的城市之一。阿拉伯人试图占领君士坦丁堡的计划失败了。东罗马帝国当时的海军势力非常强大，而且他们拥有海洋之火。阿拉伯人最初的进攻被击退后，曾属于帝国的亚美尼亚地区开始得到恢复。

#### 回教崛起

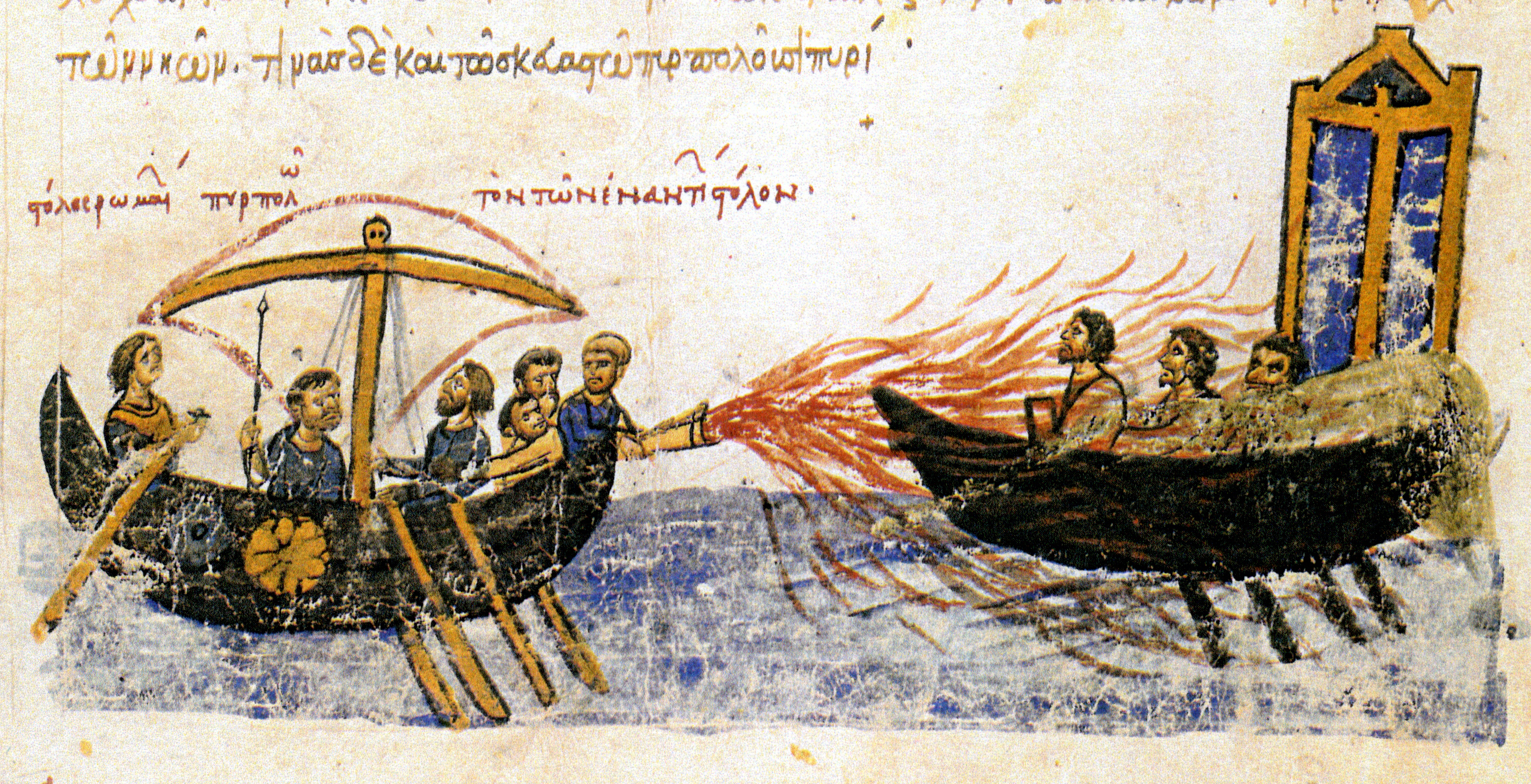
拜占庭軍隊在同阿拉伯人的戰爭中使用希腊火，此畫現收藏於馬德里西班牙國家圖書館

出身阿非利加的皇帝希拉克略后来收复了这些东部总督区，但当时刚刚在由穆罕默德创制的伊斯兰教下统合起来的以贝都因人为主体的伊斯兰哈里发之突然出现是希拉克略无法意料到的。
阿拉伯帝國在阿拉伯半岛崛起，于634年在约旦附近摧毁了波斯萨珊王朝的军队，并迅速占领了叙利亚、巴勒斯坦，642年完全占领埃及，並出兵波斯地区徹底滅亡萨珊王朝。虽然东罗马帝国几次派军试图去收复埃及，但是最终失败而返，东罗马帝國永远失去了这些疆土。并且同时于632–651年间，阿拉伯军队彻底灭亡了萨珊王朝。670年左右，阿拉伯人哈里发穆阿维叶一世建立了一支咄咄逼人的舰队。不过东罗马海军凭借其秘密武器仍然掌握着制海权，这个秘密武器就是后来令阿拉伯人闻风丧胆的“海洋之火”。678年，阿拉伯舰队直扑君士坦丁堡城下，结果近三分之二的舰只毁于海洋之火。在退却中，又先后遭到暴风雨的袭击和东罗马海军的追击，几乎全军覆没。阿拉伯军队遭到“圣战”开始以来最惨痛的失败，被迫与东罗马帝國签订了三十年和约。

#### 四面受敵

650年拜占庭帝國的疆域

到希拉克略王朝末期，帝国再度出现内乱，从695年到717年的22年间，皇帝更换了6次。到8世纪初期，帝国的情况已经濒于无政府状态，北非全部落入穆斯林手中，帝国的疆域也只剩下到君士坦丁堡城及其周围地区、东色雷斯、希腊的几个港口、南部意大利和西西里岛。在前两个地方，聚集了成千上万来自巴尔干和希腊的难民，以及从叙利亚、埃及、迦太基逃出来的几十万天主教难民。像一百年前的情况一样，海权是在8世纪初使东罗马帝國免于灭亡、起死回生的因素。海权维持了昔日帝国政治统一时留下来的东西，它保持了地中海上的商业活动不受威胁。在此期間，大量軍隊從巴爾幹撤出以對抗波斯人，隨後是東部的阿拉伯人，這為斯拉夫民族逐漸向南擴張進入半島打開了大門。與小亞細亞一樣，許多巴爾幹城市縮小為小型設防定居點。在670年代，保加爾人因可薩人的到來而被推至多瑙河以南。680年，派去消滅這些新定居點的拜占庭軍隊被擊敗。
681年，君士坦丁四世與保加利亞可汗阿斯巴魯赫簽署了一項條約，新的保加利亞國家對之前至少在名義上承認拜占庭統治的幾個斯拉夫部落擁有主權。在687-688年，希拉克略王朝末任皇帝查士丁尼二世率領遠征斯拉夫人和保加利亞人，並取得了重大進展，但事實上，他不得不疲於奔命的從色雷斯戰鬥到馬其頓顯示了拜占庭的勢力在巴爾幹北部已經衰落。
查士丁尼二世試圖通過嚴厲的稅收和任命外省人擔任行政職務來打破城市貴族的權力。他在695年被趕下台，先是在可薩人那裡避難，然後在保加利亞人那裡避難。705年，他與保加利亞可汗特爾維爾的軍隊返回君士坦丁堡，重新奪回王位，並對敵人實施了恐怖統治。隨著他在711年的最終推翻，在城市貴族的再次支持下，希拉克略王朝結束了。

### 逐漸轉型

#### 遏制擴張

750年前阿拉伯国家的扩张。自穆罕默德在632年去世，伊斯蘭教便從貧瘠的阿拉伯半島突出，席捲整個古典世界，僅用了一百年便佔領了從阿特拉斯到興都庫什的廣大區域，然而這一擴張也在8世紀中期隨著拜占庭的恢復和倭马亚的內亂而吿終結
穆罕默德去世时的穆斯林国家
正统哈里发国时期的扩张
倭马亚王朝时期的扩张
拜占庭帝国

717年，倭馬亞哈里發圍攻君士坦丁堡，持續了一年。然而伊蘇里亞王朝的利奧三世的軍事天才、拜占庭人對希臘之火的使用、717-718 年的寒冷冬天以及拜占庭與保加利亞可汗特維爾的外交共同促成了拜占庭的勝利。這使得阿拉伯人元气大伤，数年内不敢对东罗马用兵。在718年利奧三世擊退了穆斯林的進攻後，他開始著手重建小亞細亞的防務。740年，拜占庭在阿克羅伊農戰役中取得重大勝利，再次摧毀了倭馬亞軍隊。
利奧三世的繼任者君士坦丁五世在敘利亞北部贏得了可觀的勝利，同時也徹底削弱了保加利亞的實力。746年，趁著馬爾萬二世統治下倭馬亞哈里發的國內動亂，君士坦丁五世入侵敘利亞並佔領了日耳曼凱亞。而在凱拉邁亞戰役中，拜占庭海軍對倭馬亞艦隊取得了重大勝利。再加上哈里發國在其他戰線的軍事失敗和內部不穩定，其軍事擴張走到了盡頭。
但是此后东罗马帝國仍是危机不断。746年，近东发生的大瘟疫蔓延到帝国全境，罗马人和希腊人的死亡人数甚为巨大。于是空出来的地方听任从巴尔干半岛以北来的斯拉夫人争先恐后地迁移进来定居。东罗马皇室历史学家君士坦丁·波菲洛格尼图斯就曾说：“当瘟疫吞没万物的时候，广阔大地都斯拉夫化了，都蛮族化了。”

#### 宗教改革

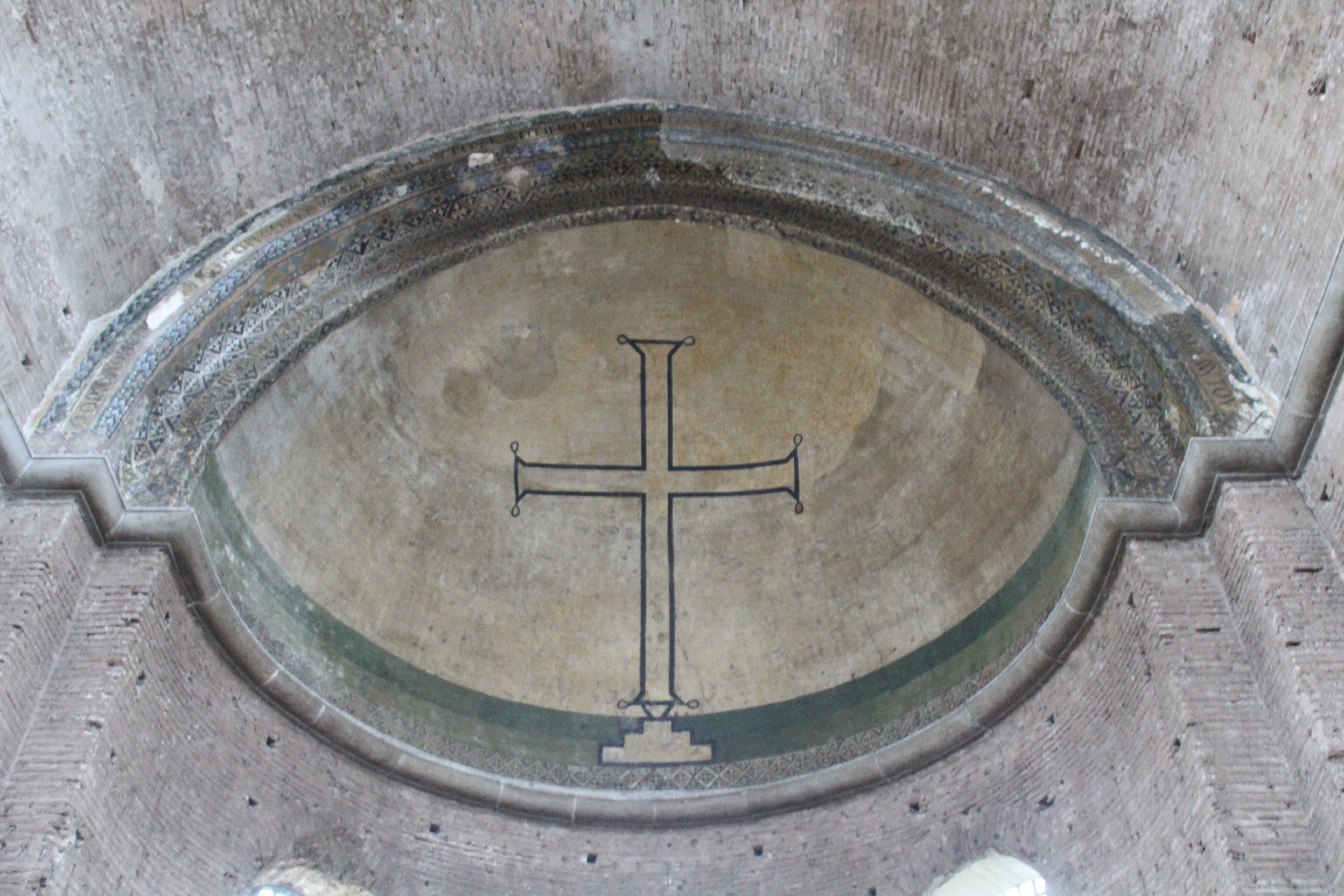
神聖和平教堂內的聖像破壞風格的藝術品，在此期間僅有十字架的形象能夠被繪製、崇拜

利奥三世於725年下令教會不得在崇拜中使用圖像。在726-730年間，兩度宣佈反對供奉聖像的詔令，是為破壞聖像運動。首先他在726年，頒佈了《禁止崇拜偶像法令》，中止了君士坦丁堡及各省的一切關於偶像崇拜的活動，同時大批教會的土地被充公，剩下的土地亦必須交稅，教會被取締，大批修士還俗，恢復了勞動人民的本色，徵用教會產業，宣佈沒收意大利南部什一稅，730年，他召開宗教會議，撤換了反對運動的大教長日耳曼努，代了是擁護運動的大教長阿納斯塔西烏斯，並制定了有關的宗教法規，為此運動提供了宗教上理論的依據。从一个立法者的角度来看，利奥三世先后颁布了经过改革的民法和刑法，以及农业法、商业法，对传统的、无伸缩性的罗马法进行了大幅度修改，使其适应改变了的社会状况，同时他还吸收新崛起的伊斯兰教的长处，对宗教进行大幅度改革，颁布了禁止崇拜偶像、出卖神符的命令，发动“破坏圣像运动”，从而在天主教中树立了高度的精神力量，遏止了教会产业的急剧膨胀和国家财力的流失，并为世俗文化的复兴提供了机会。由于这些改革措施，东罗马帝國在718年之后终于顶住了伊斯兰哈里发军队的入侵。
在伊琳娜女皇的努力下，第二次尼西亞公會議於787年召開。在該會議上，再次確定了聖像可以被尊敬，但不能被崇拜的原則，聖像破壞運動的第一階段結束。9世紀初，利奧五世重新引入了破壞偶像的政策，但在843年，西奧多拉皇后在牧首美多德的幫助下恢復了對聖像的敬禮。偶像破壞在東方與西方的進一步疏遠中發揮了巨大的作用，這一分裂被稱為佛提烏分裂（以時任君士坦丁堡普世牧首佛提烏一世命名）。

#### 帝位之爭

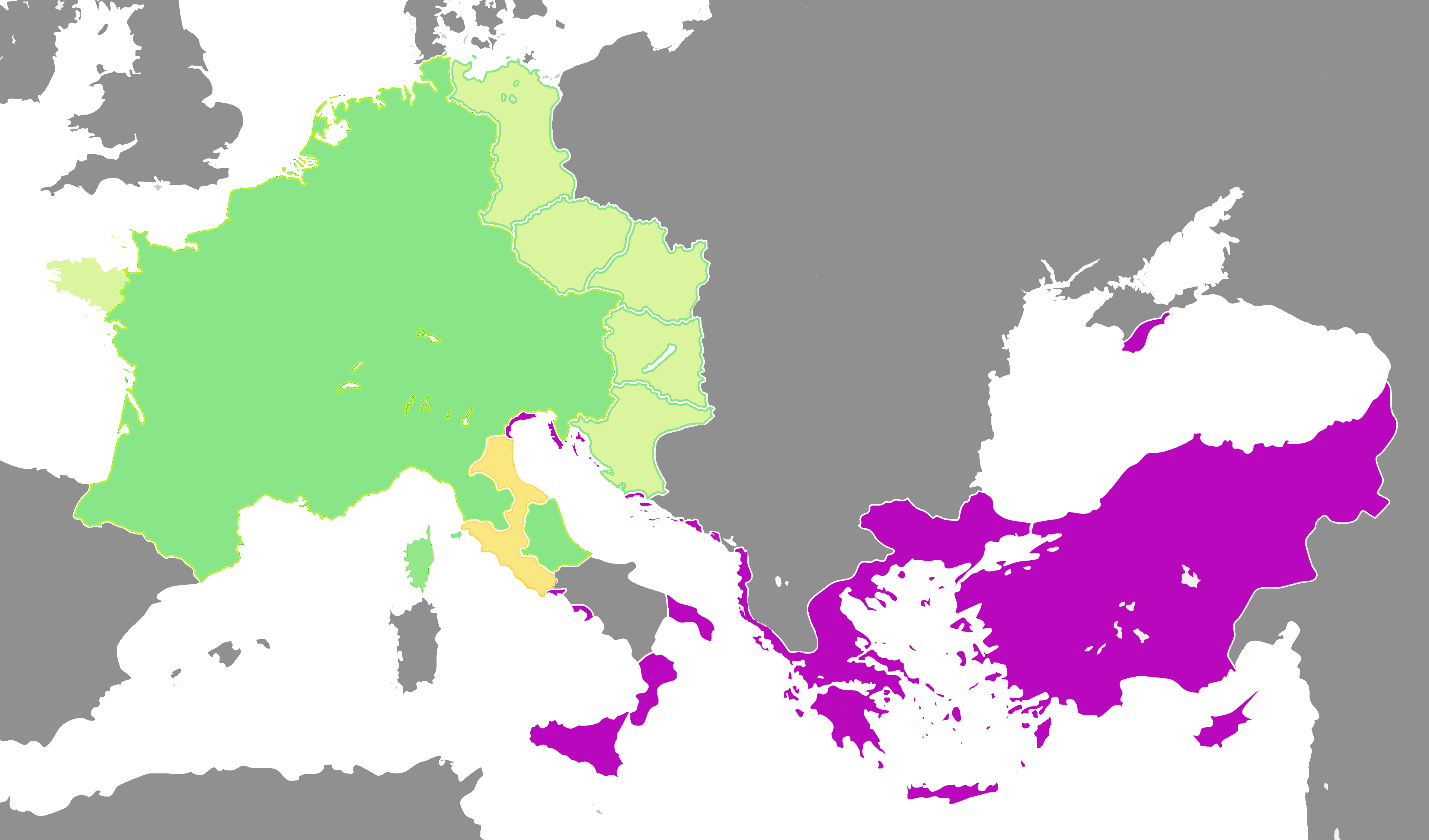
雙帝問題主要存在於加洛林帝國及其後繼者神聖羅馬帝國（綠色）和東羅馬帝國（紫色）之間，他們都認為自己是羅馬帝國的合法繼承人。地圖展示的是814年查理大帝去世時的兩國區域

8世纪最大的问题是对圣像破坏运动的争论。利奥三世下令禁止圣像，这个命令受到很大的反对，整个国家到处都发生暴乱。787年，在伊琳娜女皇的领导下，第二次尼西亞公會議上决定圣像可以被尊养但不可以被崇拜。伊琳娜还有与法蘭克王國国王查理大帝结婚来实现统一东西帝国的计划，但这些计划未能成功。9世纪初圣像破坏运动重现，843年再次被制止。这些争论使得当时西部的天主教和神圣罗马帝国未能重新与东罗马帝國统一起来。
在中世紀的基督徒看來，羅馬帝國是不可分割的，其皇帝擁有最高的統治地位，即使對於生活在國境之外東基督徒也具有效力。自古典時代晚期西羅馬帝國崩潰以來，東羅馬帝國（代表其在東部倖存的省份）已被其自身、教皇和整個歐洲的各種新基督教王國承認為合法的羅馬帝國。公元797年，君士坦丁六世皇帝被廢黜並被刺瞎雙眼，並由他的母親伊琳娜女皇取代統治，但是西歐諸國並不不接受她的統治，最常被引用的原因是她是女性。800年，教皇利奧三世沒有承認伊琳娜，而是根據皇權轉移的概念宣佈法蘭克國王查理曼為羅馬皇帝。此举影响重大，使西方帝国有了与东罗马帝國分庭抗礼的藉口。此外，皇帝尼基弗鲁斯（802-811年在位）在与多瑙河下游平原的保加利亚第一帝国的普利斯卡战役中被杀，头盖骨更被保加利亚酋长克鲁姆做成了酒杯。

### 盛世危機

#### 黄金时代

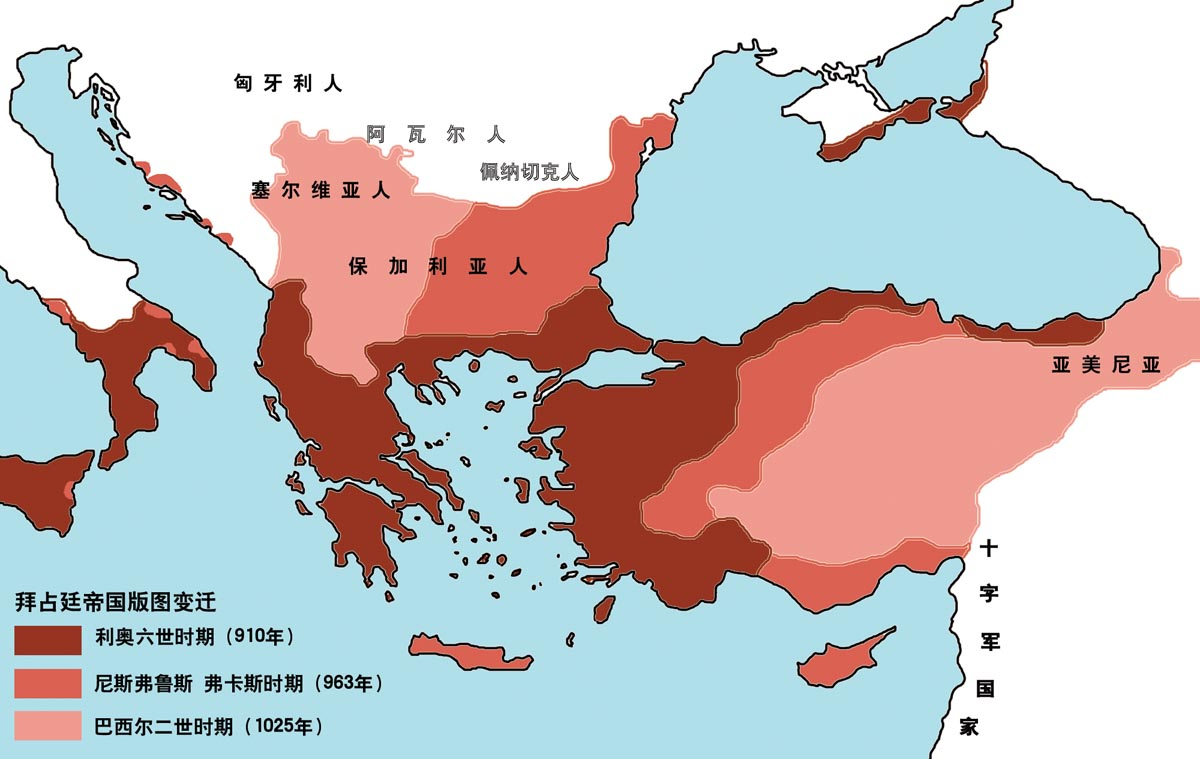
马其顿王朝时的东罗马帝國领土的擴張

马其顿王朝（867－1056年）的诞生開創了东罗马帝國历史上第二个最辉煌的时期。马其顿王朝开国皇帝巴西尔一世生于亚美尼亚，幼时全家被多瑙河下游平原的保加利亚第一帝国俘虏，发配到马其顿去开垦土地。长大后，他成为皇宫马倌，貌美而多力，受到阿莫利王朝末代皇帝迈克尔三世（842－867年在位）的注意和宠爱。迈克尔任命他为宫廷侍卫长，并于866年把他立为自己的继承人和共帝。867年，巴西尔发觉自己有失宠的迹象，于是在9月23日晚上发动了政变，他先用手拧弯了皇帝寝室的门闩，然后在半夜带着亲信杀入皇帝睡房，迅速制服卫兵，並殺掉了迈克尔三世。
虽然皇位为篡夺而来，但巴西尔一世很快以自己的英明行为让大家刮目相看。他在军事上的胜利使其跻身于东罗马帝国帝國最伟大的军事家之列。他严格贯彻希拉克略王朝时开始的军事制改革，在巴尔干半岛建立新军事州（塞马州），向这些地区迁入新移民，并凭借不断增强的君主制国的国力巩固国防建设，不仅在巴尔干半岛的多瑙河沿岸北部设立边境要塞，成功阻挡了斯拉夫人南下，而且在小亚细亚扩充军队并反击了阿拉伯人的侵略，在意大利南部，也收复了原属于东罗马帝國的领地。

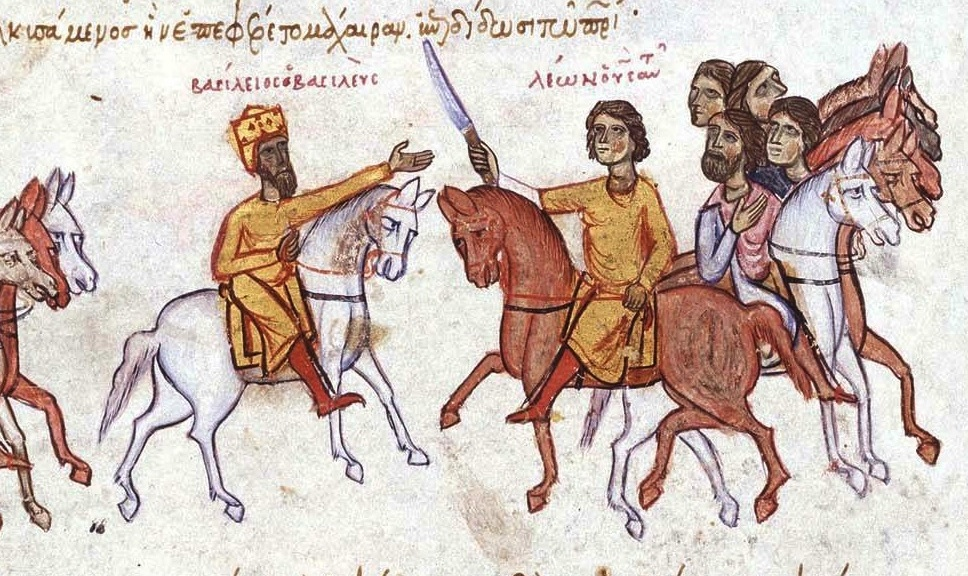
巴西尔一世及其子利奥六世

在馬其頓王朝的统治下，东罗马帝國在9世纪末期、10世纪和11世纪初达到了顶峰。在这段被称为“黄金时期”的几个世纪裡，东罗马帝國抵抗了聖座撤消佛迪奥斯为教宗的要求，获得亚得里亚海的制海权，占领了亚平宁半岛的一部分和攻占了保加利亚第一帝国的大部分。1014年，巴西尔二世（绰号为“保加利亚人屠夫”）彻底打败了保加利亚人，并最终于1018年占领了保加利亚第一帝国。同时东罗马帝國还获得了一个新的盟友（不过有时也是敌人）：在东欧平原的基辅罗斯（862/882—1223/1236），为东罗马帝国提供了一支重要的雇佣军。

#### 拓邊卻胡

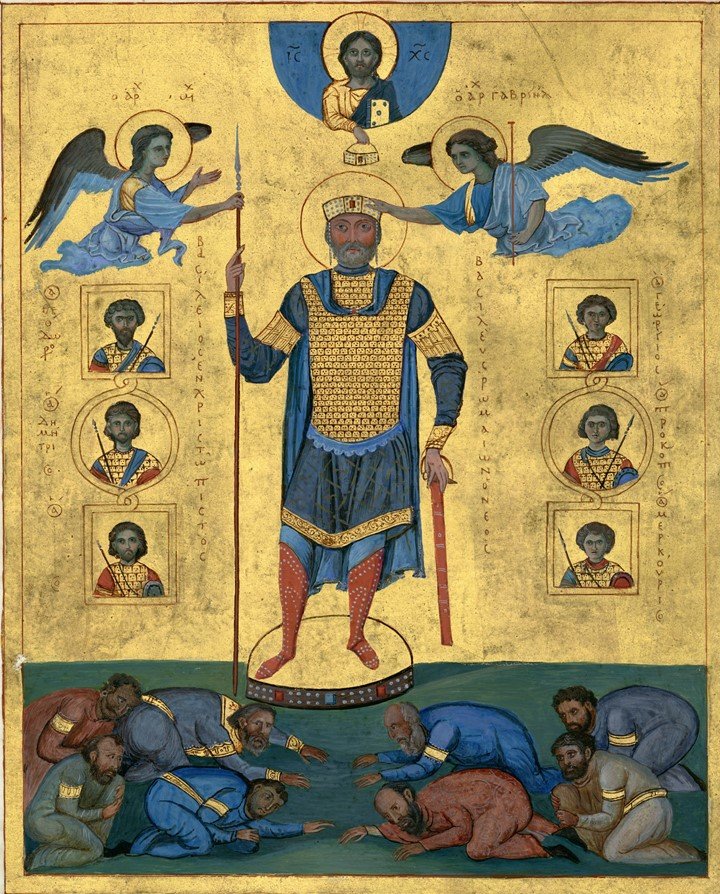
“保加利亚人屠夫”巴西尔二世

智者利奧於912年去世，隨後保加利亞沙皇西美昂一世率領一支大軍向君士坦丁堡進軍，敵對行動很快重新開始。雖然城牆堅不可摧，但拜占庭政府一片混亂，西美昂被邀請進城，在那裡他被授予保加利亞巴西流斯（basileus，皇帝）的王冠，並讓年輕的皇帝君士坦丁七世娶了他的一個女兒。但此後，他再次入侵色雷斯地區並征服了阿德里安堡。帝國現在面臨著在距君士坦丁堡幾天行軍距離內建立一個強大的基督教國家的問題，並且不得不在兩條戰線上作戰。
利奧·福卡斯和羅曼努斯一世發起的遠征行動以拜占庭在917年的安捷洛斯戰役中再次慘敗而告終，第二年保加利亞人自由地蹂躪希臘北部。923年阿德里安堡再次遭到掠奪，924年保加利亞軍隊圍攻君士坦丁堡。然而西美昂在927年突然死亡，保加利亞的勢力隨之瓦解。保加利亞和拜占庭進入了長期的和平關係，帝國現在可以集中在東部前線對抗穆斯林。968年，保加利亞被斯維亞托斯拉夫一世的統治下的羅斯人佔領，但三年後，約翰一世·齊米克斯擊敗了羅斯人，並將東保加利亞重新納入拜占庭帝國。
976年约翰一世去世，罗曼努斯二世的儿子巴西尔二世和君士坦丁八世继位，后者对于政事几乎完全不过问。在巴西尔二世的统治下，帝国再度进入黄金时期。它在军力、商业和政治方面的实力都达到了顶峰，拥有强大的陆军和海军，贸易兴旺，学术和艺术发达，宗教的影响扩及所有斯拉夫人的君主制国家。巴西爾將消滅保加利亞人視為首要任務，然而其第一次遠征保加利亞並不成功。 在接下來的幾年裡，皇帝忙於安納托利亞的內部叛亂，而保加利亞人則在巴爾幹擴大了他們的領土。戰爭拖了將近二十年。拜占庭在斯佩爾切奧斯和斯科普里的勝利決定性地削弱了保加利亞軍隊，隨後巴西爾有條不紊地消滅保加利亞人的據點。
当我勇敢地进军西方（赫斯珀里亚），还是直至东方（厄俄斯）边疆的最远方，
一路沿着阿布哈兹，以实玛利，阿拉伯，伊比利亚。
大地上布满战利品，波斯人和斯基泰人（保加利亚人）作为见证。
在巴西尔二世的统治下，东罗马帝國的疆域达到了自查士丁尼一世之后从未有过的规模，主宰了亚美尼亚、南意大利，整个巴尔干半岛也重新成为帝国的领土。他于1018年灭亡了保加利亚，这次战争使他获得了“保加利亚人屠夫”的称号：在巴西尔的命令下，14,000多名保加利亚俘虏被剜掉了眼睛。保加利亚沙皇萨缪尔见此惨状，心脏病发作而去世。到1018年，保加利亞最後的據點投降，該國成為了成為東羅馬帝國的一部分。此后一个半世纪里，保加利亚人都臣服於东罗马帝國之下。這次勝利恢復了自希拉克略皇帝以來丟失的多瑙河邊界。

#### 東方戰線

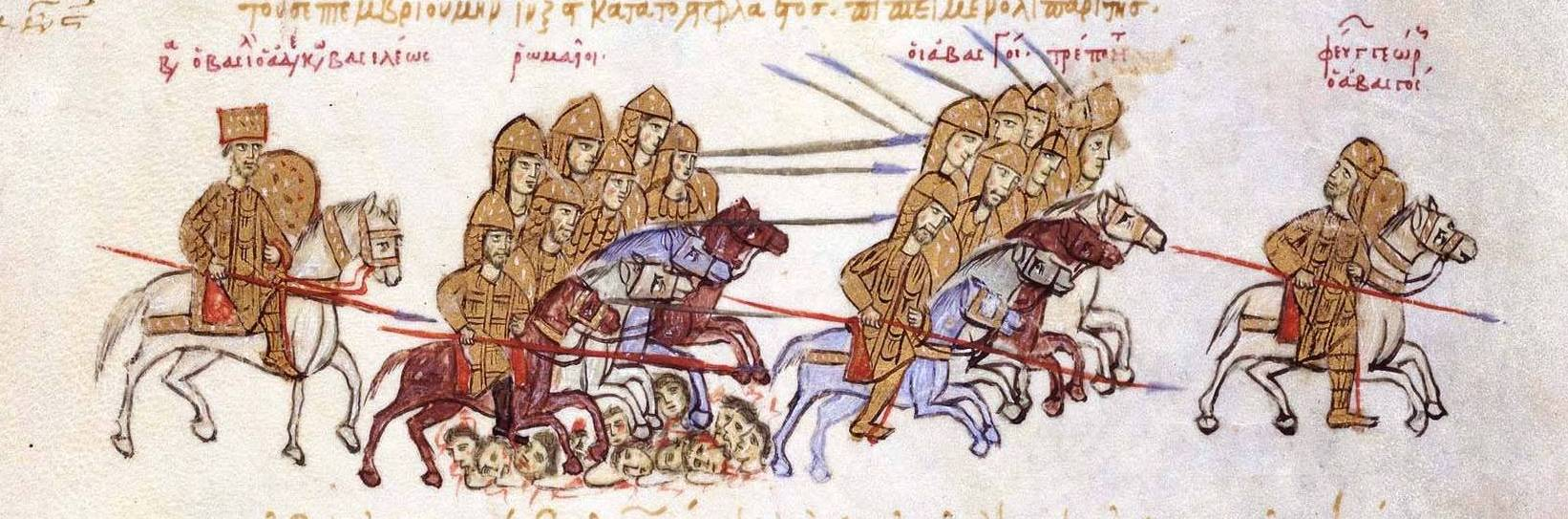
拜占庭皇帝巴西尔二世击败格鲁吉亚王国乔治一世 (格鲁吉亚)（阿布哈兹的乔治），其中右边的乔治一世在骑马逃跑，左边的巴西尔二世举着盾牌和长矛追击，《历史概要》第195页

在820年代初期，利用斯拉夫人反叛的時機，阿拉伯人重新出現並佔領了克里特島。他們還成功地攻擊了西西里島，但在863年，彼得羅納斯將軍在拉拉卡翁戰役（Lalakaon）中取得了決定性的勝利，擊敗了馬拉蒂亞的埃米爾奧馬爾·阿爾-阿克塔（Umar al-Aqta）。在克魯姆的領導下，保加利亞多次南下入侵東羅馬，但在815-816年，克魯姆的兒子奧穆爾塔格與利奧五世簽署了和平條約。
在830年代，阿拔斯哈里發開始了軍事遠征，最終在阿莫利烏姆之劫（Sack of Amorium）中取得勝利。拜占庭人隨後反擊並洗劫了埃及的杜姆亞特。後來，阿拔斯王朝的哈里發再次派兵進入安納托利亞進行洗劫和掠奪，直到他們最終在863年的拉拉卡翁戰役中被拜占庭人殲滅。
在巴西爾一世統治初期，阿拉伯人對達爾馬提亞海岸的襲擊和對拉古薩的圍攻（866-868）被擊敗，該地區再次處於拜占庭的安全控制之下。這使拜占庭傳教士能夠滲透到內地，並使塞爾維亞人和現代黑塞哥維那和黑山的公國皈依基督教。相比之下，拜占庭在意大利南部的地位逐漸鞏固；到873年，巴里再次處於拜占庭統治之下，意大利南部的大部分地區在接下來的200年裡仍留在帝國境內。在更重要的東部戰線上，帝國重建了防禦並繼續進攻。 
963年，罗曼努斯二世皇帝去世后，由于王子年幼，名将尼斯弗鲁斯·弗卡斯与皇后提奥法诺结婚，然后自立为皇帝。士兵皇帝尼基弗羅斯二世（963-969年在位）將帝國擴展到敘利亞，並擊敗了伊拉克西北部的埃米爾。962年，尼基弗羅斯佔領了阿勒頗。963年，阿拉伯人被驅逐出克里特島，這結束了阿拉伯人對愛琴海的襲擊，讓希臘周邊再次繁榮起來。 塞浦路斯在965年被永久收復，尼基弗羅斯的成功在969年達到頂峰，他圍攻安提阿並重新奪回，並將其合併為帝國的一個省。他還发动了几次规模巨大的战役，击退了保加利亚第一帝国和基辅罗斯人的攻击，然后出兵进攻巴勒斯坦的耶路撒冷。但是当年年底，他被皇后收买的部将齐米斯克斯刺杀。齐米斯克斯随后称帝，号称約翰一世·齊米斯克斯（969-976年在位）。約翰一世斯重新奪回了大馬士革、貝魯特、阿克里、西頓、凱撒利亞和提比利亞。 
在1021年到1022年間，經過多年的緊張局勢，巴西爾二世領導了一系列對格魯吉亞王國的勝利戰爭，導致格魯吉亞的幾個省份被帝國吞併。巴西爾的繼任者也在1045年吞併了巴格拉提德亞美尼亞。但重要的是，拜占庭政府的重稅政策大大削弱了格魯吉亞和亞美尼亞的實力，而這種衰弱在1071年拜占庭在曼齊克特的失敗中發揮了重要作用。 

#### 聲教廣播
在850到1100年間，東羅馬帝國與橫跨黑海北部出現的新的國家基輔羅斯發展出了一種複雜關係，這種關係在東斯拉夫人的歷史上產生了深遠的影響。帝國迅速成為基輔的主要貿易和文化夥伴，860年，羅斯人對君士坦丁堡發動了第一次進攻，掠奪了城市的郊區。 941年，他們出現在博斯普魯斯海峽的亞洲海岸，但這次被擊潰。這表明907年之後拜占庭的軍事力量有所改善。巴西爾二世不能忽視羅斯的新興力量，並以他的前任為榜樣，將宗教作為實現政治目的的手段，期望達到真正的基督教普世帝國。在988年安娜·波菲羅格內塔與弗拉基米爾大帝聯姻，此後羅斯與拜占庭的關係變得更加密切，隨後羅斯也被基督教化。拜占庭的牧師、建築師和藝術家被邀請在羅斯周圍的眾多大教堂和教堂中工作，進一步擴大了拜占庭文化的影響力，而許多羅斯人在拜占庭軍隊中擔任僱傭兵，最著名的即是瓦蘭吉衛隊。
然而，即使在羅斯基督教化之後，關係也並不總是友好的。兩個大國之間最嚴重的衝突是968-971年在保加利亞的戰爭，但也記錄了俄羅斯對黑海沿岸的拜占庭城市和君士坦丁堡本身的幾次突襲。儘管大多數人被擊退，但它們之後往往會簽訂普遍有利於羅斯的條約，例如在1043年戰爭結束時締結的條約。

#### 重回頂峰

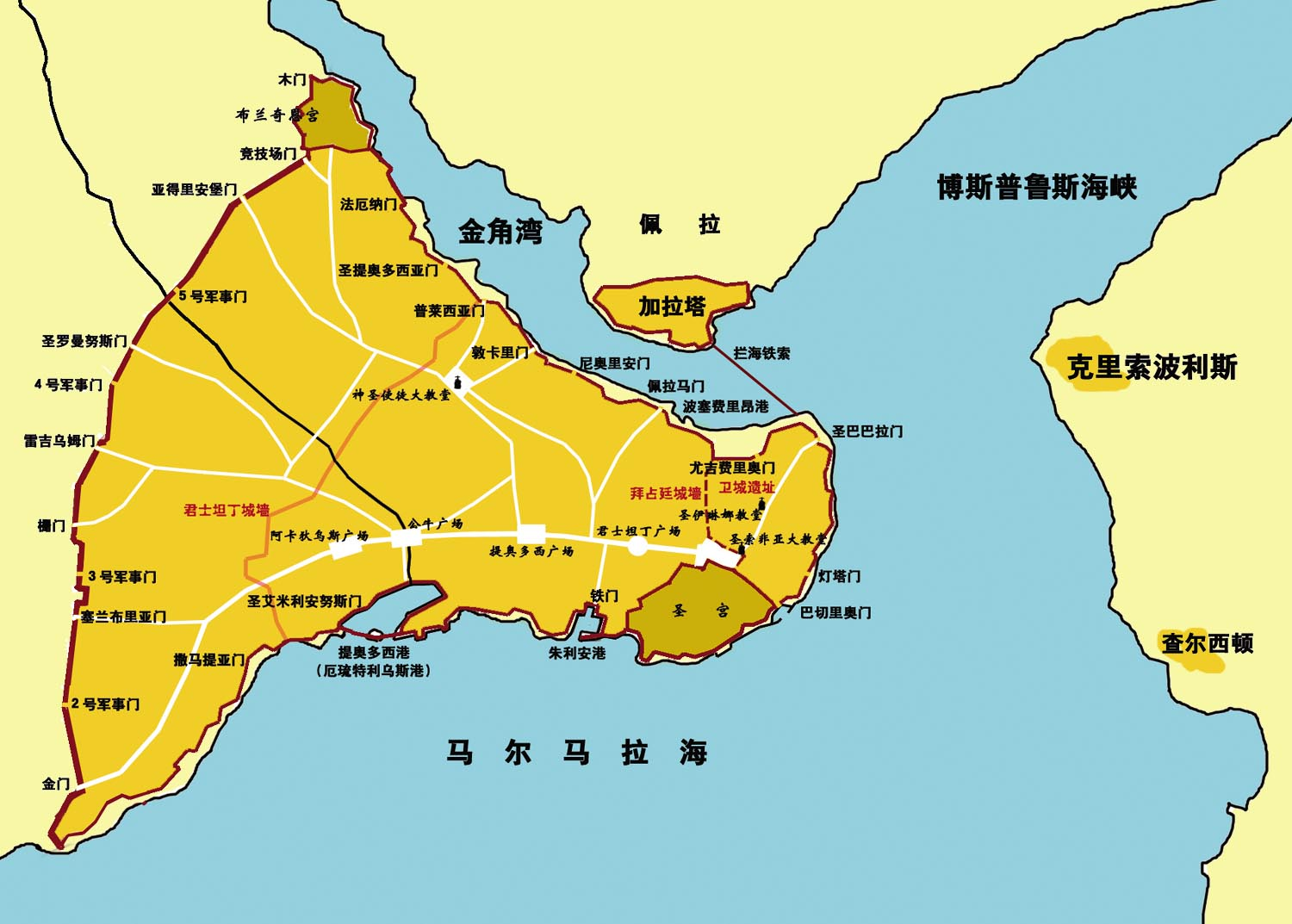
君士坦丁堡

1025年巴西尔二世去世时的拜占庭帝国

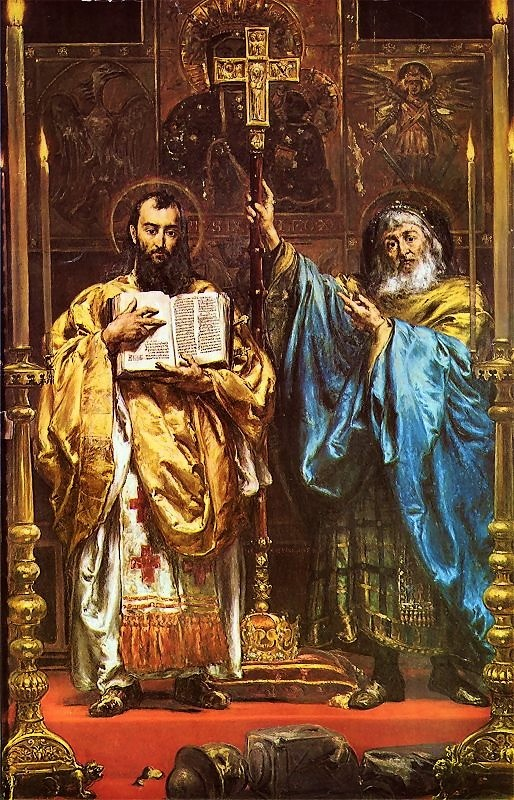
西里尔与美多德，扬·马泰伊科于1885年作

巴西爾二世被認為是最有能力的拜占庭皇帝之一，他的統治是中世紀帝國的頂峰。到1025年，也就是巴西爾二世去世的日期，拜占庭帝國從東部的亞美尼亞延伸到西部的意大利南部的卡拉布里亞。從征服保加利亞到吞併格魯吉亞和亞美尼亞的部分地區，再到重新征服克里特島、塞浦路斯和重要城市安提阿，帝國取得了巨大的成功。這些不是暫時的戰術收益，而是長期的重新征服。
利奧六世完成了對希臘拜占庭法律的完整編纂。這部60卷的不朽著作成為後來所有拜占庭法律的基礎，至今仍被許多學者研究。利奧還改革了帝國的行政管理，重新劃定了行政區劃軍區的邊界，整理了等級和特權系統，並規範了君士坦丁堡各個貿易行會的行為。利奧的改革大大減少了之前帝國的分裂，帝國從此擁有一個權力中心，君士坦丁堡。然而帝國在軍事上的日益成功極大地豐富了地方貴族，並賦予了地方貴族對農民的更大權力，東羅馬基本上淪為農奴制國家。
在馬其頓王朝的統治下，君士坦丁堡蓬勃發展，成為歐洲最大和最富有的城市，在9世紀和10世紀人口約為40萬。在此期間，拜占庭帝國僱傭了一支由稱職的貴族組成的強大的公務員隊伍，負責監督稅收、國內管理和外交政策。 馬其頓王朝的皇帝還通過促進與西歐的貿易，特別是通過出售絲綢和金屬製品來增加帝國的財富。
帝国的疆域东起亚美尼亚，北到多瑙河下游平原，西至亚得里亚海，南至幼发拉底河和美索不达米亚。自从查士丁尼一世以后，这个帝国的国威从来没有如此时之盛者，但是也和查士丁尼一世去世之后的帝国一样，成功的因素已经耗尽。巴西尔二世曾经担心两方面的危险，一是外敌的进攻，二是内部敌人侵蚀帝国的国力。他的这两个擔憂在随后的50年里成了现实。

#### 東西分野
馬其頓王朝時期還包括具有重大宗教意義的事件。保加利亞人、塞爾維亞人和羅斯人改信東正教，這構築了現代歐洲的宗教版圖。西里爾和美多德是來自塞薩洛尼基的兩個傳教士，他們對斯拉夫人的基督教化做出了重大貢獻，並在此過程中設計了格拉哥里字母，即西里爾字母的祖先。
1054年，東西方在迦克頓基督教下的傳統關係達到了最終的破裂，這標誌著東西教會大分裂。1054年7月16日，三個教皇使節在周六下午的神聖禮儀期間進入聖索菲亞大教堂，並在祭壇上放置了一頭被逐出教會的公牛時，東方和西方達成了徹底的決裂，這一決裂直至千年後的1965年第二次梵蒂岡大公會議後才得以消弭。

#### 盛極转衰

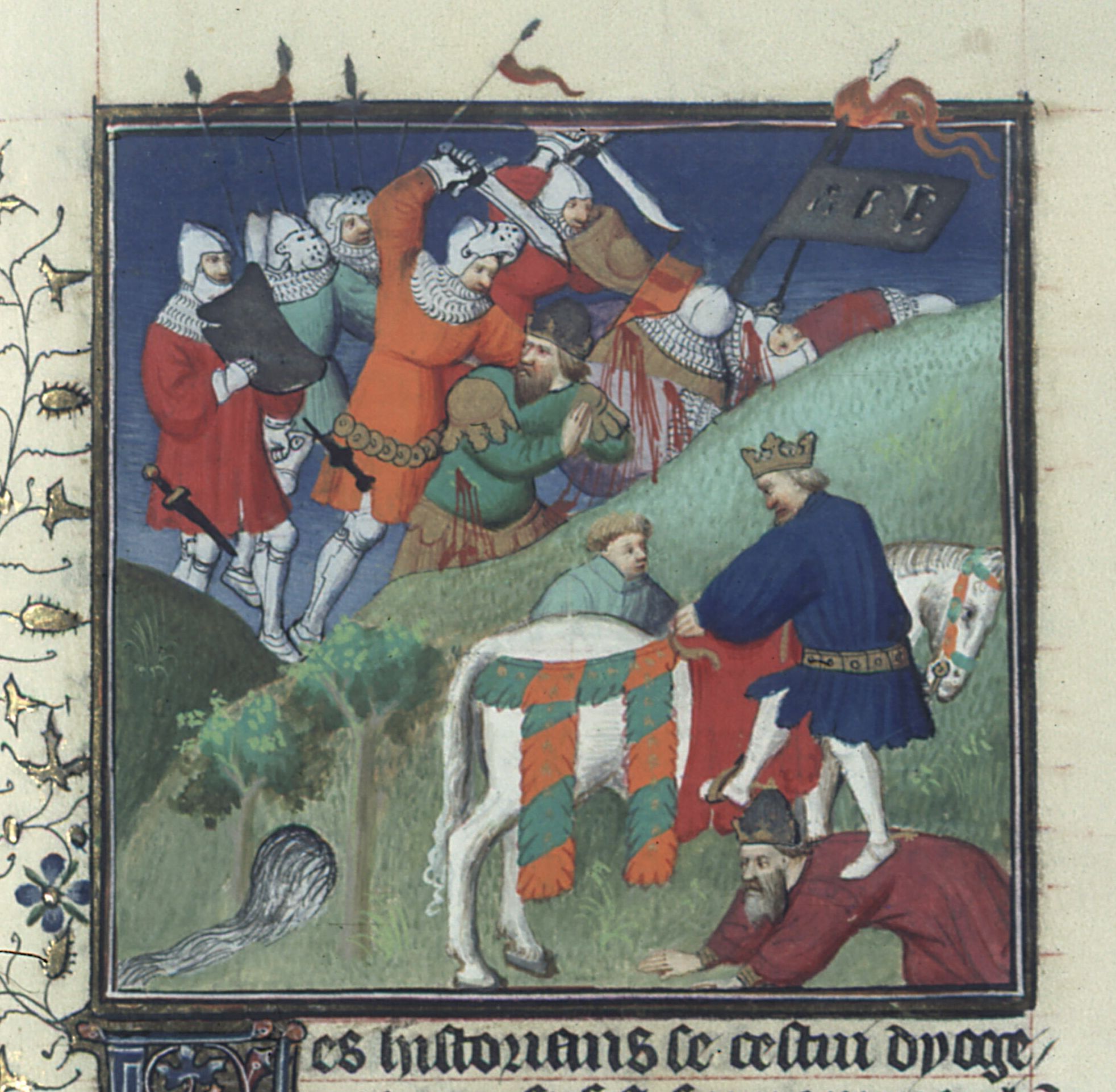
1071年的曼齐克特戰役

巴西尔二世去世后，东罗马帝國的皇权开始陷入混乱。巴西尔二世共帝君士坦丁八世的女儿佐伊皇后与其情人迈克尔一道将罗曼努斯三世皇帝溺死在澡盆中，然后将迈克尔立为皇帝，号称迈克尔四世。迈克尔死后，佐伊又将他的侄子纳入自己的后宫，将其封为迈克尔五世。4个月后，迈克尔五世试图将佐伊皇后废黜，结果政变未遂，反被爱戴佐伊的君士坦丁堡市民推翻，用烙铁弄瞎了眼睛，扔进修道院。62岁的佐伊随后又与一位老情人结婚，是为君士坦丁九世。1050年佐伊去世，5年后君士坦丁九世也死了，他留下的遗产之一是1054年东西教会的永久分裂。随后13年里，迈克尔六世、伊萨克一世（科穆宁王朝始祖，1057－1059年在位）、君士坦丁十世（伊萨克的远亲，杜卡斯王朝始祖）、罗曼努斯四世和迈克尔七世相继继承皇位。
政局的混乱只是帝国衰落的表象，隐藏在贵族们争权夺利的现实是，他们拥有着地方大量土地资源作为其党同伐异的后盾，而这些大量占有土地的世袭军事贵族打乱了塞马州的制度，破坏了农民的小土地所有制，这个长久以来帝国税收和征兵的基础。假如东罗马帝國只需要对付它的旧敌神圣罗马帝国和阿拉伯的伊斯兰哈里发的話，它可能还可以支持下去，但新的敌人根本不為它的聲威所嚇怕，而不断对外强中干的帝国进行冲击：诺曼人征服了南意大利，而更致命的是突厥语族的塞尔柱帝国在1070年代幾乎占领了小亚细亚。
1071年8月，塞尔柱帝国在亚美尼亚凡湖以北的曼齐刻尔特击败东罗马帝国军队，并迅速占领了整個小亚细亚。亚洲领土的丧失標誌著东罗马帝國丧失了最大的兵力来源地，此后只能雇雇佣兵，这些雇佣兵包括法兰克人、诺曼人、瓦良格人、基辅罗斯人。雇佣兵的到来，并没有对崩溃的帝国军事带来多少良性影响，反而又催生了一连串的宫廷政变：1078年迈克尔七世被废，军界元老、80岁的尼基弗鲁斯取而代之。阿莱克修斯·科穆宁又在1081年推翻了尼基弗鲁斯三世，将皇权夺回科穆宁一系。

### 王朝中兴

#### 解决边患

阿莱克修斯一世（1081-1118年在位）

阿莱克修斯一世登基时，由于多年的内乱与大量的领土沦丧，帝国的地方行政体系已经频临崩溃，军事组织也几近于无。所幸的是，阿莱克修斯与皇后伊琳娜·杜卡伊娜的婚姻意味着在这半个世纪间一直争斗的新旧军事贵族最终达成了和解，而阿莱克修斯在早年的军事行动中也为他积累下足够的声望让他进行挽救帝国的改革。阿莱克修斯登基时最大的外患，除了与君士坦丁堡一衣带水的突厥人，便是占据南意大利的诺曼人霸主罗伯特·吉斯卡尔。出身海盗民族的罗伯特正如其绰号“吉斯卡尔”（意为“狡诈者”），是一个军事专家。1081年，即在阿莱克修斯即位之初，吉斯卡尔便在都拉齐翁击败的阿莱克修斯亲率的帝国亲卫队，进而占据了帝国重要的贸易站科孚岛，更进逼帝国重镇帖撒罗尼迦。阿莱克修斯只得放下罗马皇帝的架子，亲自前往西方，向威尼斯人以及拉丁基督教世界求援。这次外交行动获得了巨大的成果：一直为诺曼人海盗活动所苦的威尼斯人对帝国提供了装备精良的舰队，而早已对诺曼人多次进犯教宗国和北意大利不满的亨利四世决意出兵干涉南意大利，导致吉斯卡尔在1083年被迫回兵西西里，直到2年后才有机会再战东罗马。而这次，他征服巴尔干半岛的企图被早有准备的阿莱克修斯彻底挫败，而自己也热病身死。此后诺曼人陷入了继承纷争而无暇征战，帝国西边的边患暂时解决了，尽管留下了两个当时看起来并不严重的隐患：一个是从此介入东地中海贸易，对帝国敲骨吸髓的威尼斯商人，另外一个是与帝国终生为敌的一代名将，吉斯卡尔的长子，后来的十字军主要领袖与安条克大公博希蒙德。

#### 求援西方

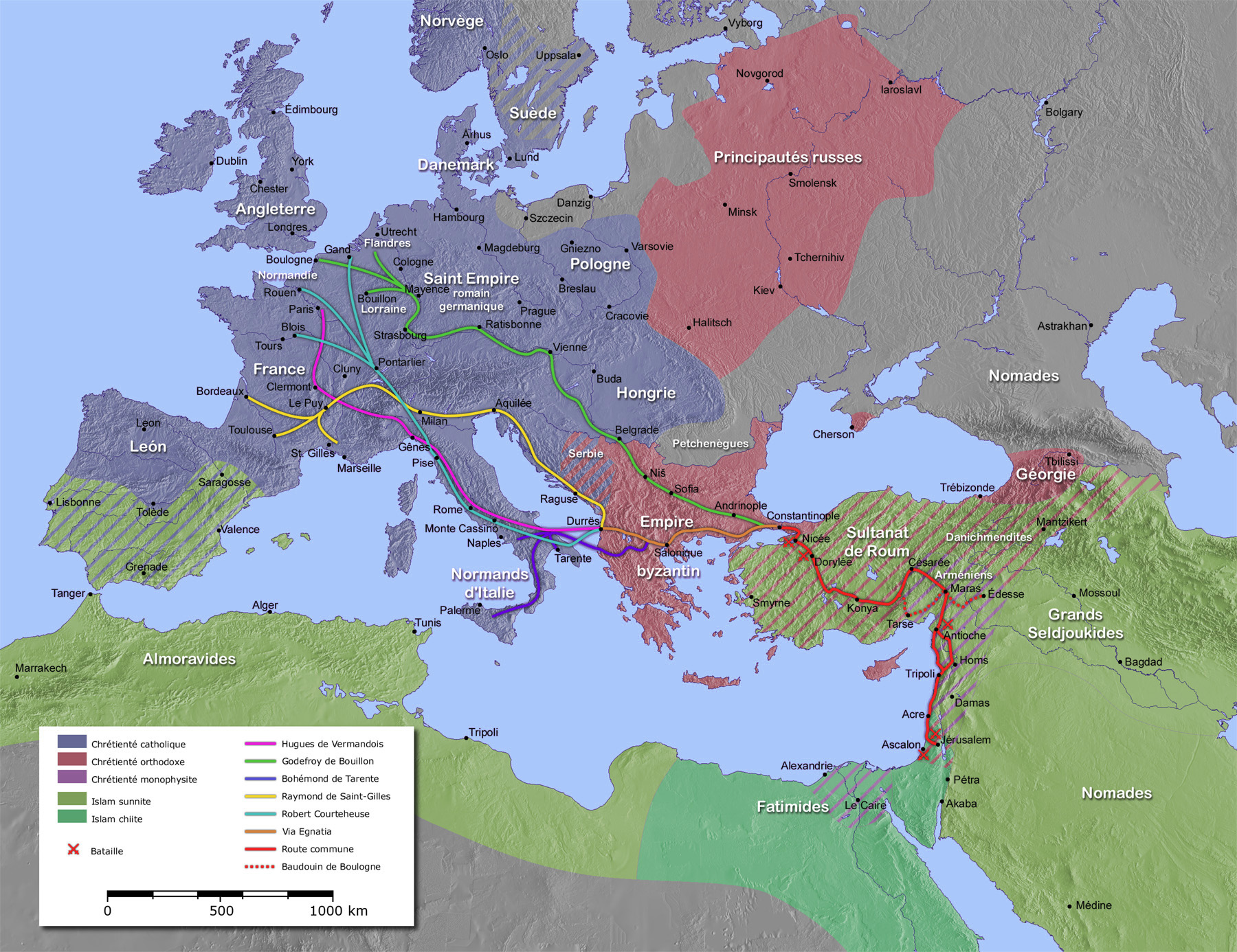
第一次十字軍東征各隊伍路線圖。由於君士坦丁堡是亞歐大陸的水路通衢，且當時的技術水平不足以支持海路輸送大規模的軍隊，來自西方的十字軍必須穿過整個拜占庭帝國，其中的摩擦、誤會和敵意便不可避免地產生，這也逐步加深了11世紀教會分裂以來東西方的矛盾

边患解决之后，阿莱克修斯着手改革拜占庭政府机构和贵族等级，建立以科穆宁家族和杜卡斯家族为核心的贵族执政联盟，终结了贵族纷争；仿照西欧的采邑制度推进普罗尼亚制改革，以极短的时间挽救了频临崩溃的帝国行政，以较低的成本重建了运作良好的行政系统与健全的军队体系。此外，阿莱克修斯还在1092年推展了币制改革，恢复了因杜卡斯王朝的滥发劣币而破产的帝国货币信用，重建了以帝国为中心的贸易体系。在国力逐渐恢复之后，帝国在军事上又先后挫败北方佩切涅格人与库曼人的南侵，并对塞尔柱帝国进行了有力的抵抗。但由于塞尔柱帝国的军力依然强大，阿莱克修斯的兵力不足以與其完全正面對抗。在1095年的皮亞琴察會議上，阿萊克修斯的使者向教皇烏爾班二世講述了東方基督徒的苦難，並強調如果沒有西方的幫助，他們將繼續在穆斯林統治下受苦，故而请求罗马教宗号召西方各国出兵帮助东罗马帝国去收复原属东罗马帝国的小亚细亚的领地。这个请求立即得到了教宗乌尔班二世的回应，但出乎阿莱克修斯意料的是，他所获得的援军并不是预想中的，如同瓦兰吉卫队一般的由少数精锐西欧骑士构成的佣兵团，而是一柄难以操持的，在以后对帝国的内政与外交都造成极大挑战的双刃剑：1096年出现了第一次十字军运动，大批骑士和平民离开西欧，向近东进军。
十字军从塞尔柱帝国人手中收复了尼西亚，但救兵很快成了仇兵。阿莱克修斯一世担心这些好勇斗狠的骑士危及东罗马帝国，因此要求其对自己宣誓效忠。然而当十字军进入小亚细亚、正与塞尔柱帝国作战时，阿莱克修斯却试图扩大自己的地盘，结果与十字军首领们，特别是此前就与帝国多次交战的南意大利诺曼人领主们种下矛盾。而在阿莱克修斯因为担心自己兵力不济而决定对撤走前往救援困守中的安条克城的援军后，十字军骑士们终于忍无可忍，在安条克防卫战的主帅博希蒙德和他的侄子坦克雷德的煽动下，纷纷违背先前的誓言，在近东建立了4个独立的十字军国家。但最终，阿莱克修斯以及他的后继者：约翰二世和曼努埃尔一世仍凭借出色的外交手腕，使得十字军首领们依旧保持与帝国的盟友关系，甚至通过数次成功的军事征讨，让其中的亚美尼亚大公国和安条克公国成为帝国的附庸。

#### 暗流湧動

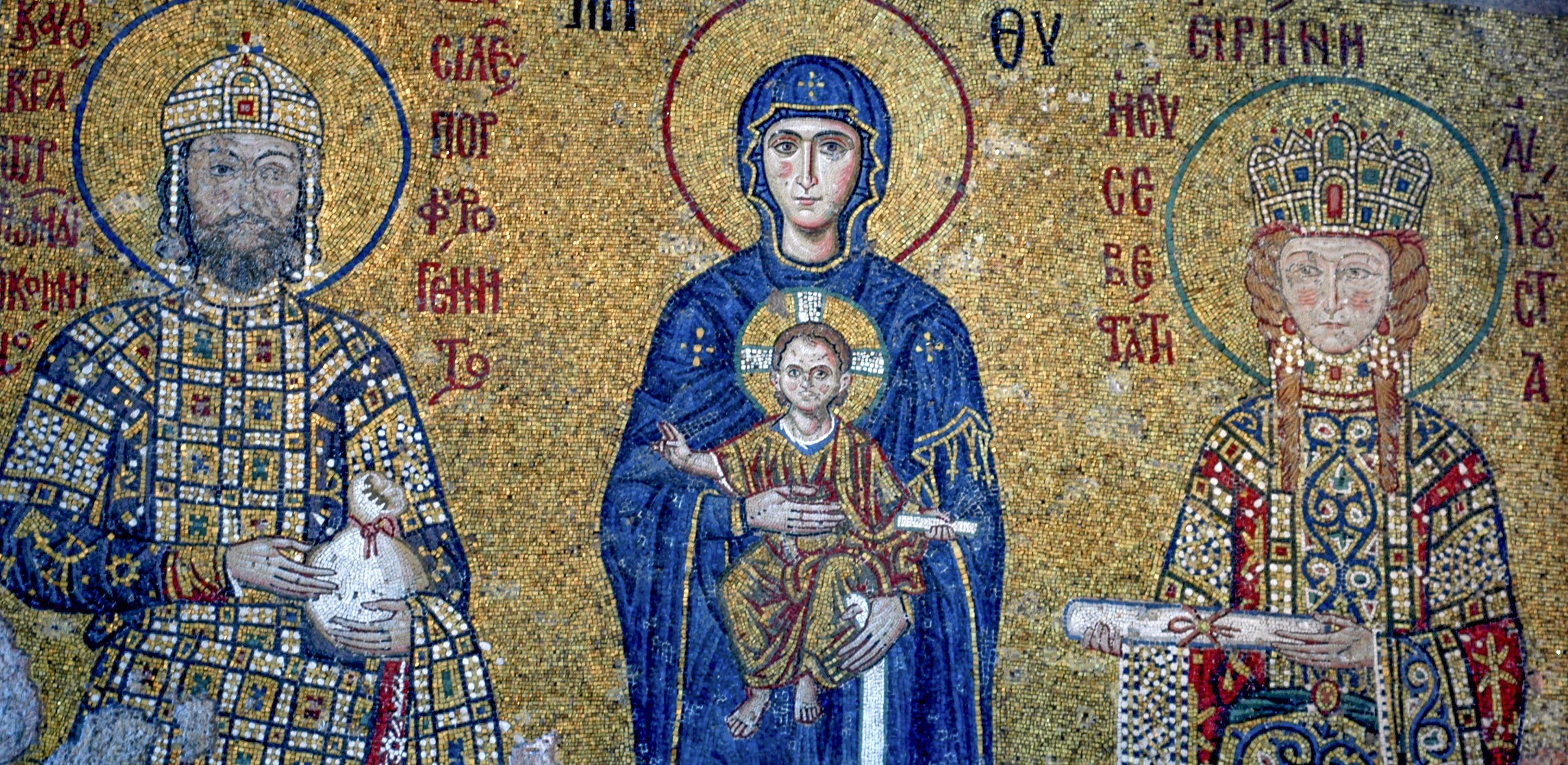
君士坦丁堡聖索菲亞大教堂內12世紀的馬賽克，描繪了瑪麗和耶穌，兩側是約翰二世（左）和他的妻子匈牙利的伊琳娜（右）

东罗马帝国虽然借十字军的力量，夺回了西安纳托利亚，一度消除了塞尔柱帝国的军力威胁，但北部佩切涅格人与匈牙利王国的不断南侵、西部塞尔维亚人的持续叛乱，以及南意大利的诺曼人仍是东罗马帝国的大患，甚至后来，自诩为“正统罗马皇帝”的霍亨施陶芬王朝也加入到对东罗马帝国的敌对同盟中。为此科穆宁皇帝们在通过外交军事双管齐下暂时安稳住佩彻涅格人和塞尔维亚人后，决定将反帝国同盟的核心，始终敌视帝国的诺曼人赶出西西里，为此引发了与诺曼人的海上冲突（1147-1158年），但最终消灭诺曼人王国，重建帝国在南意大利统治的战略意图仍以失败告终，只能迫使诺曼人在相当一段长时间无法进犯帝国。此外东罗马帝国还对匈牙利王国发动了两次战争，虽然结果令匈牙利国王臣服，并使帝国获得对克罗地亚地区的直辖权，但耗费了大量的军力，以致帝国近东的小亚细亚国防防御再度出现空虚。1176年，在相继逼迫诺曼人和谈、羁縻匈牙利、取缔威尼斯贸易特权，并通过资助伦巴第同盟拖住红胡子腓特烈的“帝国统一”后，自觉西方边疆已经稳固的曼努埃尔一世率军征伐罗姆苏丹国首都科尼亚，以期完全收复小亚细亚，是為密列奧塞法隆戰役，結果遭到重創，尽管在稍後的門德雷斯河谷戰役勉強挽回劣勢。这些称不上非常成功，甚至在纯军事的角度上可以说是失败的战争直接消耗了东罗马帝国的有限的军力和财力。曼努埃尔死后，帝国再度陷入宫廷政变频发的困境，于是东罗马帝国从阿莱克修斯一世之后的中兴局面迅速跌落下来。到12世纪后期，原来雄踞东地中海的东罗马帝國几乎只剩下一个空壳，其军力、国力和人力已不足以应付四面受敌的局面，令边境防线瀕臨崩溃。

### 西侵日衰

#### 拉丁襲擾

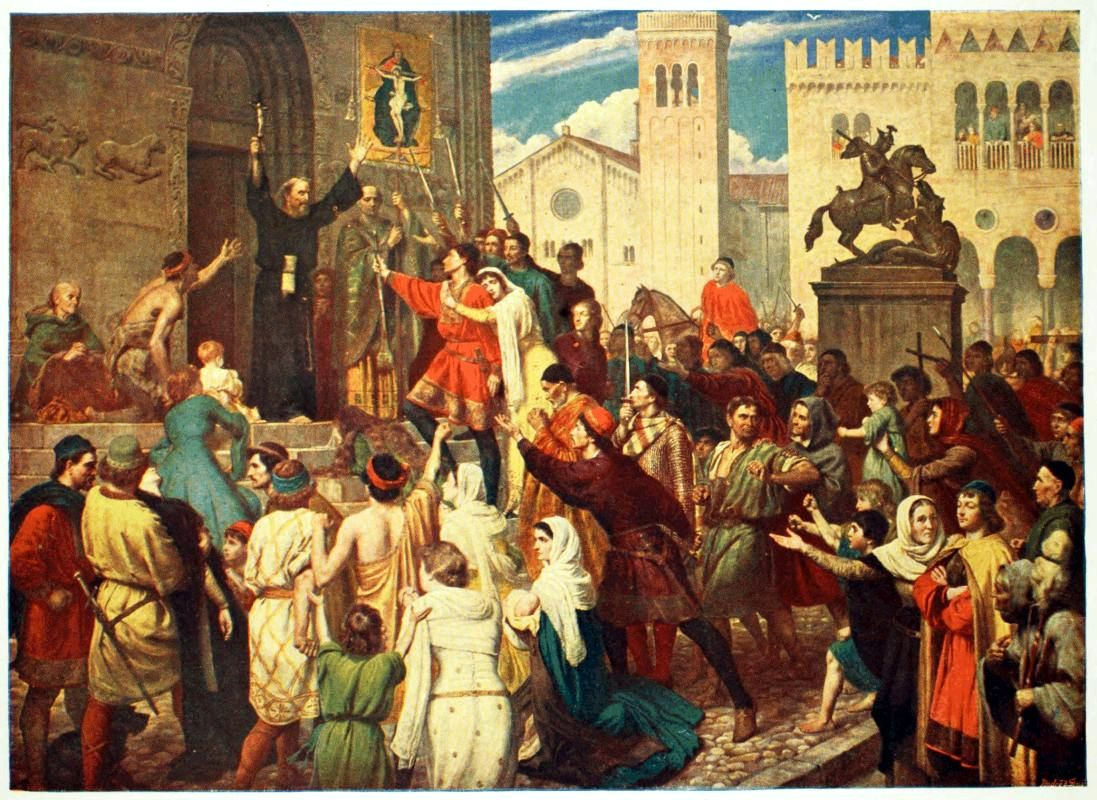
來自法國亞眠的隱士彼得向西歐的民眾傳教，鼓動他們加入向東軍事擴張的十字軍行列

贯穿在整个科穆宁王朝时期的一个隐忧，就是不断向东罗马传统势力圈渗透的西方势力。11世纪和12世纪来自神圣罗马帝国的德意志人，以及来自西西里岛和南意大利的诺曼人不断攻击帝国，因此，东罗马对源源不断经过其领土的罗马天主教十字军的意图很持怀疑，因为这些十字军正是主要由德意志人和诺曼人构成的。另一方面，阿莱克修斯给予贸易专权的意大利城市国家尤其成为反西情绪的对象。他们成为“法兰克人”和“拉丁人”的代表。尤其迅速崛起为东罗马最主要的商业竞争对手的威尼斯人特别受反感，尽管威尼斯的船只是帝国舰队的骨干。
阿莱克修斯一世登基之初，盘踞西西里岛的诺曼人首领罗贝尔·吉斯卡尔对巴尔干半岛及爱琴海岛屿虎视眈眈，而东罗马海军的军舰此时早已破败朽烂，因此只好与威尼斯共和国达成一笔交易：威尼斯人派出一支海上舰队对付诺曼人，东罗马则允许威尼斯商船自由地出入帝国境内所有港口，免去一切海关税收。在这样丰厚的条件下，威尼斯舰队于1085年在亚得里亚海击败了诺曼人。东罗马从此在军事上摆脱了诺曼人的威胁，但在经济上受到威尼斯的挟制。东罗马与威尼斯的同盟不仅使其国库失去了海关收入的绝大部分，而且帝国在商业方面的垄断地位也逐渐丧失，东罗马商人在东地中海地区开始让位于威尼斯、热那亚和比萨的商人。而另一个致命的影响是，东罗马的经济结构为此倾向单一，逐渐演化成严重依赖意大利城邦出口贸易的经济作物农业经济，这同样严重阻碍帝国民力军力的恢复。
出于上述原因，当诺曼人的威胁解除后，科穆宁王朝的皇帝曾几经努力，试图取缔威尼斯人的特权，但是其强大的海上势力使东罗马望而却步。1122年，约翰二世·科穆宁皇帝取消了威尼斯的特权，后者立即以强大的舰队劫掠爱琴海诸岛，并占领了科孚岛和凯法利尼亚岛。从此，威尼斯人更肆无忌惮地在东罗马海域和君士坦丁堡城横冲直撞。在马尔马拉海和黑海的各主要港口，停泊着威尼斯的大批商船，在首都郊外的加拉塔和佩拉居住着无数威尼斯富商大贾，他们自恃财大气粗，耀武扬威，骄横无比，东罗马臣民对这些“拉丁人”无不恨之入骨。

东罗马与威尼斯的第二个斗争回合发生在约翰二世的儿子曼努埃尔一世在位时期。虽然曼努埃尔一世是十字军的朋友，但双方都不能忘记他们互相革除了对方的教籍。为了压制威尼斯人的气焰，他把贸易特权授予热那亚、比萨等城市，试图以此牵制威尼斯人，两国关系为此更加紧张。1171年，在曼努埃尔一世的诏令下，东罗马全国发生了驱逐威尼斯人的行动，全部威尼斯侨民被逮捕，他们的货物和商船被没收。威尼斯舰队迅即入侵东罗马水域，但很快被曼努埃尔成功重建的东罗马海军击败。东罗马帝国籍此一度摆脱威尼斯的经济控制，但其代价是帝国与威尼斯不再有重建友好关系的可能，埋下了1204年十字军洗劫君士坦丁堡的祸根。
与此同时，突厥依然是一个威胁，1176年他们击败了曼努埃尔所率领的东罗马、匈牙利与十字军国家的四万大军。这次军事失利对东罗马而言，与此前的诺曼人战争、匈牙利战争相比，并不算伤筋动骨，因为死伤的万余人中，绝大部分是匈牙利和十字军国家的仆从兵，东罗马的主力部队基本保存完好。但是就往后的发展而言，仍然是一个转捩点：东罗马浪费了唯一一次西方边境安稳而能专心东方事务的机会，因此本以为必胜的曼努埃尔一世为此意志消沉，不久去世，留下年幼的孤儿阿莱克修斯二世与不得人心的摄政皇太后安条克的玛丽，而小阿莱克修斯的皇位很快就为堂叔本都总督安德洛尼卡·科穆宁篡夺。科穆宁王朝100年间的稳定发展宣告终结，又一个政变频发的时代来临了。

#### 祸乱交兴
科穆宁王朝的权力，原来是依靠地主贵族和威尼斯友谊的支持，但安德洛尼卡一世改变了策略，转而依靠那些憎恶威尼斯商业优势的君士坦丁堡居民和商人阶层。他残暴地削减贵族的力量，杀害无辜，建立了恐怖统治，同时将阿莱克修斯一世以来，东罗马持续的对西方势力友好的外交政策破坏殆尽，而这项政策的良好成果正是曼努埃尔一世时期维持东罗马的地中海霸权与经济稳定繁荣的关键。安德罗尼库斯曾经试行改革，比如制止贿赂、整顿赋税、采取省长定薪制等等，但这些改革产生的良好效果都被他树立的敌人——不管是国内的罗马贵族还是国外的十字军附庸——打消了。甚至当他由于害怕诺曼人的进攻而再度向威尼斯人请求缔结同盟的时候，威尼斯对他仍未释然于怀。
安德洛尼卡一世在1185年被民众暴动推翻。暴动的发动者、皇室的远亲伊萨克·安吉洛斯（伊萨克二世）即位，开始了安吉洛斯王朝的统治。伊萨克二世执政10年，对内虽然任命了一些有才干的官员，增加了税收，但却把搜刮来的钱用于扩建和翻修皇宫，以及搜集圣像和珍宝。他的对外政策搞得一塌糊涂，北方保加利亚人再度揭竿而起，神圣罗马皇帝腓特烈·巴巴罗萨领导的第三次十字军东征（目的是为了收复1187年被萨拉丁占领的耶路撒冷）也给拜占廷城乡造成极大祸害。1195年，伊萨克二世被亲兄弟阿列克修斯三世推翻，刺瞎双眼，投入监狱。
伊萨克二世的儿子小阿列克修斯在其父被废后侥幸逃出牢房，辗转流亡到神圣罗马帝国投奔其姐姐、士瓦本王后伊琳尼，随后又求助于教宗英诺森三世，请其协助复位。他向教宗发誓，一旦复位成功，他将使希腊教会归属于拉丁教会。这个计划与威尼斯的利益不谋而合。威尼斯总督恩里科·丹多洛诱使十字军将东征的矛头转向了威尼斯的竞争对手。
1202年，小阿列克修斯与十字军领导人签署了一项协议，十字军将进入君士坦丁堡，帮助伊萨克与阿列克修斯父子夺回皇位，事成之后，拜占廷将支付20万马克银币，向巴勒斯坦派出勤务部队，并承认教宗对东方教会的控制权。

#### 君堡沦陷

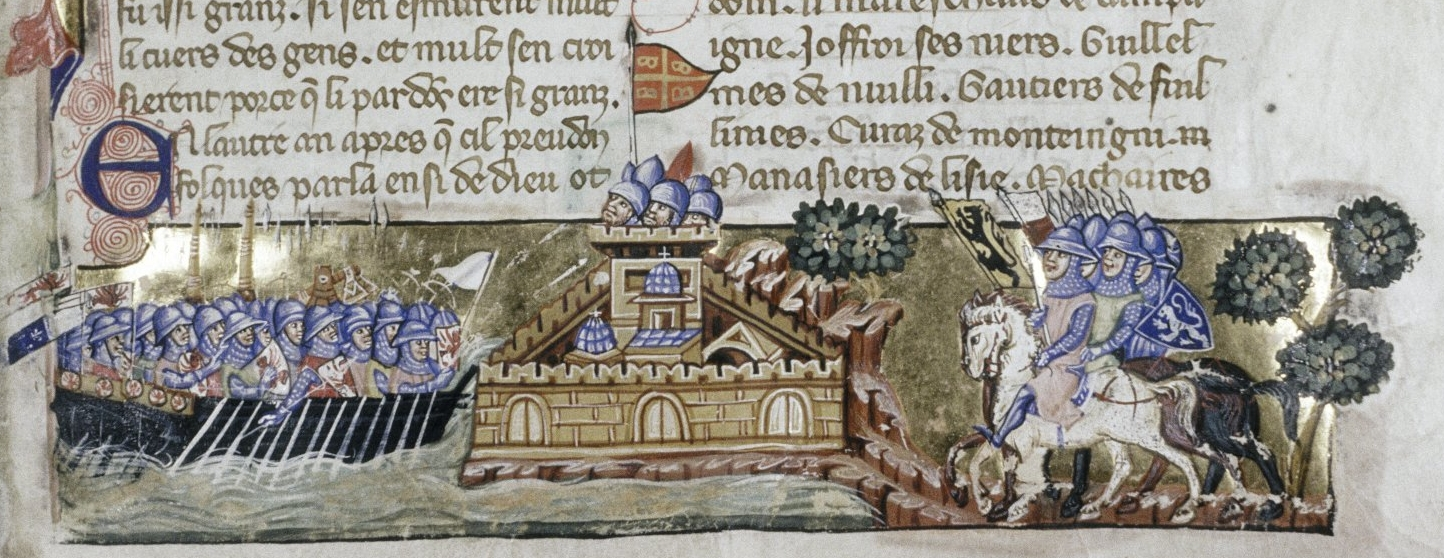
十字軍對君士坦丁堡的進攻，來自威尼斯人杰弗里·德维尔阿杜安的手稿，約1330年

在第三次十字军东征中，神圣罗马帝国的腓特烈一世企图征东罗马帝國，但给东罗马帝国带来毁灭的却是第四次十字军东征。这次十字军东征的原定目的是占领阿尤布王朝统治下的埃及，但威尼斯共和国的船舰总督恩里科·丹多洛获得了领导权。在东罗马王子阿列克修斯四世的请求和威尼斯总督恩里科·丹多洛的怂恿下，十字军於1203年攻打君士坦丁堡。
君士坦丁堡的沿海一面是马尔马拉海上的峻峭陡壁，只有金角湾沿岸地势平缓，是优秀的港湾，但是湾口拦上铁索。陆地一面的城防更是牢固无比，实际上十字军在陆地一面的进攻也的确被东罗马皇帝近卫军打退了。但是，威尼斯人长期在君士坦丁堡经商，对这里的防御措施可以说是了如指掌。他们并不直接攻打金角湾，而是绕至博斯普鲁斯海峡色雷斯一岸的另一端，夺占了热那亚人移民区加拉塔，然后从这里砍掉铁索，进入金角湾。在湾内，威尼斯战舰烧毁了大批东罗马舰只，然后用船上的投石机和云梯攻打君士坦丁堡城墙，夺取了沿海城墙上的25座塔楼，又纵火焚毁了城墙附近的建筑。东罗马军队人数不少，但装备很差，而且多由雇佣军组成。这些雇佣军本来就纪律松懈，又长期得不到军饷，因此经过几个回合的战斗，东罗马军队彻底被打散。阿列克修斯三世从陆上一面逃出首都，进入色雷斯地区避难。
十字军驻扎在君士坦丁堡城外，向复位的伊萨克二世和阿列克修斯四世索取报酬，以继续东征。但二位皇帝两手空空，既没有钱来还愿，也没有办法去弄钱，万般无奈下，伊萨克只好下令没收皇族的私人财产，并搜刮了君士坦丁堡城内各教堂的金银珠宝祭器，凑了10万马克白银送给十字军。1204年2月初，双方正在继续谈判时，城内又节外生枝。君士坦丁堡各阶层都对阿列克修斯四世招来第四次十字军的做法极为反感，对教堂的搜刮更是火上浇油，城中不断发生希腊人袭击“拉丁人”侨民的事件，有一次严重的冲突竟然导致城东地区失火，这是5世纪以来君士坦丁堡最大的一次火灾，大火整整烧了两天两夜，从奥古斯都广场到提奥多西广场的精华区全部化为灰烬，公共建筑、住宅和古典艺术遗产遭到巨大的损失。火灾后，拉丁侨民不敢再停留于君士坦丁堡，纷纷出城，投入十字军营内，连一向与东罗马交往甚密、少有冲突的比萨人也逃了出去。于是，城中希腊居民的愤怒全都转移到皇帝父子身上。他们认为灾难全是伊萨克二世和阿列克修斯四世造成的。于是，愤怒的市民于1204年2月中旬在君士坦丁堡城内聚集起来，把贵族和僧侣赶到圣索非亚大教堂中，在这里宣布废黜安吉洛斯王朝，另立阿列克修斯三世的女儿欧多齐娅的情人阿列克修斯·杜卡斯为帝（阿列克修斯五世）。暴民随后冲入皇宫，把伊萨克二世投入监狱，并绞死了小阿列克修斯。

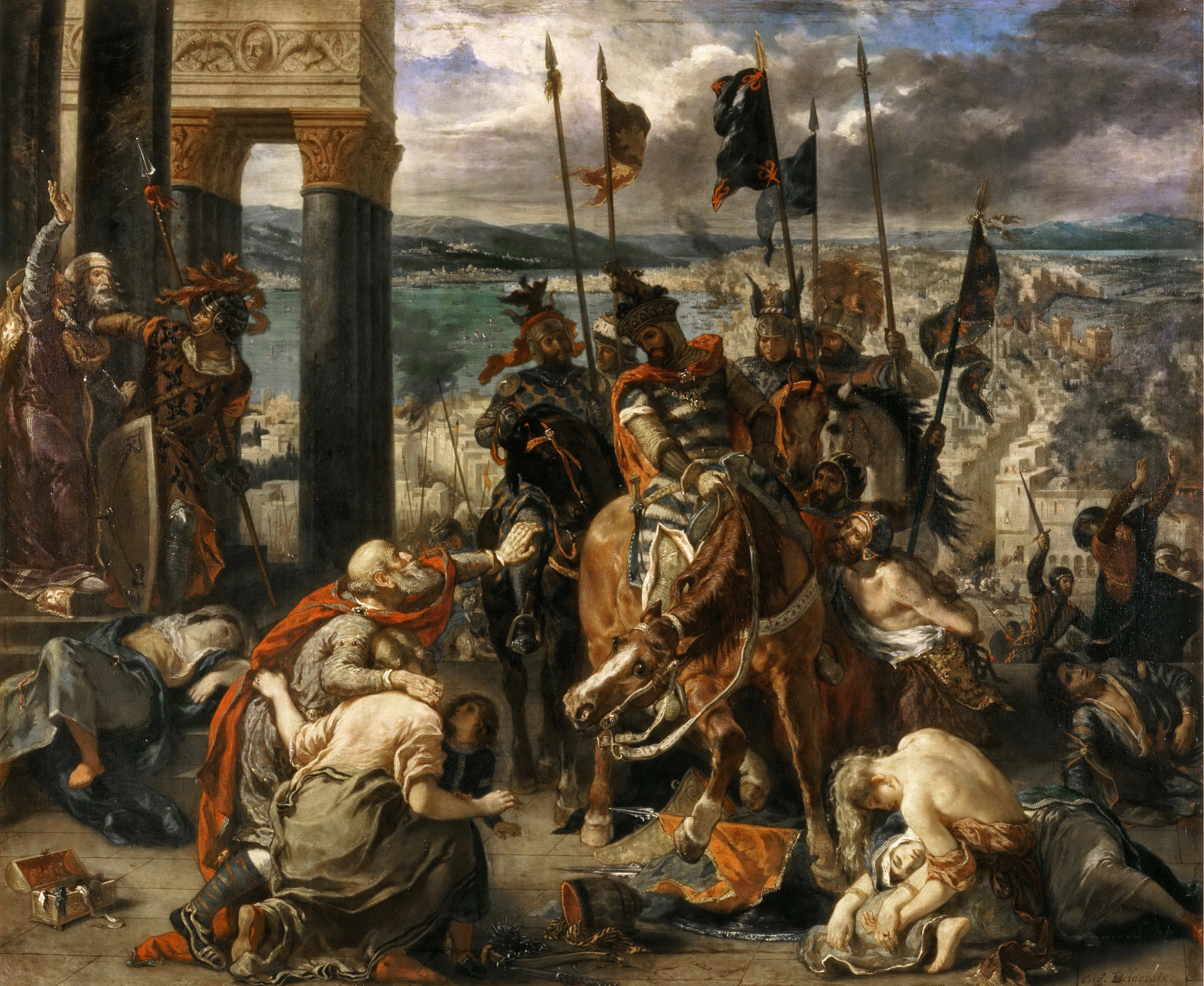
《十字军进入君士坦丁堡》，德拉克洛瓦1840年作

阿列克修斯五世上台后立即着手巩固城防，关闭城门，把在城外安营扎寨的十字军拒之门外，同时宣布拒绝履行阿列克修斯四世对十字军许下的诺言。威尼斯总督丹都洛清楚地认识到，夺取君士坦丁堡城的时机来临了。4月8日，他下令发动总进攻。经过断断续续4天的战斗，第四次十字军的在金角湾和加拉塔的靠近君士坦丁堡城墙的海岸船舰的抛石机和攻城锤在1204年4月12日在金角湾和加拉塔附近的海岸轻易突破击毁君士坦丁堡的几处城墙之后，最初是70个拉丁法国贵族骑士攻入君士坦丁堡，之后总共有大概几百个第四次十字军的骑士攻入君士坦丁堡，并四处谋杀、强奸、抢掠、破坏了三天。

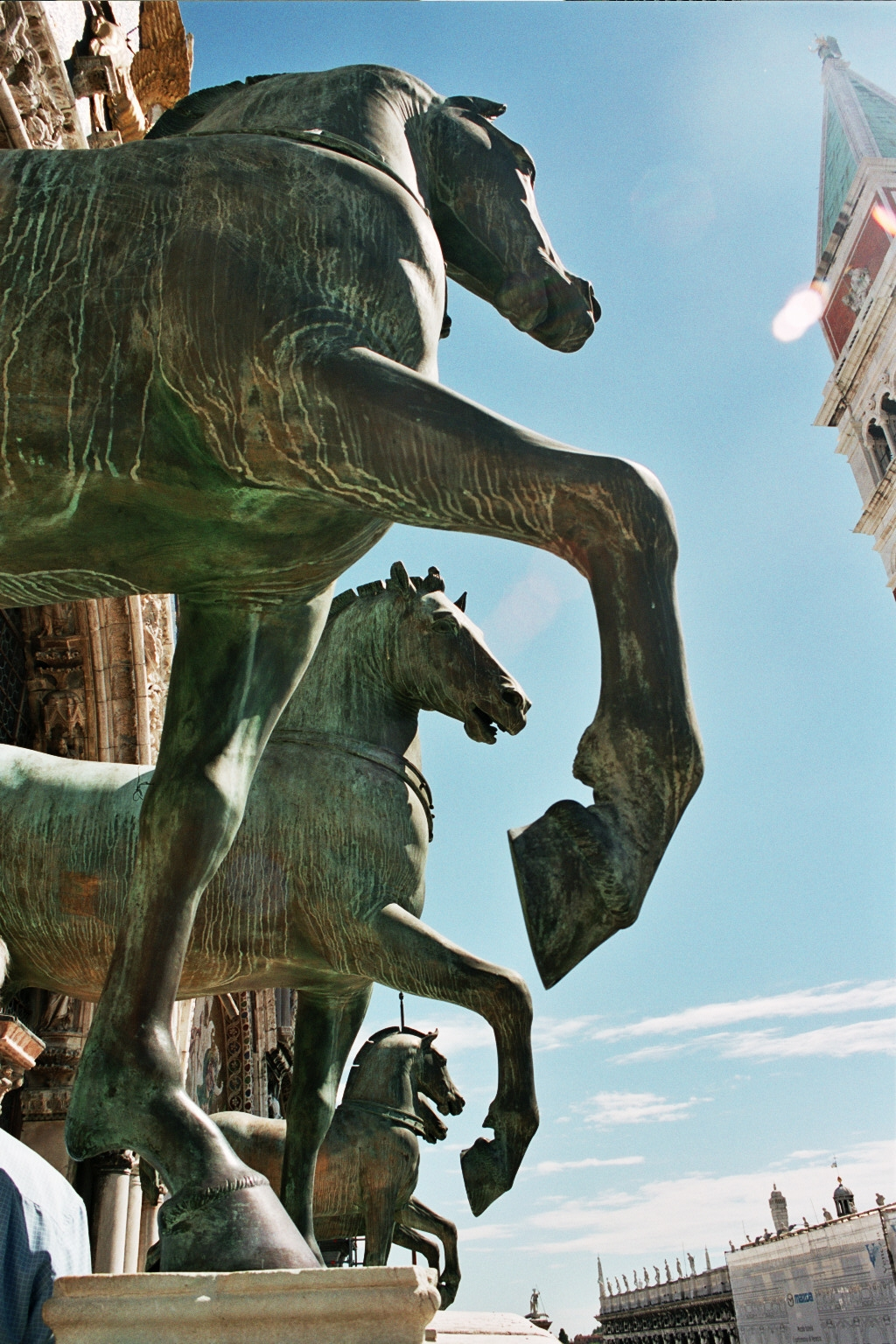
威尼斯圣马可教堂前的君士坦丁堡铜驷马

9个世纪以来，君士坦丁堡一直是基督教世界中，对从古希腊时代以来古代高度文化和物质文明一脉相承的唯一城市。这里聚集了来自拜占庭帝國的无数珍贵艺术品和古代图书手卷，以及来自世界各国的奇珍异宝、金银锦缎。这些都是对财宝如饥似渴的十字军洗劫的对象。皇宫、教堂、府邸、浴场、墓地、修道院、国家图书馆、公众会议厅、大赛车竞技场都成了劫掠的对象，目击这场劫难的军队指挥官杰弗里·德维尔阿杜安在其《君士坦丁堡的征服》中写道：“所有的战利品，多得不得了。没有人能告诉你究竟有多少。黄金、白银、器皿、宝石、锦缎、银线布匹、长袍、貂皮、灰鼠皮、银鼠皮以及各种最精致的东西，散乱堆放在地上……自从世界创造以来，从来没有任何一个城市可以获得这么多的战利品。过去的穷汉，现在又富又豪华了。”许多参加十字军的领主把战利品运回本国，所有参与第四次十字军东征军队的国家被这些从君士坦丁堡抢来的珍宝和艺术品装饰一新。大部分西欧教堂都得到了抢来的拜占廷宗教圣物，其中法兰西王国教会收获最大。威尼斯共和国也因为分得的拜占廷文物而变得雍容华贵起来。君士坦丁堡競技場上的装饰物——镏金的铜驷马被运回威尼斯，成为圣马可教堂正门的装饰物。
1204年3月，在第二次围攻君士坦丁堡之前，丹都洛总督和十字军的统帅们签订的合同上有如下的规定：占领君士坦丁堡后，战利品平均分配；由6个威尼斯人和6个法兰西人组成的选举团将推举一个新的“拉丁”皇帝，他将获得君士坦丁堡的两座宫殿和原东罗马帝國四分之一的土地。剩下的四分之三领土中，威尼斯获得一半（八分之三或37.5%），剩下的按照西欧封邑的模式分配给十字军将领们。经过选举，来自佛兰德的鲍德温伯爵被选为东方帝国的皇帝，管辖一个幅员不大的“拉丁帝国”，其疆域包括马尔马拉海两岸地区和附近一些岛屿，以及八分之五的君士坦丁堡城（威尼斯得到八分之三多）。

#### 另起炉灶

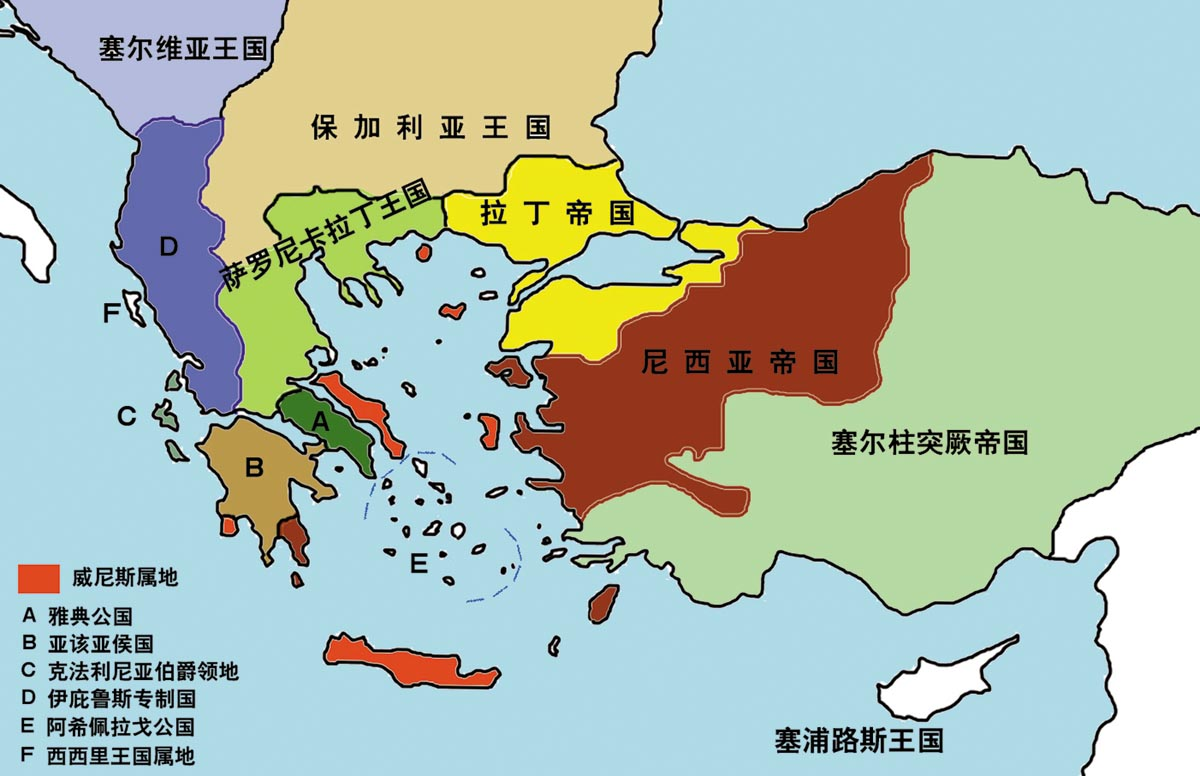
1205年前后的东罗马帝国（尼西亚帝国）疆域

由于对拜占廷地理的熟悉，威尼斯掌握了可以保证其海上优势的领土——伯罗奔尼撒半岛南端的摩冬港和科龙港（以出产品紅闻名），两地扼守爱琴海和黑海入口，被称为“威尼斯的右眼”。此外威尼斯还获得了伊庇鲁斯沿岸、爱奥尼亚群岛、科孚岛、克里特岛、爱琴海中其他几个大岛和色雷斯的港口，以及内地的阿德里安堡。蒙费拉侯爵博尼法斯二世获得了萨洛尼卡港、马其顿和希腊中部的大片土地，建立了萨洛尼卡王国（1204-1223年）；勃艮地贵族奥东·德拉罗什获得了提佛和雅典，建立了雅典公国（1205-1460年）；《君士坦丁堡的征服》作者杰弗里·德维尔阿杜安的侄子承繼了占据伯罗奔尼撒半岛大部的亚该亚侯国（1205-1432年）；爱琴海中大部分岛屿原来是交给威尼斯的，但威尼斯共和国政府却决定把这些占领地交给私人，于是丹都洛总督的侄子带领几个同伙，在这些岛屿上建立了阿希佩戈拉公国（1207-1566年）。凯法利尼亚岛成为特殊伯爵领地，罗得岛起初还被东罗马贵族牢牢占据，但很快被一伙意大利冒险家占领，1309年落入圣约翰骑士团手中，成为抵抗奥斯曼人的巨大要塞。

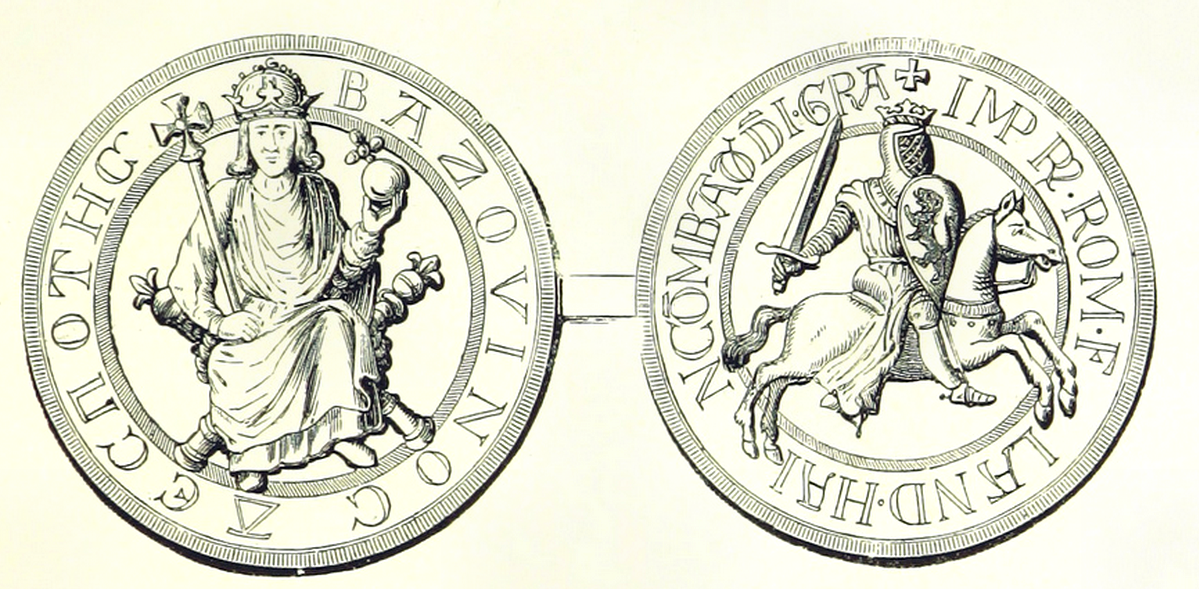
拉丁帝國末代君主鮑德溫一世的印章，其圖案有明顯的西歐風格

君士坦丁堡被十字军攻陷前夕，许多拜占廷贵族高官纷纷携带家眷和金银细软逃离危在旦夕的首都，来到海峡对面的小亚细亚地区。阿列克修斯三世的另一个女婿，拉斯卡利斯家族的提奥多雷，而后仓皇从海路撤出君士坦丁堡，先在普魯薩城暂避风头，后得到担心拉丁人势力东扩的塞尔柱人苏丹的支持，在尼西亚定居下来。提奥多雷以这个繁荣城市为中心，建立了一个新的希腊人帝国，仍自号“罗马帝国”，史称尼西亚帝国。尼西亚帝国公开宣布继承拜占庭帝國的法统。它在建国之初受到拉丁帝国的在1205年的进攻追击，西欧骑士追击流亡朝廷，直至小亚细亚。只是由于后方发生了多瑙河下游平原的保加利亚第二帝国和色雷斯人的入侵（1207年），迫使拉丁帝国军队回师，尼西亚帝国才获得喘息的机会。1205年，希腊-保加利亚联军在阿德里安堡战役中全歼拉丁帝国军队，鲍德温皇帝被俘虏，尼西亚帝国起死回生。1242年至1243年蒙古入侵後，羅姆蘇丹國的衰弱使許多貝伊人和加齊人在安納托利亞建立了自己的公國，這削弱了拜占庭對小亞細亞的控制。隨著時間的推移，其中一個貝伊人奥斯曼一世創建起了鄂圖曼帝國。然而蒙古人的入侵也讓尼西亞暫時擺脫了塞爾柱人的攻擊，使其能夠專注於對抗北部的拉丁帝國。
另外，原拜占廷皇室后裔和贵族也建立了一些国家。米海尔·科穆宁·杜卡斯夺取了伊庇鲁斯地区，建立了“伊庇鲁斯专制国”（1204-1336年），该国后来被塞尔维亚人吞并。在黑海东南岸，有安德洛尼卡一世·科穆宁之孙大阿莱克修斯建立的，定都特拉布宗的特拉布宗帝国，与尼西亚帝国竞争拜占庭帝国的法统。
对于第四次十字军东征入侵拜占庭帝國的行为，教宗依诺增爵三世虽然威胁要把丹都洛和第四次十字军的领袖——蒙费拉公爵博尼法斯革出教门，但他私下里也感到高兴，认为这是征服了一个不服从管制的东正教徒，并使东西两教会合而为一。不过这次征服君士坦丁堡的行为对聖座和整个十字军运动都是绝对有害无益的。它不但不能使欧洲免于穆斯林世界的威胁，反而自毁长城。拜占庭帝國一直是一个巨大的堡垒，足以使来自于小亚细亚的罗姆苏丹国在欧洲的大门前望而却步。然而经过这次巨大的毁灭之后，这个帝国再也未能恢复昔日的军力和声威。

### 走向末路

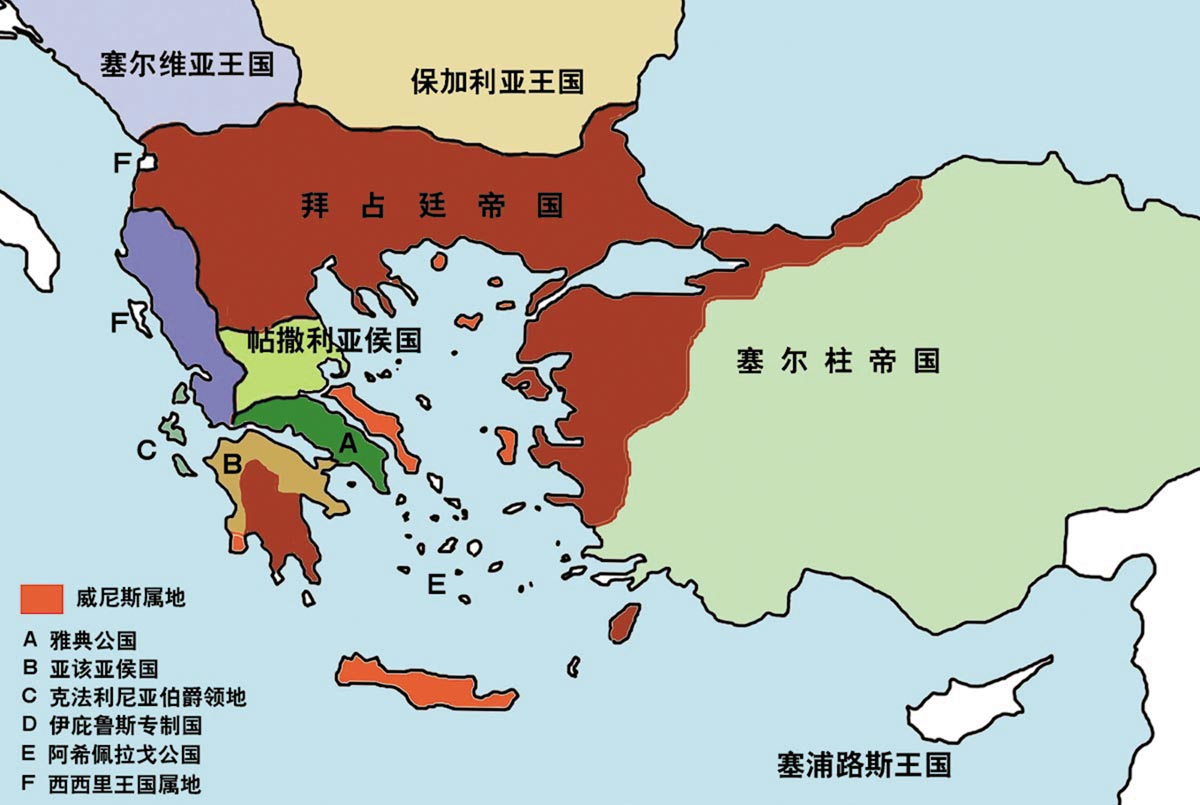
巴列奥略王朝时的東羅馬帝国疆域，公元1265年前后

#### 重夺旧都
1211年，尼西亚帝国击败拉丁帝國和突厥人的聯軍，活捉了罗姆苏丹，一直把边界推进到安卡拉附近。向西则兼并了爱琴海上的好几个繁荣岛屿，并夺取了拉丁帝国的亚洲领土。不久，它还收复了在欧洲的土地，灭亡了伊庇鲁斯专制国和萨洛尼卡王国，北方与保加利亚接壤，西边直抵亚得里亚海。1259年，大贵族迈克尔·巴列奥略被提升為拉斯卡利斯王朝（尼西亚帝国）共治皇帝。1261年，一支800人的尼西亚部队在希腊居民帮助下混进君士坦丁堡，兵不血刃地占领了这座城市，拉丁帝国末代皇帝鲍德温二世闻讯乘小船逃走。1261年8月15日，迈克尔举行了入城典礼，随后在圣索非亚大教堂加冕为羅馬皇帝米海爾八世，开始了巴列奥略王朝的统治。
迈克尔·巴列奥略虽然恢复了帝国，但巴列奥略王朝皇帝们的主要注意力集中在欧洲，而忘了他们在亚洲的敌人。為了維持他對拉丁人的戰爭，米海爾從小亞細亞撤軍並對農民徵收嚴重的稅收，引起了極大的不滿。早在13世纪初的时候，羅馬人完全有能力清除突厥人这个未来的隐患，但是他们并没有预见潜在的威胁，而是任其发展，而后更是将凶猛剽悍的突厥人作为内战和对斯拉夫人作战的主力，使之发展更加迅速。東羅馬帝国在小亚细亚的领土，约在其首都迁回君士坦丁堡的时候，就立即开始缩小了。突厥人的几种势力蚕食拜占庭帝國的领土，使它只剩下沿马尔马拉海的一条狭长地带。

#### 危机渐深

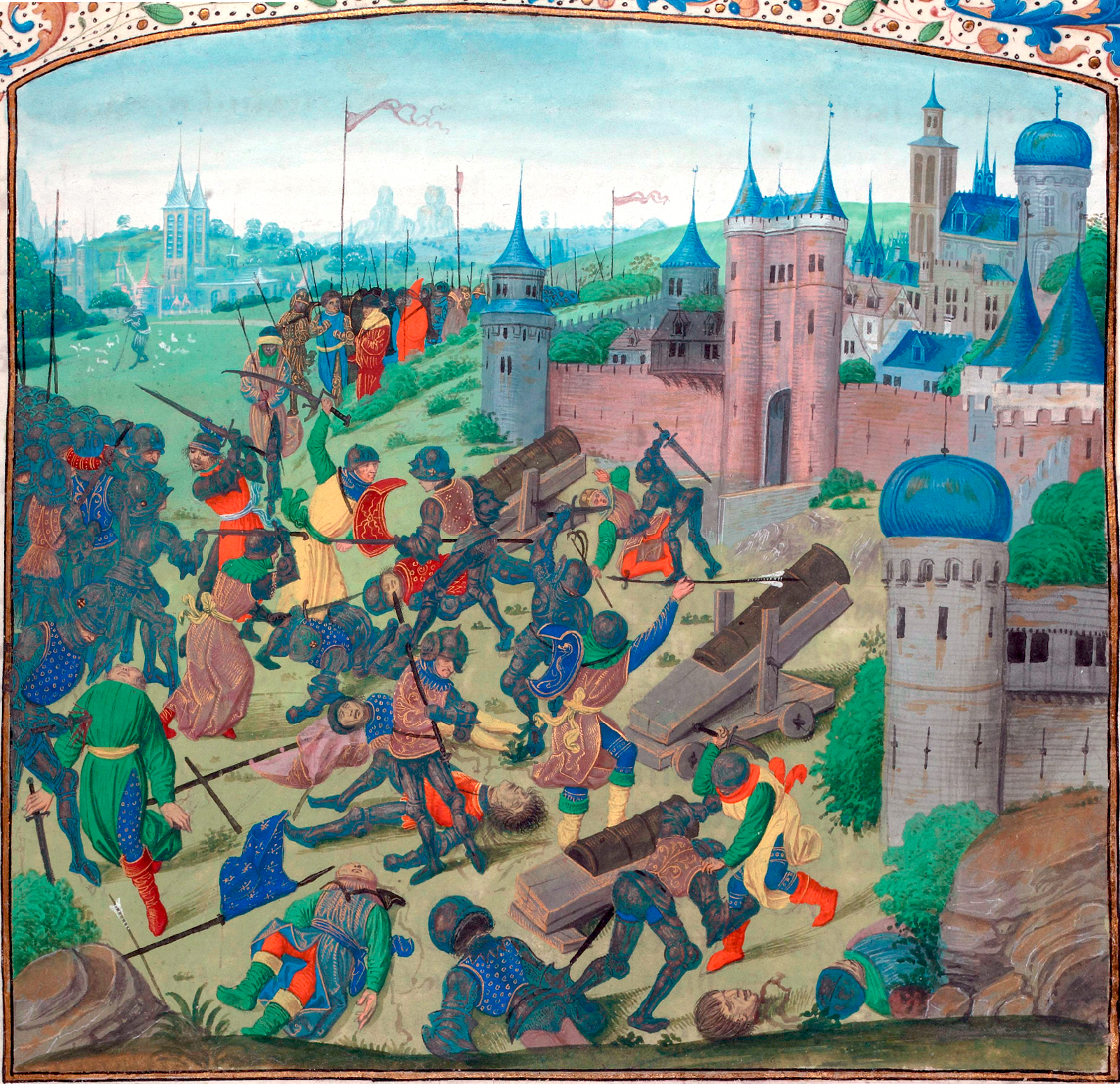
1396年，巴耶濟德一世率領下的鄂圖曼帝國同西方基督教聯軍在尼科波利斯爆發大戰，鄂圖曼軍隊擊敗了基督教聯軍。這是西方最後一次組織十字軍，也是瓦爾納戰役前最後一次阻止鄂圖曼擴張的嘗試。此後歐洲人聯合抵抗土耳其人的信心喪失，後者得以牢牢控制著巴爾幹半島，並持續對君士坦丁堡施壓

在塞尔柱人的几股势力中，有一支乌古斯人的分支卡耶部落的成员奥斯曼人部落由于大蒙古帝国的哲别和速不台、以及绰儿马罕、拜住、野里知吉带和阔里吉思的入侵而从其在罗姆苏丹国故土西迁，进入了小亚细亚最西部。1281年，成为这个部落的首领，该部落遂被称为“鄂圖曼人”或“奥斯曼苏丹国”。1301年，在巴菲翁（Baphaeon）附近，奥斯曼帝国首次与东罗马帝國发生直接冲突。虽然在人数上处于劣势，但奥斯曼帝国军队的士气轻而易举地盖过了基督教徒的士气，他们将安德洛尼卡二世皇帝的军队打得大败。
这时他们倖存的主要原因是因为当时奥斯曼帝国内部分裂。当奥斯曼帝国站好陣腳后，除一些港口城市外，拜占庭帝國几乎所有的其他地方都被奥斯曼帝国占领了。東羅馬帝國向西方求救，西方提出的条件是两个教会必须统一。巴列奥略王朝虽然颁布法律统一教会，但東羅馬帝國的人民并不接受罗马天主教。一些西方的雇佣军来到帝國內，但西方大多数人宁可看着東羅馬帝國滅亡。

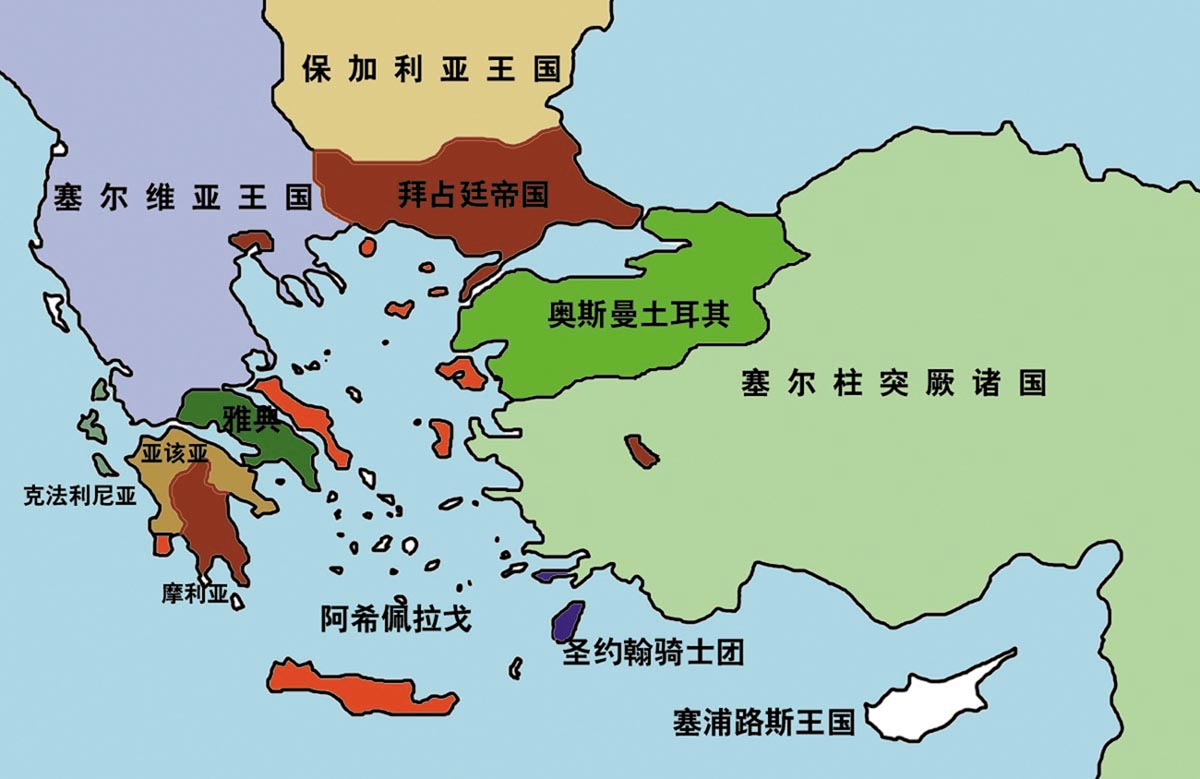
1355年前后的東羅馬帝国疆域

奥斯曼之子奥尔汗加齐把一批批骑马牧民改编为从突击队到正规骑兵和步兵的作战单元，并着手实施一个多方向的扩张计划：先向南、向东控制塞尔柱人的穆斯林诸国，把它们拉过来作为盟国，或者变成附庸国，或者干脆兼并他们。1362年，穆拉德一世继位，此后奥斯曼苏丹国使用武力向欧洲发动了主动进攻。在穆拉德即位后18个月内，就占领了整个色雷斯地区。奥斯曼人約在1369年占领阿德里安堡並將它作為首都。1371年，奥斯曼军队在马里查河击败了塞尔维亚军队，後來東羅馬帝国约翰五世皇帝被迫承认奥斯曼帝國是他的宗主国，并将次子曼努埃尔送去作为人质。
在1389年的科索沃战役中，奥斯曼军队战胜了波兰、匈牙利王国、塞尔维亚、克罗地亚、保加利亚第二帝国和阿尔巴尼亚联军。塞尔维亚大公拉扎尔的女婿假意投降，在下跪时用一柄短剑将年已70的穆拉德苏丹刺穿，他的儿子巴耶济德一世（“雷电”之意）继位。1390年，奥斯曼军队到达多瑙河。但是正当他们在巴尔干进行战争的时候，帖木儿的军队出现在其亚洲领土上，迫使其回师抵挡。当奥斯曼军队离开欧洲后，東羅馬皇帝曼努埃尔二世向教宗发出呼吁，请求支援。受此请求，教宗博義九世组织了最后一次十字军远征。1396年9月28日，最后一支十字军队伍在尼科堡战役中被打败。巴耶济德正准备回师攻打君士坦丁堡时，遭到帖木儿进攻，巴耶济德於安卡拉之戰战败被俘，使奥斯曼帝国陷入空位时期。東羅馬帝国於1403年與巴耶塞特一世次子蘇萊曼·切萊比簽訂《加里波利條約》，取得尼科米底亞等地區。
政治上的分裂和中央集权的瓦解，使末日的東羅馬帝国四分五裂。帝国内部政治动荡，皇室斗争激烈，共帝之间先后爆发了“两安德洛尼卡战争”、“两约翰之战”、“约翰祖孙之战”。巴列奥略王朝的分封习俗加剧了帝国的分裂，分散在巴尔干半岛和小亚细亚的几个残余省份几乎都成了独立国家，除了承认東羅馬帝國的宗主地位外，不对中央政府承担任何义务，既不纳税也不提供士兵，朝廷的政令几乎不出京城。尼西亚帝国时期一度恢复的军区制度再次瓦解，残存的几个富庶的农业地区全部被奥斯曼人占领，国家几乎没有收入，依靠变卖皇室财产土地和借高利贷度日。这个国家也失去了所有兵员来源，陆军只得聘请加泰罗尼亚人、法蘭西人、威尼斯人、熱那亞人、塞尔维亚人、瓦拉几亚人、保加利亚人和奥斯曼人充当雇佣兵。这些人名为士兵，实为匪徒，稍有不满即大动干戈，洗劫当地居民。東羅馬海军也同时衰落，只能依靠威尼斯和热那亚的舰队保卫海上通道。

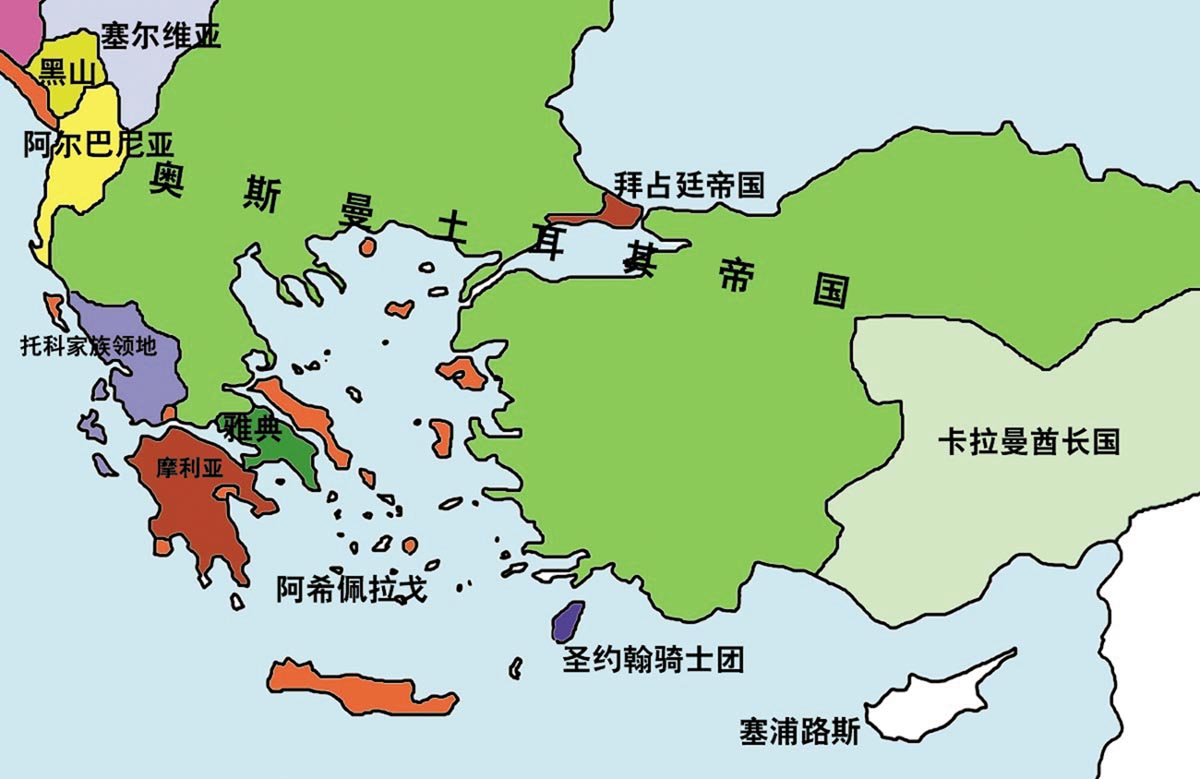
灭亡前夕的東羅馬帝国疆域，公元1440年前后

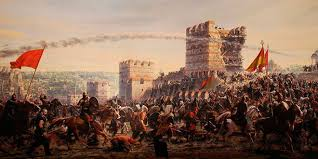
君士坦丁堡之圍，1453年

为了换取和平，或者筹措现金，東羅馬帝国向塞尔维亚人、保加利亚人、威尼斯人、热那亚人和奥斯曼人屡次割让土地，甚至连色雷斯和加拉塔等对首都和国家生死攸关的重要地区也被割让，使帝国丧失了最后的屏障。

#### 孤都终亡
1451年，奥斯曼苏丹穆拉德二世中风去世，穆罕默德二世即位。他决心夺取君士坦丁堡，完全消灭東羅馬帝国。1451年9月，他与威尼斯人订立协议，以不介入威尼斯-热那亚战争为代价换得了威尼斯的中立。同年11月，他又与当时的匈牙利摄政王匈雅提·亚诺什签订一个条约，以不在多瑙河上建立新要塞的承诺换得了匈牙利的中立。這些条约的有效期是3年，也就是说他在这3年里將可以在不受任何干扰的情況下攻打君士坦丁堡。
與此同時，拜占庭皇帝向西方尋求幫助，但教皇只會考慮派遣援助以換取東正教教會與羅馬教廷的統一。教會的統一被討論過，偶爾也通過帝國法令來實現，但東正教徒和神職人員強烈地憎恨羅馬和拉丁禮的權威。一部分西方軍隊抵達以加強對君士坦丁堡的基督教防禦，但大多數西方統治者都忙於自己國內的事務，而沒有採取任何行動。另一個原因奥斯曼帝國將拜占庭與西歐和中歐分隔開來使得難以直接支援。
以往奥斯曼帝国认为攻击君士坦丁堡代价太大。君士坦丁堡的城墙非常坚固，除十字军外，上千年中没有人能够克服它。但随着火炮的出现，这堵墙再不能保护这座城市了。匈牙利工程师乌尔班为其提供了巨大的臼炮，其威力足以击碎君士坦丁堡的城墙。此時的君士坦丁堡的人口已經嚴重崩潰，城市破敗不堪。曾經宏偉的皇都現在的人口僅與散落的村鎮相似。
1453年3月初，穆罕默德二世开始将攻城臼炮运到君士坦丁堡城外。1453年4月2日，蘇丹穆罕默德率領的80,000名士兵和大量非正規軍包圍了這座城市。守城的基督教軍隊只有約7,000人（其中2,000人是外國人）。4月5日，星期四，奥斯曼军队出现在君士坦丁堡城墙之外的平原上。第二天是穆斯林的主麻日，穆罕默德下令解开大炮。开始了與東羅馬帝国的最後决战。君士坦丁堡的守军击退了多次进攻，但是经过两个月的炮轰，城墙多处被轰垮，在这期间，奥斯曼内部亦发生了一定分化，一方面是受当时小亚细亚的卡拉曼侯国的威胁，另一方面是担忧届时的欧洲天主教国家救援君士坦丁堡。在5月29日的总决战中，奥斯曼军队衝入君士坦丁堡，羅馬帝國末代皇帝君士坦丁十一世在战斗中殉國。5月30日上午，穆罕默德二世进入君士坦丁堡，當日，東羅馬帝國灭亡。
穆罕默德二世将自己看做是羅馬帝國的继承人。1461年，東羅馬帝国末代王族统治的特拉布松帝国也被穆罕默德二世占领了。到15世纪末，小亚細亚和巴尔干半岛的大部分都已落入奥斯曼帝国的控制之下。
此时莫斯科大公伊凡三世宣布成为东正教的保护人。他的孙子伊凡四世将成为俄罗斯的第一位沙皇。他的继承人认为他们是罗马帝国和君士坦丁堡的继承人，是第三个罗马。一直到20世纪初覆亡时为止，奥斯曼帝国和俄罗斯帝国都认为自己是拜占庭帝国的继承人。
東羅馬帝国在将经典知识传递给伊斯兰世界的过程中起了非常重要的作用。其最重要的影响却是他的教会。早期東羅馬帝國的传教士将东正教传给了许多斯拉夫人。到今天为止，大多数斯拉夫人以及希腊人信奉东正教。東羅馬帝國的建立年代和灭亡年代——395年和1453年，被后世的历史学家定义为中世纪的开始和结束。由是，持续1480年的羅馬帝國正式滅亡。

## 政治制度

### 國家領袖

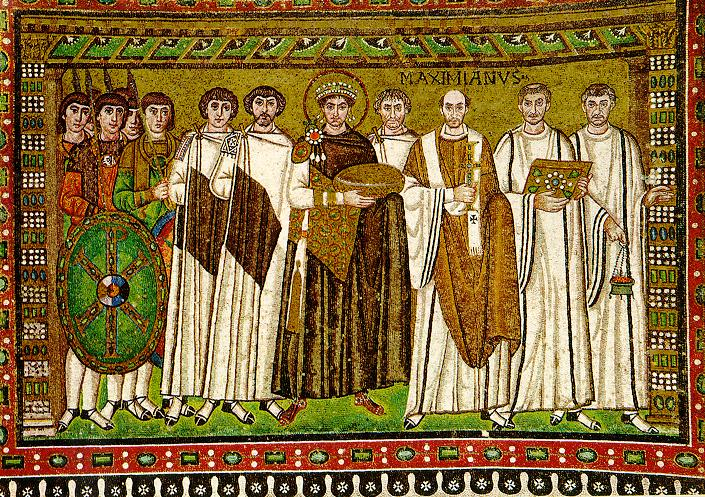
意大利拉文纳圣维塔教堂的镶嵌画：查士丁尼一世，他右边是贝利萨留，左边是君士坦丁堡大牧首馬克西米安，左後是宦官纳尔塞斯

拜占庭帝國的最高权力由皇帝掌握。皇帝是整个帝国的象征，也是最高政治领袖、军队的最高统帅、最高的司法裁判者和和宗教的最高主宰。拜占庭帝國的皇帝有三种称呼。Βασιλεύς（Basileus）是最常见的称呼，来自古代希腊人对君主的称呼。在629年之前，罗马帝国的希腊语地区已经长期使用此称呼来揶揄皇帝是个“披着共和制元首外衣的东方式专制君主”，甚至萨珊王朝的霍斯劳二世也在其致莫里斯的希腊语国书中也称呼罗马皇帝为，但东罗马帝国官方一直避免此称呼。公元629年，希拉克略皇帝基于基督教神学理论，正式启用“虔信基督的皇帝”（希臘語：Πιστὸς ἐν Χριστῷ Βασιλεὺς）作为皇帝的官方称号，以昭示皇帝是“万王之王”（希臘語：Βασιλεύς τῶν Βασιλεων）耶稣基督在尘世的代理人，自此代替帝国拉丁时期的那种冗长的皇帝兼衔，成为东罗马皇帝的正式称呼。9世纪前，东罗马皇帝因自诩为基督教世界的唯一皇帝而仅使用称号，但在9世纪查理曼加冕后，囿于国势相当，也承认法兰克人君主为基督教世界里的，故为表自己方为罗马正统自称为（“罗马人的皇帝”），而将法兰克君主，以及日耳曼的神圣罗马皇帝称为（“法兰克人的皇帝”）。至15世纪时，东罗马皇帝为向西方求援，故自降位格自称为（“希腊人的皇帝”）。除了东罗马皇帝外，其他大国（如波斯帝国和法兰克帝国）的君主也被东罗马人称为。小国君主则被称为（Regas，来自拉丁语，即国王）。
东罗马皇帝的另外一个称呼是Αυτοκράτωρ，这是希腊语对罗马皇帝的称呼的直接翻译，字面上的意思是“自我统治者”，强调“军事首脑”的意义，与罗马的意义相同。此称号由于也经常授予一些具有全权的军事统帅（例如贝利萨留担任意大利大元帅时的官衔），故在希拉克略以后，Αυτοκράτωρ一度不用作皇帝的称号，但在查理曼加冕以后，东罗马皇帝重新启用了这个称号，作为首帝称号 “Βασιλεύς καὶ Αυτοκράτωρ”（皇帝与独裁者）的一部分，以昭示对法兰克人的基督教皇帝名义上的普世宗主权。而相应地，共治皇帝（皇储）只能使用“Βασιλεύς”而不能使用“Αυτοκράτωρ”，全权军事将领则允许使用“Αυτοκράτωρ”但不能使用“Βασιλεύς”（如巴西尔二世时代的保加利亚总督大卫·阿里安特斯）。
罗马帝国的“奥古斯都”在东罗马帝国同样沿用，而在希腊语中，则意译作（Sebastos（或音译作/Augoustos）），但两者在使用上逐渐产生差别：前者在科穆宁王朝以后沦为高等贵族的封号，而后者则始终作为皇帝正式称号的一部分，比如巴列奥略王朝时期皇帝的标准称号：虔信基督上帝的罗马人皇帝与独裁者，永恒的奥古斯都

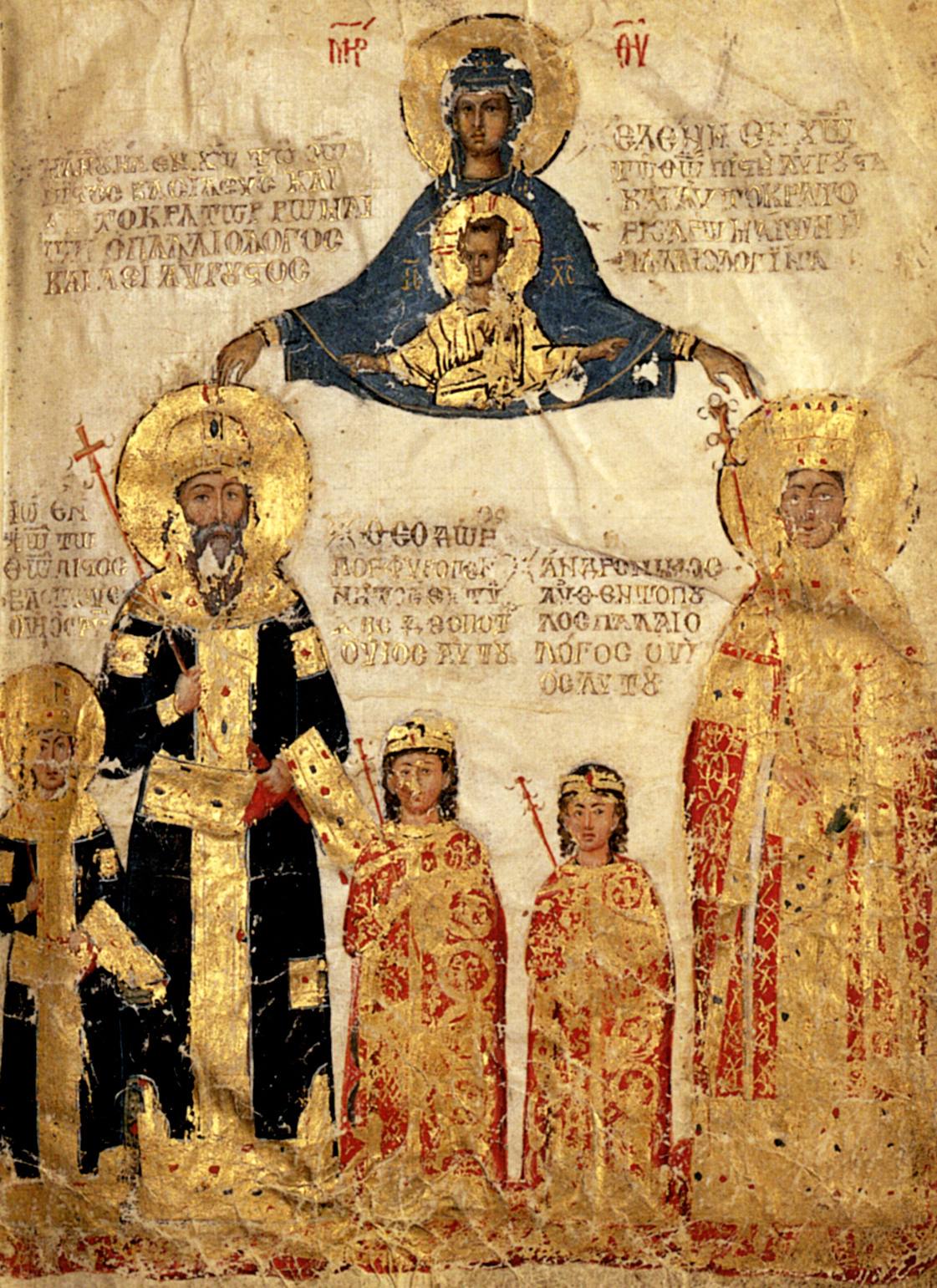
一幅描绘曼努埃尔二世 (拜占庭)与其家族成员的15世纪早期的小型绘画。画中还绘有皇后海伦娜·德拉加什以及帝后的三位皇子约翰、安德洛尼卡·巴列奥略 (曼努埃尔二世之子)与狄奥多尔。 画中曼努埃尔的帝衔兼具了拜占庭与拉丁的风格: ΜΑΝΟΥΗΛ ΕΝ ΧΩ ΤΩ ΘΩ ΠΙϹΤΟϹ ΒΑϹΙΛΕΥϹ ΚΑΙ ΑΥΤΟΚΡΑΤΩΡ ΡΩΜΑΙΩΝ Ο ΠΑΛΑΙΟΛΟΓΟϹ ΚΑΙ ΑΕΙ ΑΥΓΟΥϹΤΟϹ， “曼努埃尔， 虔信基督上帝的罗马人皇帝与独裁者， 巴列奥略，永恒的奥古斯都”。 皇帝的长子，共治皇帝约翰, 同样被称作 Basileus（皇帝） ,并与父亲一样身着紫色皇袍，他的兄弟则被冠以 Despotes的称号，着红色朝袍

东罗马皇帝的其他称呼还有（宇宙的主宰）和（永久的主宰）、（至尊陛下）、（恺撒）、（至全至高至尊之人）等等。
东罗马皇帝被神化为上帝在人间的代表，具有至高无上的神圣性。皇帝可以召开宗教大会，任免教会领袖和高级教士。在这一点上，拜占庭帝國与同时期的西欧国家有很大的不同。皇帝的居所被称为“神圣皇宫”或“圣宫”。高级官员可以亲吻皇帝的右胸，低级官员只能吻皇帝的脚。外国使节以跪姿行礼。他们都没有权利先开口跟皇帝说话，只能等皇帝通过侍官发问时才可作答。每当官员觐见完毕，领受皇帝旨意、倒退着走出大殿时，礼仪大臣和宫廷仪卫高唱“诚如是！诚如是！诚如是！”
帝國的神學觀也表現在宮廷生活之中：宮廷是一場豪華的神祕劇，皇帝在劇中努力扮演着基督的角色，在他的餐桌上接待12名賓客，在某些場合也會爲精挑細選出來的窮人洗腳。在模仿基督事蹟時，皇帝邀請最重要的顯貴到皇宮的黃金餐室與他同桌。在非常盛大的節慶日，賓客數目是具有象徵意義的12位。因爲如此，貴族會花鉅款購買進入牆上覆滿黃金鑲嵌畫的這間餐室的權利。在黃金餐室宴請賓客時，依據各人階級排行的高低，而被安排坐在離君主遠近不同的位置。拜占庭人尊崇這個支配皇宮生活的嚴格秩序，所以說，爵位是一種榮譽，而且是分了等級的榮譽。

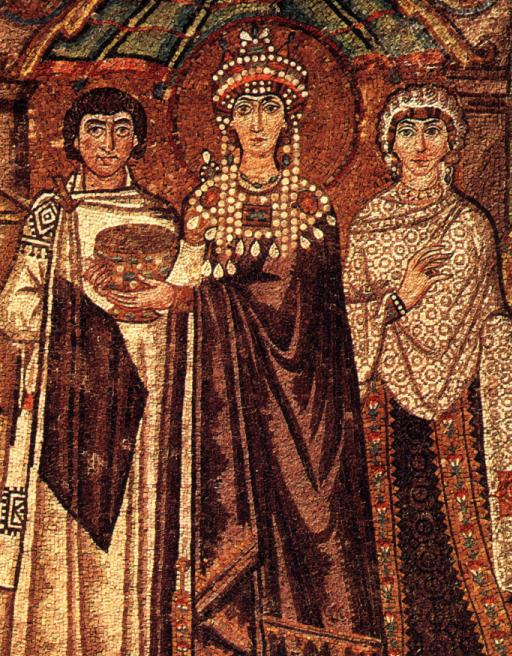
查士丁尼一世的妻子狄奧多拉皇后，在532年的尼卡暴动中冷静地主持局面，将其镇压下去

紫色是皇帝的专用颜色，皇帝的皇权标志包括皇冠、权杖和宝球（象征地球）。太阳则被视为皇帝的象征，每年12月25日，皇帝要头戴象征太阳的金光环，参加太阳节（光明节）的庆祝活动。1月6日的圣诞节、5月11日的君士坦丁堡建城节、8月25日的丰收节，以及大型的竞技、庆典活动，也要由皇帝亲自主持。
皇帝的婚姻为一夫一妻制，皇后之外没有其他嫔妃。皇位的主要继承方式为血亲继承，尤其是长子继承。拜占庭帝國的12个王朝、93位皇帝中，有24位是作为皇帝长子（包括养子）继承皇位的，11位是作为皇帝的其他儿子继承皇位。在皇帝无子的情况下，皇帝的兄弟、侄甥、姐妹、女儿、父母、孙子和配偶都有权继承皇位。东罗马法律承认女性的继承权。威胁东罗马皇帝帝位的主要因素是政变。皇帝的施政措施招致首都市民不满时，也可能会在群众暴动中失去皇位（例如532年尼卡暴动中的查士丁尼一世、1042年的迈克尔五世、1185年的安德罗尼库斯皇帝、以及1204年的父子皇帝伊萨克二世和阿列克修斯四世）。

### 貴族階層
紫色是皇室专用的颜色，皇宫寝室中悬挂紫色丝绸装饰，因此东罗马皇帝的子女被称为“紫衣贵族”意为“在紫色帷幕中出生的人”。拜占庭帝國的贵族等级包括（亲王）、大公/大督军（Μέγας Δουξ，此头衔通常授予海军统帅）、（督军/公爵，常用于地方最高军职）、（分区将军/侯爵，作为军职领二千四百人或一支联合舰队）、（司令/大伯爵，作为军职领四百人或一支舰队）、（长官/伯爵，作为军职领两百人或一支分舰队，作为文职则为京城各官司长官）、（副长官/子爵）和（百夫长/舰长/男爵，作为军职领百人或一艘战舰）等级别，这些头衔实际上是帝国各级机构长贰的正式官号，西方封建国家借用帝国军制后逐渐演变为贵族等级。由古罗马元老职位派生出来的荣誉头衔包括（杰出者）、（显赫者）、（显赫者），这些头衔只能终身享用，不得世袭。
宦官在东罗马宫廷生活中扮演着重要的角色。6世纪时的著名军事将领纳尔塞斯，其身份就是宦官。君士坦丁一世设立了宫廷大总管（希臘語：Πραιποσιτοζ τον ενσεβεστατον κοιτωνοζ），其职责是总管皇帝内宫，并安排大臣觐见皇帝的时间表。到5世纪时，这个职位已经上升到与司法大臣平级的地位。此外，皇宫内还有掌管皇室衣物、马匹、食品、猎鹰、御船、音乐、医药……的宦官官员。这些官员构成了非世袭的宫廷贵族，替皇帝发号施令，握有很大的权力。

### 中央制度
早期的拜占庭帝國采取了类似于罗马帝国的行政制度，设立元老院、执政官和各大区长官。随着时间推移，元老和执政官逐渐变为荣誉性头衔。
东罗马皇帝的辅弼机构为御前会议，其成员包括行政总理官、大区总督、军队司令、司法行政官和君士坦丁堡市长等高官。
行政总理官（拉丁語：/希臘語：）是帝国早期最重要的高级官吏，其职权包括指挥禁军、巡视部队、监督各级官员、签发官方文件、主持外交活动、缔结条约、参加审理重大案件、掌管皇宫内外事务等重要职责。行政总理官的人选不以出身和等级为依据，而是依照其实际能力、干练程度和对皇帝的忠诚度来选择，由皇帝直接任命。7世纪后，行政总理官也逐渐成为虚职，其职掌为诸多大臣（希臘語：λογοθέτης，“记下言语者”）所瓜分替代，这些大臣大致有：
- 掌管邮政与外交的邮传大臣（英语：Logothetes_tou_dromou）
- 掌管中央税收用度的财政大臣（英语：Logothetes_tou_genikou）
- 掌管地方军民政务的军事大臣（英语：Logothetes_tou_stratiotikou）
- 掌管国家车马牧场的畜牧大臣（英语：Logothetes_ton_agelon）
- 掌管生产仓储及市易专卖的特殊大臣（英语：Epi_tou_eidikou）
- 负责首都刑狱事务的治安大臣（英语：Logothetes_tou_praitoriou）
- 负责水利事务的水利大臣（英语：Logothetes_ton_hydaton）
- 负责宫内事务，同时作为皇帝耳目监察各官司的宫内大臣（英语：Logothetes_tou_oikiakou）
- 阿莱克修斯一世新设，统辖所有大臣的最高行政长官国务卿（英语：Megas_logothetes）。

君士坦丁堡市长（希臘語：Επαρχοζ τηζ πολεωζ）也属于高级官吏，地位仅次于执事长官，其职责与外地的大区总督类似，总掌首都的行政和司法权，并且负有治安责任，掌握一定的军事指挥权。
拜占庭帝國早期的国家金矿、银矿、铸币厂、国库由圣库随从官掌握，皇家财政（包括皇室土地）由私产随从官掌管，大区总督掌握地方金库。以上的财政官员在7世纪也产生了相应的变化：税收与出纳用度等全国核心财务由财政大臣管理，地方财政由于军区制与农兵制的产生而自然地由军事大臣管理，特殊大臣则负责诸如生产、仓储等理财庶务，原本的财政官演变为通称诸大臣（希臘語：βέστης）的宫廷荣誉头衔。
东罗马的法律属于罗马法系统。司法行政官（希臘語：Κναιστωρ）由君士坦丁一世设立，最初相当于皇帝的法律秘书，为皇帝起草法律和法令，6世纪后成为最高法官。
东罗马的法官必须接受5年以上的专门法律教育，全面掌握罗马民法并通过严格的国家考试，领取资格证书，方可从事司法工作。早期的法官还兼管商业仲裁、税收、行政等业务，查士丁尼一世推行的司法改革要求法官专职化，并将法官与立法者区分开来。执事长官、大区总督和君士坦丁堡市长握有比法官更高一级的法律仲裁权，而东罗马皇帝则始终握有最高的立法权和司法权。

### 地方制度
帝國早期沿袭戴克里先时代的三层式地方行政制度，即将全国分为若干个总督大区（拉丁語：praefectura praetorio），每个大区分割为管区（拉丁語：dioecēsis），地区包括了罗马时代的若干行省（拉丁語：provincia）。早期帝國设立了四个大区：
- 东方大区，首府君士坦丁堡，管理安纳托利亚、叙利亚和埃及
- 伊利里亚大区，首府帖撒罗尼迦，管理巴尔干半岛
- 意大利大区，首府拉文纳，管理意大利与埃及以外的北非
- 高卢大区，早期首府特里尔，晚期首府阿尔勒，管理高卢、伊比利亚半岛与不列颠尼亚

帝国东西分治后，拜占庭帝国只统治其中的东方大区与伊利里亚大区。在查士丁尼收复意大利大区后，又在收复领土上设立行军总管府以统领新领土的诸管区。其中，以旧意大利大区的欧洲部分为意大利总管府（首府拉文纳），非洲部分为阿非利加总管府（首府迦太基）。大区总督是皇帝的全权代表，行使行政和司法职权，但不负责军务，行军总管辖区略小但统管军民政务。由于大区总督权力极大，因此自君士坦丁一世后的历代皇帝逐步削去其权力，将部分权力分给省区总督。拜占庭帝國在重要省份和战略要地还设立直属帝国中央政府的地方总督。
7世纪上半叶，随着东方省区的丢失和拜占庭帝国军事形势的严峻，大区总督一职被取消，取而代之的是军区（塞马州）将军（希臘語：στρατηγός）作为地方最高行政长官，这项制度一直延续到帝国衰亡。这些军区面积远小于本来的大区，甚至比行政地区还小，8世纪初时仅小亚细亚半岛上即有八军区（包括一个海军军区）。但是军区将军兼管辖区的军民司法，权力远比原本的大区总督大。军区以下，各级行政单位被重新组织，以往的行省制度被废止，形成了军政一体的行政序列：基本单位为县（=百人队，Kentarchia），长官为百夫长/男爵（Kentarches），管理一县并指挥一百人队计100员农兵；两县/百人队为一旗（Bandon），长官为旗长/伯爵（Komes），管理一旗并指挥两百人队计200员农兵；两旗为一郡（=团，Droungos），长官为团长/大伯爵（Droungarios），管理一郡并指挥两旗计400员农兵；六郡/团为一分军区（=师，Tourma），长官为师长（tourmarchēs），一般兼分区将军/侯爵（Merarchēs）衔，管理一分军区并指挥六团计2400员农兵；三至四分军区/师构成一军区（=军），长官将军一般兼督军/公爵（Doux）衔，管理一军区并指挥一军约9600员农兵。
军区制虽然与后期的行军总管制类似（事实上军区制正是希拉克略在非洲行军总管任上以行军总管制为蓝本的军制改革试验的推广），但设计理念上有本质的不同：在内忧重于外患的戴克里先时代，总督大区制实施军政分离的原则，目的是为了防止地方割据，以免再度陷入三世纪危机的帝国分裂状态；然而六世纪以来，帝国受到了诸多强大外敌的冲击，军政两套班子互相掣肘已成为严重隐忧，因此固守旧制已无必要。此外，帝国的去城市化也是军区制出现的要因：与古典时代相比，帝国的城市遭受了严重的军事打击，最严重时除了首都君士坦丁堡，整个帝国竟没有一座能称之为“城市”的城市，以至于“城市”一词居然专指君士坦丁堡。城市的大量荒废，大量的城市公民流入乡村变成农民的现状，决定了古老的公民军制已无法施行。为了确保兵员而产生的农兵制，亦即农民纳入国家的税收户籍统计系统，并需要为帝国所授田产而服兵役，并自行负担个人军事开支的新军制，则使得行政事务与军队管理高度一体化。于是结合了军政两方权力的将军，以及诸如军区这样的行政单位即军事单位的新型行政制度便应运而生。
事实上，军区制-农兵制体系抑制了七世纪以来帝国的军事衰退，并引领帝国在十世纪走上黄金时代，然而与此同时，军区制也造成了地方世袭军事贵族的产生，从而引发了逐渐严重的土地兼并，反而破坏了帝国赖以自保自强的农兵制。进入了农兵制完全崩溃的科穆宁王朝时，地方上各方贵族割据，朝廷则沦为各地贵族争权夺利的战场，因此帝国在十字军和塞尔柱突厥人的冲击下一触即溃，即便科穆宁诸位贤君发挥了极为巧妙的统治手腕，仍然无法逆转帝国一蹶不振的趋势。
拜占庭帝国末期，安纳托利亚及巴尔干地区的封建领主向农奴征收近乎残忍的重税。这一趋势直到帝国灭亡才由奥斯曼土耳其人改善。

## 文化遺產
拜占庭帝國的主宰文化是希腊文化。希腊语不但是日常用语，而且是東正教会、文学和商业的共同语言。对于当时的罗马人来说，后世对“西部的拉丁帝国”和“东部的希腊帝国”的所谓区分，以及拜占庭帝国到底是不是“真正”的罗马帝国，并不重要。罗马帝国是一个多语言和多元文化的帝国，拜占庭帝国并不例外。
希腊人和希腊化的小亚细亚人构成拜占廷帝国的文化主体，但是在这个国家里还有瓦拉几亚人、亚美尼亚人、犹太人、埃及人、叙利亚人、伊利里亚人和斯拉夫人，他们都有自己的语言和文化。希腊文化从帝国的都市如君士坦丁堡、安提阿、以弗所、帖撒罗尼迦和亚历山大港传向全国。

### 宗教信仰
拜占庭帝国繼承君士坦丁大帝的精神，确信基督教是帝国的立国之本。帝国东部的基督教神学就受到犹太教神学和古典希腊哲学的影响。325年5月25日至8月25日，在尼西亚召开了第一次尼西亚宗教会议，确立了东罗马基督教的基本信条，即《尼西亚信经》。381年第一次君士坦丁堡公會議、431年以弗所公會議、451年迦克墩公會議、553年第二次君士坦丁堡公會議的四次基督教大公會議进一步肯定了基督教的国教地位，君士坦丁堡教区的地位也得到确认，在基督教五大教区中仅次于罗马教区。伊斯兰教兴起后，受其“禁止偶像崇拜”的教义影响，在拜占庭帝國发生了破坏圣像运动。787年在尼西亚召开的第七次宗教会议阐释了圣像崇拜和偶像崇拜的区别，东罗马基督教会的神学体系至此正式确定下来，此后再也没有发生重大变动。这一派宗教后来发展为希腊正教，即东正教。

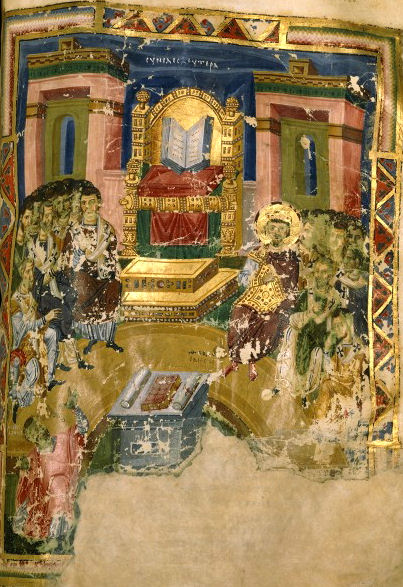
381年的君士坦丁堡宗教会议，510年绘卷

拜占庭帝國是一個神權政治，據說是由上帝通過皇帝來統治的。詹妮弗·弗萊特蘭·凡沃斯特（Jennifer Fretland VanVoorst）認為，“拜占庭帝國是一個神權國家，因為基督教價值觀和理想是帝國政治理想的基礎，並與其政治目標密切相關。” 史蒂文·朗西曼（teven Runciman在）他關於拜占庭神權政治的書中說：
拜占庭帝國的法律是基於這樣一種信念，即它是天國在塵世的複製品。就像上帝在天上統治一樣，按照他的形象創造的皇帝應該統治地球並執行他的誡命……它把自己視為一個普遍的帝國。理想情況下，它應該包含地球上所有的人民，理想情況下，他們都應該是一個真正的基督教會，它自己的東正教教會的成員。正如人是按照上帝的形象造的，人在地上的王國也是按照天國的形象造的。
按照凱撒利亞的尤西比烏斯設定的模式，拜占庭人將皇帝視為基督的代表或信使，特別負責在異教徒中傳播基督教，並負責宗教的“外部”，例如行政和財政。正如西里爾·芒戈（Cyril Mango）所指出的，拜占庭的政治思想可以概括為“一神、一國、一教”。
君士坦丁堡通常被認為是“東正基督教文明的搖籃”。帝國在教會事務中的角色從未發展成一個固定的、法律定義的系統。此外由於羅馬的衰落和其他東方宗主教的內部紛爭，君士坦丁堡教會在6世紀至11世紀之間是基督教世界最富有和最有影響力的中心。即使當帝國淪為昔日的影子時，教會仍然在帝國邊境內外發揮著重要的影響力。正如乔治·奥斯特洛格尔斯基指出的那樣：
君士坦丁堡宗主教仍然是東正教世界的中心，在小亞細亞和巴爾乾地區擁有下屬的都主教和大主教，同時也影響著高加索、俄羅斯和立陶宛。教會仍然是拜占庭帝國最穩定的元素。
官方的國家基督教教義是由前七個大公會議決定的，當時皇帝有責任將其強加給他的臣民。 388年的一項帝國法令後來被納入查士丁尼法典，命令帝國人口“以天主教徒的名義”，並將所有不遵守法律的人視為“瘋狂和愚蠢的人”和“異端教條”的追隨者。
除了正统教派外，由于拜占廷帝国包括了希腊、埃及、叙利亚、亚美尼亚等具有不同文化的领土，因此各种异端思想在这些地方兴起，包括阿里烏教派，兴起于帝国东部）、聂斯脱利教派（又称景教，兴起于叙利亚地区）、马其顿尼教派（Macedonius）、基督一性论教派（兴起于埃及）、基督一志论教派、保罗教派（兴起于小亚细亚和亚美尼亚）、波格米勒派（兴起于保加利亚）等异端教派。
當利奧三世下令摧毀整個帝國的聖像時，基督徒之間發生了另一次分裂。這導致了一場重大的宗教危機，該危機在9世紀中葉隨著聖像崇拜的恢復而告終。同一時期，巴爾乾地區出現了新一批異教徒，主要來自斯拉夫人， 但他們這些逐漸被基督教化。
猶太人在其歷史上一直是拜占庭國家的重要少數群體，根據羅馬法，他們構成了一個法律承認的宗教團體。在拜占庭早期，他們普遍被容忍，但隨後出現了緊張和迫害時期。在阿拉伯人征服之後，大多數猶太人發現自己置身於帝國之外。從10世紀起，那些留在拜占庭邊界內的人顯然過著相對和平的生活。
拜占庭帝國的宗教势力和世俗权力关系十分复杂。在帝国的共同利益受到威胁时，教会和皇帝能够联合，而在发生利益冲突时，教会与皇帝则发生激烈斗争。总的来说，在9世纪以前，由于拜占庭帝國严厉的法律和富于效率的中央集权制行政管理，东罗马教会被剥夺了参与国事活动的空间，教会事务成为帝国国家事务的一部分，东罗马皇帝则成为教会的保护人，控制着罗马和君士坦丁堡这两个最大教区的主教和大教长任免权。从君士坦丁一世到查士丁尼一世时期，多位主教被皇帝免去教职，在罗马的大主教（后来成为教宗）在8世纪中叶前也要听命于东罗马皇帝，同时，任何教职人员都无权开除皇帝的教籍。
9世纪以后，帝国皇帝的权力逐渐削弱，教会的实力则逐渐增强。教会开始插手帝国的管理事务，包括审理世俗法庭经手的任何案件、以及税收和司法方面的特权。但是与罗马教会不同，东罗马教会始终没有摆脱皇帝的控制，始终作为国家政权的工具存在。

### 文学藝術

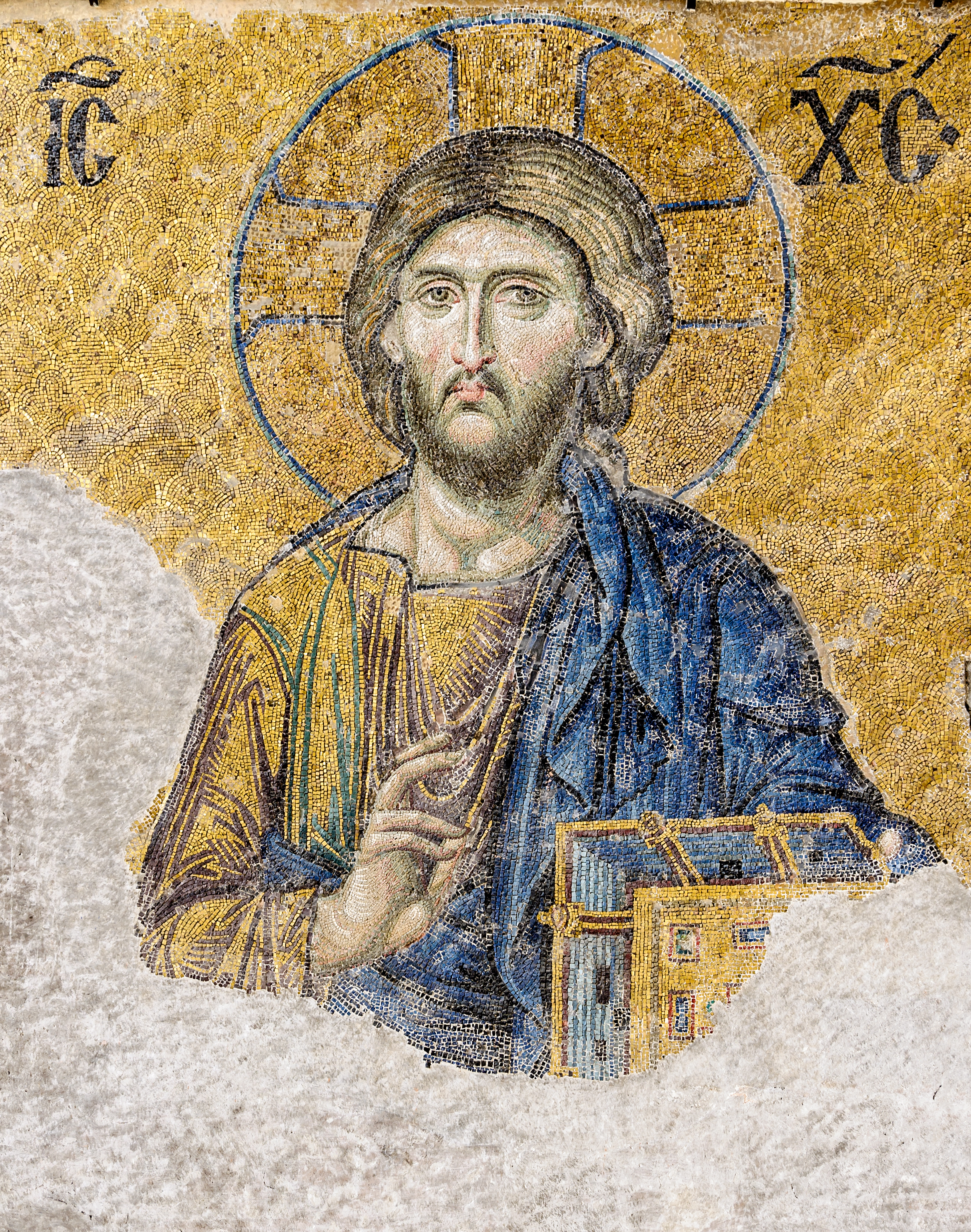
拜占廷美术作品：圣索非亚大教堂中鑲嵌畫的耶稣像

拜占庭帝國的文学包括小说、故事集、诗歌等形式。拜占庭帝國的讽刺散文和杂记源自古希腊文学，其讽刺散文寓严肃主题于诙谐幽默的叙述风格中，10世纪的《祖国之友》、12世纪的《马扎利斯》和《庄园之主》都是东罗马讽刺散文的代表作品。同时代的医学、哲学作品也仿照这种讽刺散文风格。拜占廷的杂记代表作是6世纪商人哥利马斯的《基督教国家风土记》，小说则主要翻译古印度故事。
东罗马诗歌以礼拜仪式所用的宗教诗歌为主，讲求韵律，并从应答对唱的诗歌中发展出了两重唱的音乐形式。东罗马音乐源自古希腊和罗马音乐，在宫廷典礼、重大仪式、节日庆典、民间婚宴等场合都要用音乐营造热烈气氛。但是，世俗音乐所留下的完整乐谱很少，因此对其乐理、音阶、旋律、音调所知甚少。目前保留下来的东罗马乐主要是东正教的宗教音乐，尤其是希腊阿索斯山（圣山半岛）的宗教音乐。这种音乐以复调音乐为主，反复出现相同的乐调、变调和和声，分为声调高亢华丽的高音部和舒缓平和的低音部，各段歌词注重韵律，不注重节律。

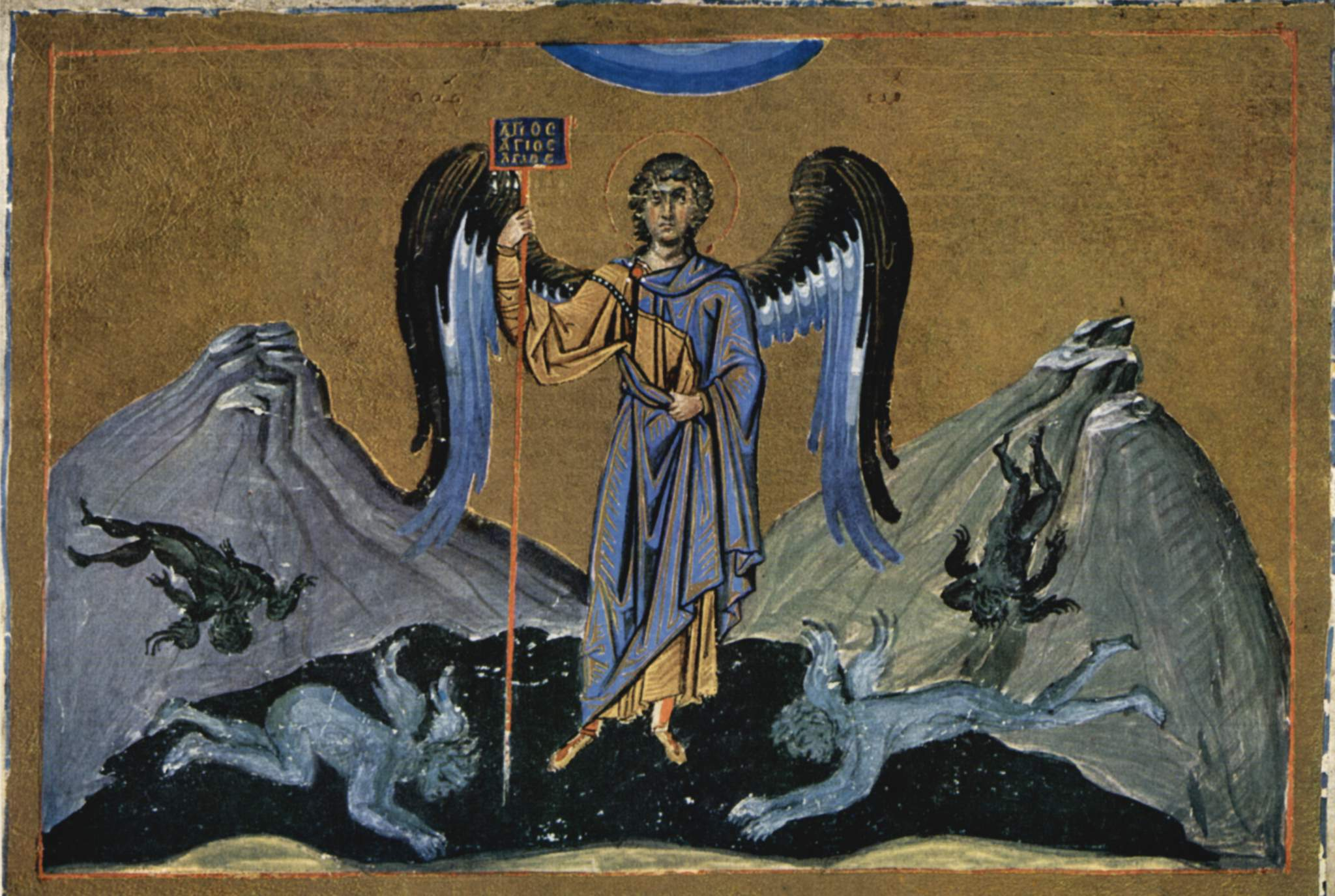
拜占廷藝术作品：巴西尔二世皇帝像

拜占庭藝術的最大特点是其装饰性、抽象性和宗教寓意。现在存世的东罗马美术作品大多是教堂中的镶嵌画、壁画和绘画手卷，题材包括耶稣、圣母与圣子、天使和天使长、历代圣人、历代皇帝和主教，以及天堂和地狱的题材。镶嵌画多为装饰性的，平面构图公式化，善用光辉耀目的颜色，主色为金色和蓝色，间以白、紫、蓝、黄、粉红、绿、红、黑等颜色的图案。同時，基督教儀式在教堂內部舉行，外部通常幾乎沒有裝飾。
拜占庭帝國的圣像大多用木头制成，上面用小块马赛克或颜料拼出图案，加以金银、珐琅、象牙装饰，镶嵌珠宝。东罗马圣像艺术对后来罗斯、希腊等东正教国家的宗教美术有很大影响，波斯的细密画技术也来自拜占庭镶嵌画圣像的细密镶嵌技术。
除了宗教主题外，还有一些拜占廷绘画手卷反映了军队、战役、日常生活、动植物和其他题材。
东罗马文化的另一个特殊之处是其精湛的奢侈品和金银制品工艺。现存于世的东罗马珍宝（大多是1204年4月13日十字军东征攻陷君士坦丁堡之后掠夺到西欧的文物）反映了东罗马工艺的高超水平，其中包括镶嵌金丝的丝绸地毯、玛瑙和雪花石膏的黄金圣餐杯；圣餐用的金盘子和餐具；黄金和红蓝宝石封面的福音书；象牙和珐琅做成的镶板及法物箱；金银大烛台；护身符和刻有宗教故事的挂件；丝绸织造的绣金法袍；黄金和镶嵌画的圣像等。

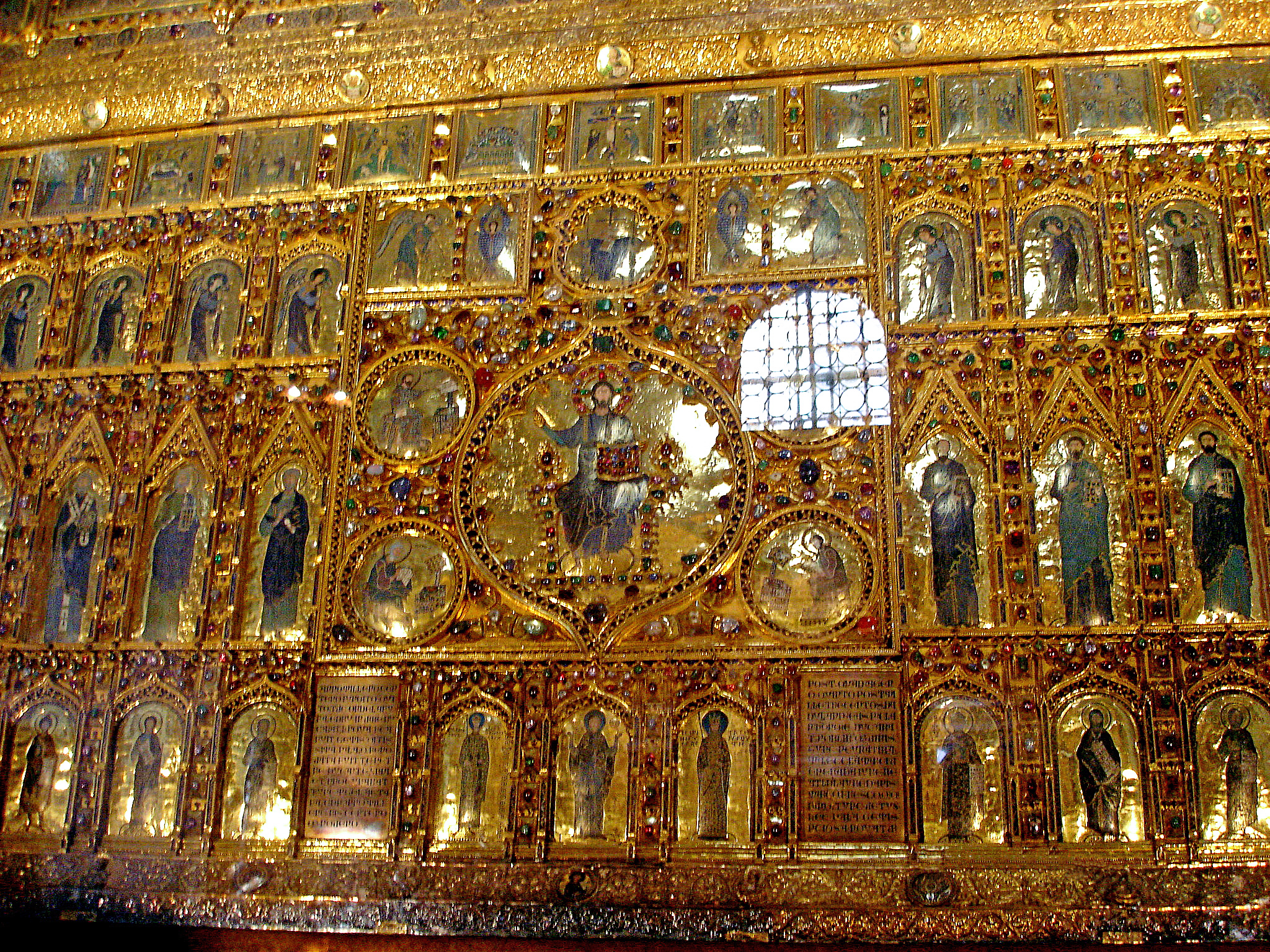
威尼斯圣马可教堂的帕拉多霍祭坛

东罗马人相信，上天的力量显示在皇帝和教会的金银珠宝上。皇宫和圣索非亚大教堂越是豪华，就越能证明每位基督徒所期盼的来世生活的高贵，因此皇宫和索非亚大教堂成了巨大的珍宝库。1204年，十字军和威尼斯人在圣索非亚大教堂里面发现了1700多座黄金、珍珠、宝石和珐琅做成的小型圣坛，40000多个金银香炉和圣物盒，以及堆积如山的其他财宝。
在存世的东罗马工艺品中，最精致的是现存于威尼斯圣马可教堂的帕拉多霍祭坛组雕（Pala D'Oro），由黄金、珐琅、珍珠和宝石制成。976年，威尼斯总督委托东罗马工匠制作了祭坛的中心嵌板，1105年又订购了更多的珐琅嵌板。1204年4月13日第四次十字军东征攻陷君士坦丁堡之后，威尼斯军队将圣索非亚大教堂和许多修道院的圣像劫到威尼斯，添加到祭坛上。
东罗马的丝绸制品也是帝国最贵重的商品之一。拜占庭最初的蚕种和养蚕技术在查士丁尼一世时期（550年）由粟特商人从中国走私而来的，随后在希腊南部建立了国营的养蚕工业。丝绸生产和纺织由政府严格控制，严禁进行价格投机，或将丝绸专用的紫红色染料出口到国外。紫色丝绸服饰和地毯为皇族专用，其他的丝绸织物则用刺绣技术织出精致的图案。查理曼大帝下葬时身穿的寿衣就是用东罗马丝绸制成的。到14世纪，随着纺织工艺进一步改进，又出现了图案更加复杂的锦缎，上面织满金丝和银线，被做成礼服、圣坛罩布、帷幔、窗帘、壁毯、地毯，并成为拜占庭帝國对外政策中的重要贡品。

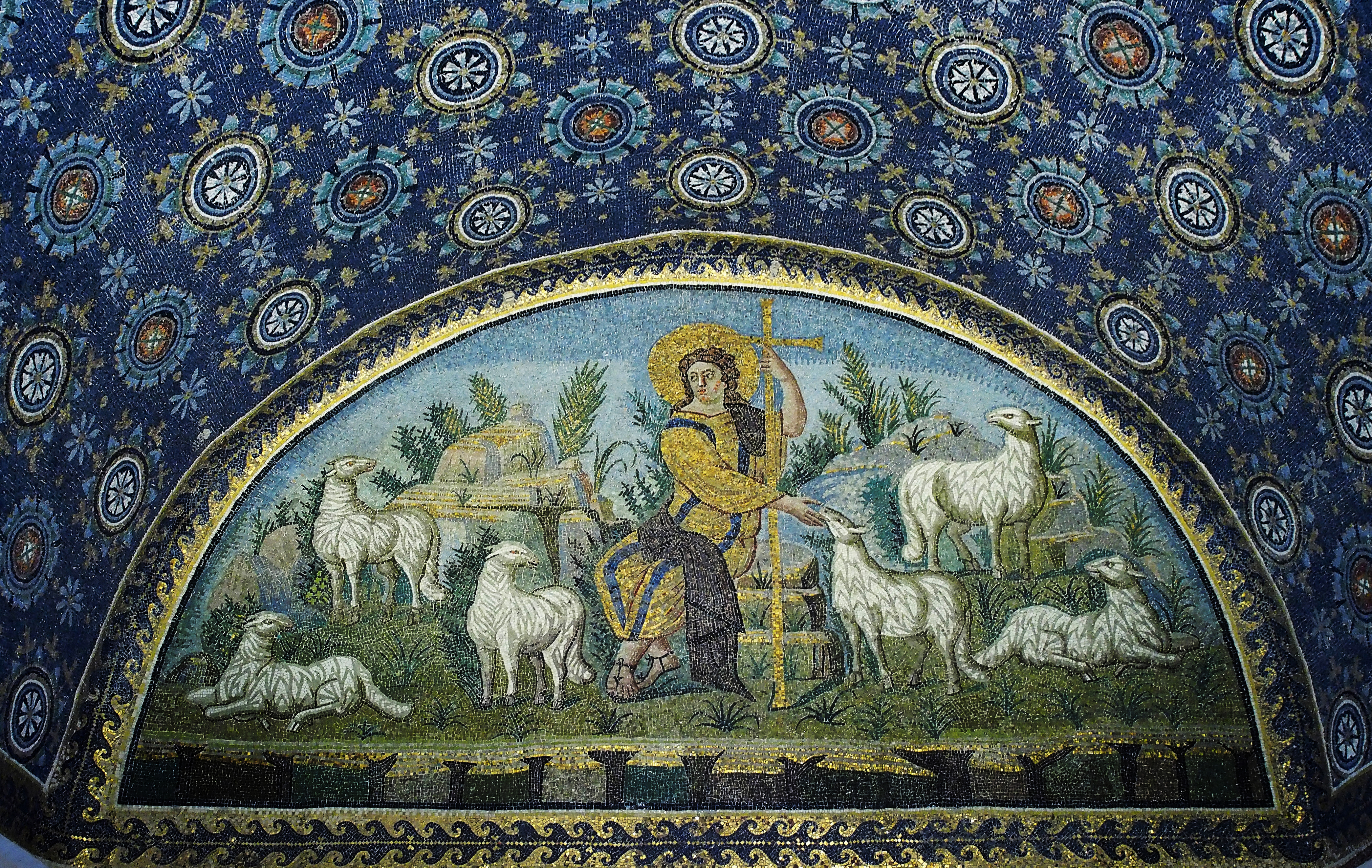
好牧羊人耶穌，约 425-430年，约3m（意大利拉文納普拉契狄亞陵寢）
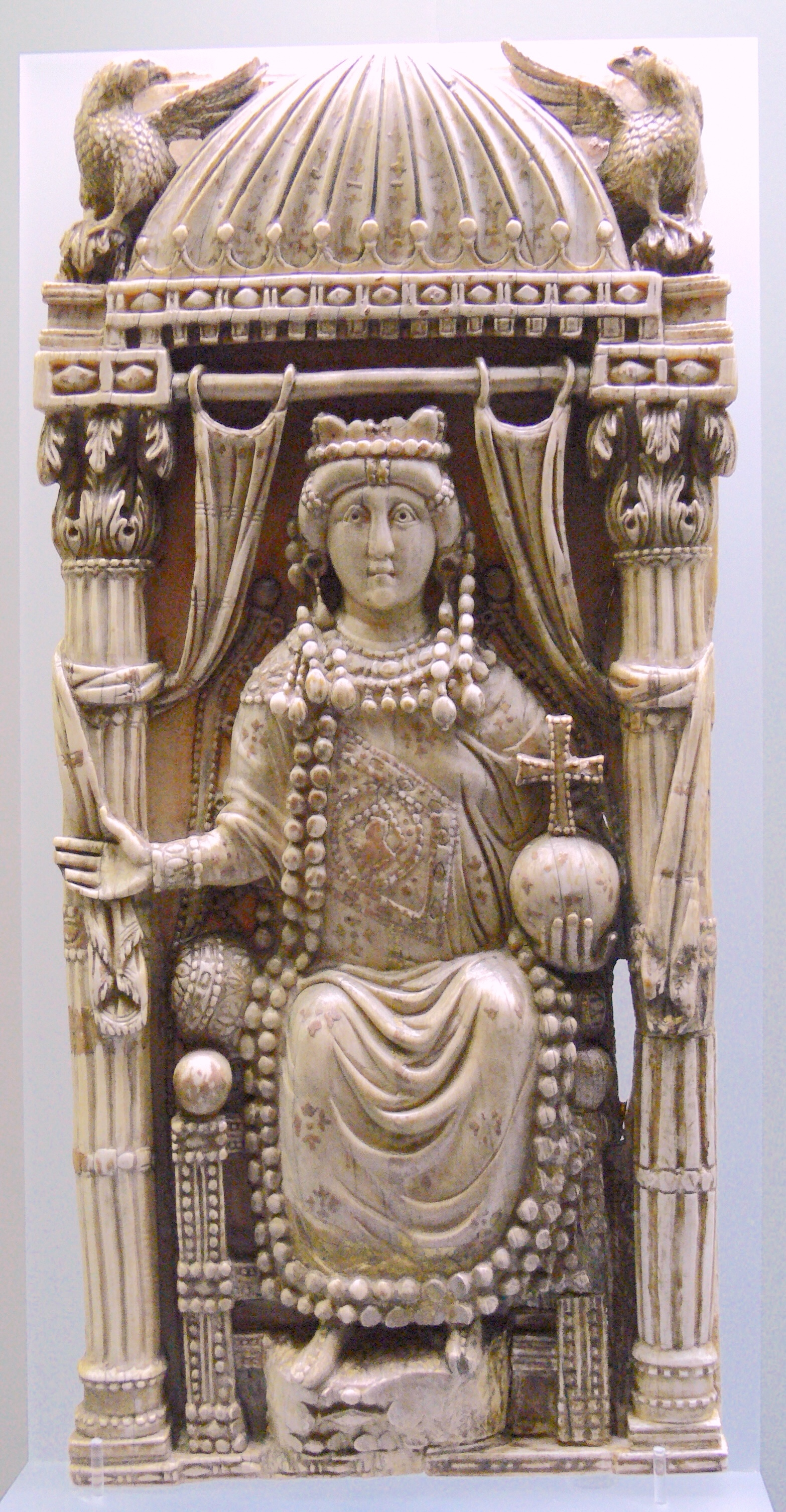
拜占庭皇后的雙摺畫，材質：象牙和黃金，約6世紀，高26.5 cm（10.4英寸）; （奧地利維也納藝術史博物館）
有評論的福音書，1000–1100年，材質：墨水、蛋彩、羊皮紙、黃金，28 cm × 23 cm（11.0英寸 × 9.1英寸）（美國克里夫蘭美術館）
新約中的聖三一形象，約1450年，木板上的蛋彩畫（美國克里夫蘭美術館）
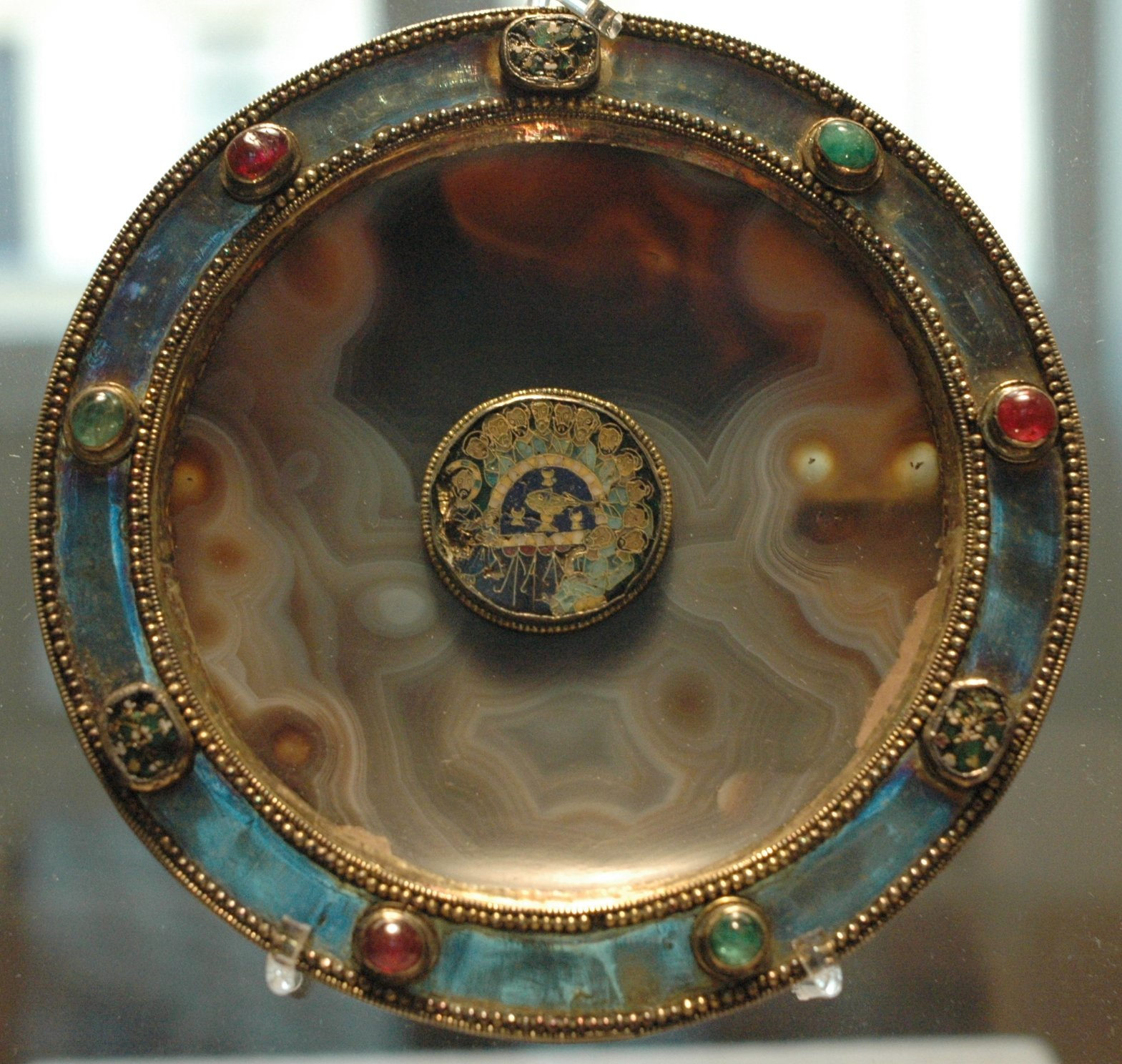
拜占廷的镶宝石珐琅金边玛瑙盘（巴黎法国卢浮宫）

### 科学技术

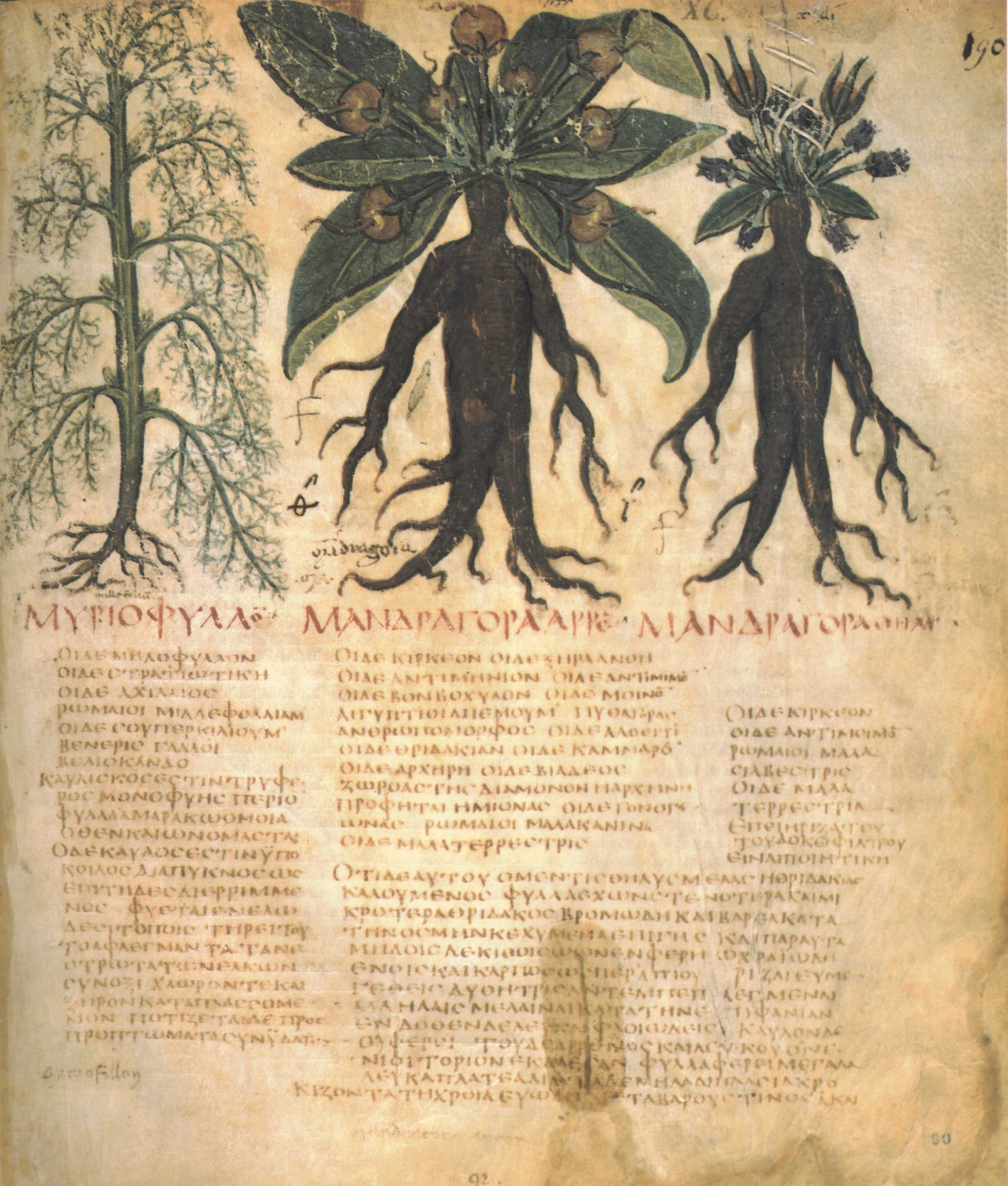
一本7世纪的拜占廷医书

东罗马人继承古希腊人重视科学和教育的习俗。算术、几何、音乐和天文被东罗马人视为“四艺”，哲学、修辞学、古希腊语也是学童的必修科目。神学属于高等教育的范畴，但是普通民众对神学的关注程度非常高，经常可以看到贩夫走卒之间进行激烈的神学辩论。在应用科学中，与筑城相关的土木工程学，与军事相关的冶金学和地理学，以及制作“希腊火”所需的化学知识都得到了高度发展，不过这类知识并不向公众普及，而是作为机密课目向特定的学生传授。
君士坦丁堡帝國大學有時被稱為馬格瑙拉宮大學（希臘語：Πανδιδακτήριον τῆς Μαγναύρας），是東羅馬的一所教育機構，其起源可以追溯到公元425年皇帝狄奧多西二世創立的大學校（希臘語：Πανδιδακτήριον，Pandidakterion)。大學校於1046年由君士坦丁九世重建，他創建了法律系（Διδασκαλεῖον τῶν Νόμων）和哲學系（Γυμνάσιον）。同時各種經濟學院、理工學院、圖書館和美術學院也在君士坦丁堡建立和運營。一些學者甚至將君士坦丁堡帝國大學稱為世界上第一所“大學”。
古典時代的著作在拜占庭得到保存和發展。因此拜占庭科學在各個時期都與古代哲學、形而上學密切相關。帆拱式建築是一種在上角支撐圓頂的形制，是拜占庭的發明。儘管第一次實驗是在200年代進行的，但在6世紀的拜占庭帝國，它的潛力才得以充分發揮。
一個由拜占庭人製造的由複雜齒輪組成的機械日晷裝置已被挖掘出來，這表明安提基特拉機械的構造原理在拜占庭一直沒有失傳，英國科學家J·R·帕廷頓（J. R. Partington）說：
君士坦丁堡到處都是發明家和工匠。塞薩洛尼卡的“哲學家”利奧為帝奧菲羅斯（829-842）皇帝製作了一棵金色的樹，它的樹枝上帶著人造鳥，它們拍打著翅膀，唱著歌，旁邊咆哮的獅子以及一位行走的發條女士栩栩如生。這些機械玩具延續了拜占庭人所熟知的亞歷山大港的希羅的著作中所代表的傳統。

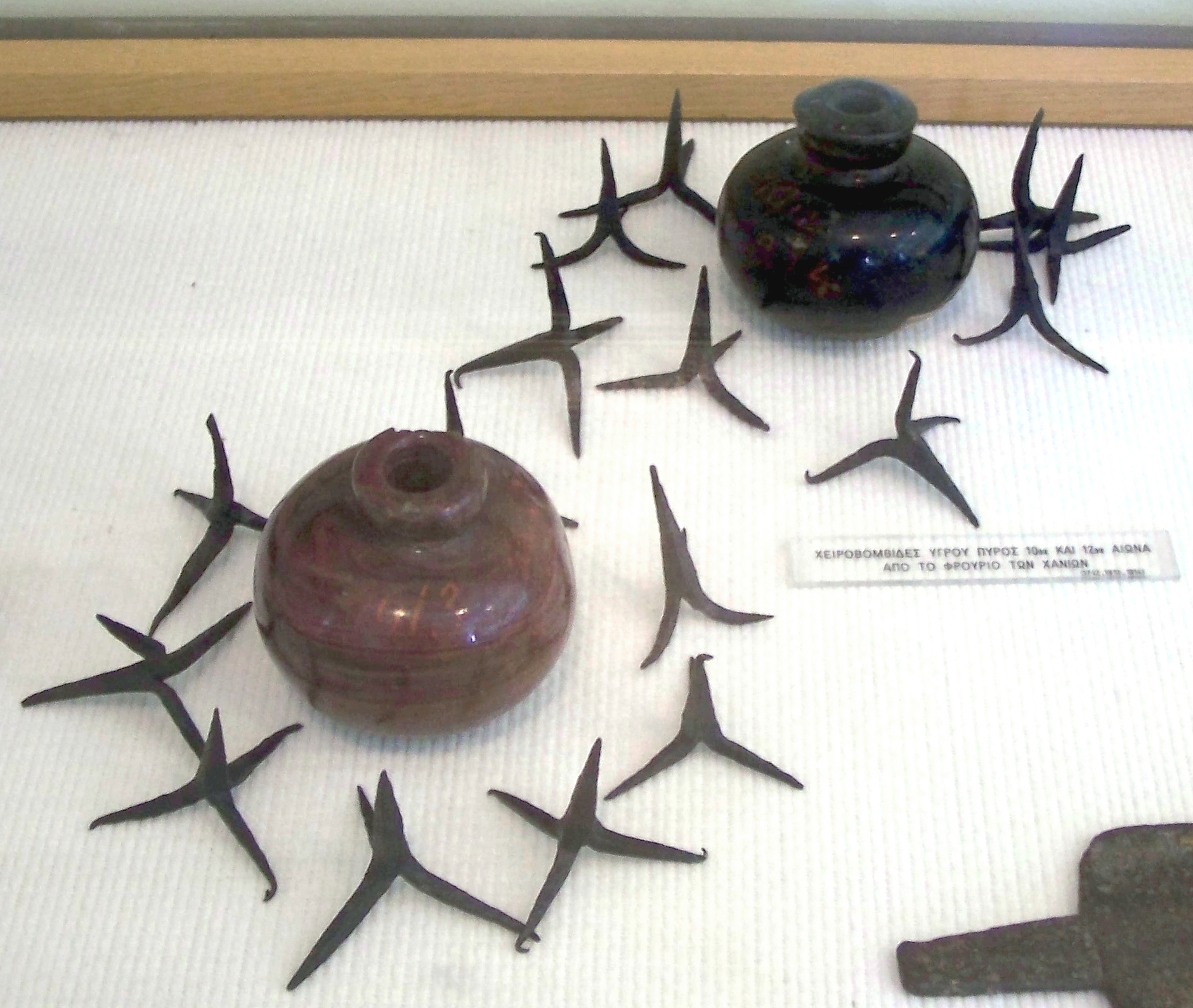
希臘火手榴彈和鐵蒺藜，藏於希臘雅典國家歷史博物館

东罗马医学是在古希腊医学体系上发展起来的，希波克拉底的体质理论被东罗马人广泛接受，认为血液、黏液、黄胆汁和黑胆汁是人类体质病理学分类的基础，所有的疾病都出于干、湿、冷、热这四气失调。4世纪时朱利安皇帝的私人医生欧利修巴斯编纂的《诊断学》，7世纪时保罗（姓失传）编纂的《妇科学》、《毒物学》、《处方》，以及11世纪时西美昂编纂的《食物》、《保健手册》都是以希波克拉底理论为基础的。东罗马的草药学非常发达，放血、推拿、按摩、烧灼等方法也被用于治疗病患。在东罗马军队中有军事医护团，大修道院通常也设有医院，接收并治疗平民患者。沐浴习惯和对街道的定期冲刷是主要的城市公共卫生手段。
第一個已知的分離連體雙胞胎的例子發生在10世紀的拜占庭帝國，當時一對來自亞美尼亞的連體雙胞胎來到君士坦丁堡。許多年後其中的一人死亡，因此君士坦丁堡的外科醫生決定將死者的屍體移走。結果是部分成功的，因為倖存的雙胞胎在在術後存活了三天。這個結果令人印象深刻，以至於一個半世紀後歷史學家提到了它。直到1689年，德國才有了下一個連體雙胞胎分離的案例。
希臘火，一種甚至可以在水上燃燒的燃燒武器，也由拜占庭人創造。它是在8世紀君士坦丁堡被圍攻期間對抗阿拉伯人的產物。這一發現歸功於來自敘利亞的赫利奧波利斯的卡利尼庫斯，他在阿拉伯征服敘利亞期間逃離。然而也有人認為，沒有一個人發明了希臘火，而是“由繼承亞歷山大港化學發現的君士坦丁堡化學家發明……”。手榴彈的第一個例子也出現在拜占庭帝國，它們由裝有玻璃和釘子的陶瓷罐組成，裡面裝滿了希臘火的爆炸成分，並被應用於戰場。
配重投石機是在科穆寧王朝的阿萊克修斯一世統治期間（1081-1118年）在拜占庭帝國發明的，當時拜占庭人使用這種新開發的攻城武器來摧毀城堡和防禦工事。這門攻城炮標誌著攻城武器在使用大砲之前的最高點。歐洲和亞洲的軍隊此後從拜占庭人那裡學習並採用了這種攻城武器。
1453年君士坦丁堡的陷落推動了後來的文藝復興。在此期間，拜占庭流亡學者主要負責親自和書面將古希臘的語法、文學研究、數學和天文知識帶到文藝復興早期的意大利。他們還帶來了有關植物學、醫學和動物學的經典知識和著作，以及迪奧斯科里德斯和約翰·費羅普勒斯對亞里士多德物理學的批評的著作。

### 建筑特色
东罗马建筑可以分为三个阶段，即前期（4世纪至6世纪）、中期（7世纪至12世纪）和后期（13至15世纪）。前期是东罗马建筑的兴盛期，建筑作品大多仿照古罗马式样，主要的建筑包括君士坦丁堡的城墙、城门、宫殿、广场、拱门、高架水道、公共浴场和蓄水池，以及教堂。基督教成为国教后，东罗马的教堂建筑越来越大，越来越豪华，至公元6世纪，最终出现了空前壮观的圣索非亚大教堂。
东罗马中期建筑反映了这个时期的国家特征，即蛮族外敌相继入侵，领土丧失，国力下降。这一时期的建筑缩小，规模也不如从前。这一时期的东罗马教堂建筑特点是占地少、向空中发展，没有了圣索非亚大教堂那样的中央大穹窿，代之以若干小穹窿，并注重内部装饰。这一时期的代表建筑包括君士坦丁堡的阿克塔爾弗所斯（Acatalepthos）修道院、科拉（Chora）修道院，以及帝国之外的威尼斯圣马可教堂和基辅的圣索非亚教堂。
1204年第四次十字军东征攻陷君士坦丁堡并屠殺之后，拜占庭国力大受损失，无力再兴建大型公共建筑和教堂。这一时期建造的东罗马建筑数量不多，也没有创新，在奥斯曼帝国灭亡拜占廷帝国后大多破损无存。君士坦丁堡的圣玛利亚教堂为晚期东罗马建筑的代表作品。

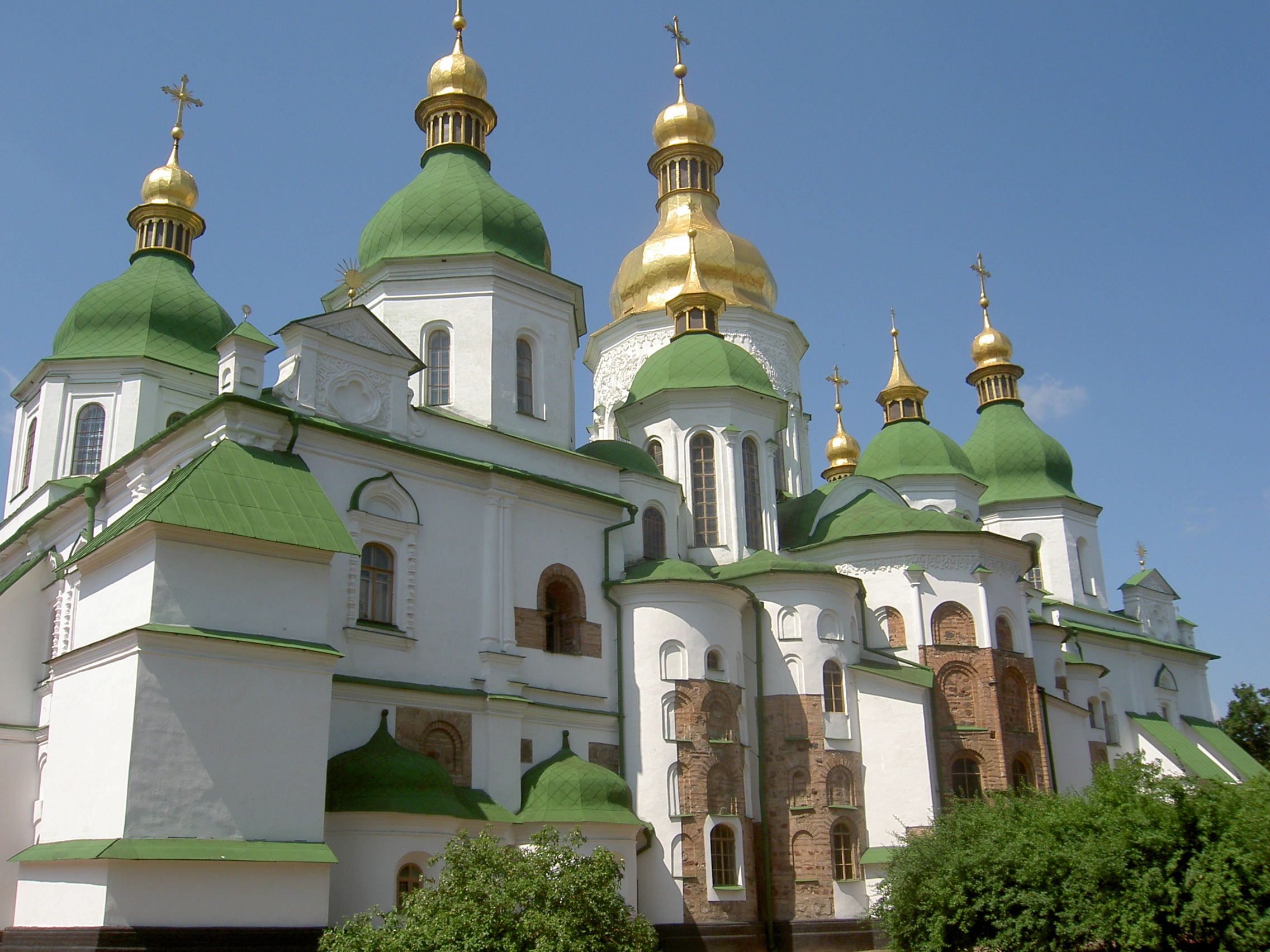
基辅的圣索非亚大教堂

东罗马建筑为砖石结构，局部地方加以混凝土。从建筑元素上看，东罗马建筑包含了古代西亚的砖石券顶、古希腊的古典柱式和古罗马建筑规模宏大的尺度，以及巴西利卡的建筑形式。东罗马建筑的拱券和穹窿多采用小料厚缝的形式，以减轻拱顶重量。从现存遗址上看，拜占廷的宫殿和其他公共建筑中，某些个体建筑存在中轴对称，但整个建筑群则由各时期随意添建的建筑组成，呈现为平面不规则的自由布局。此外，拜占庭建筑与古典希腊罗马建筑意趣上也有很大差距：古典建筑更追求内观和外观的整体协调，宗教建筑中不会出现外观极为朴素，视觉上打破几何平衡感的作品，而拜占庭建筑基本放弃了建筑外观审美的追求，即便是圣索非亚大教堂，从外观上而言不过是一个毫无装饰臃肿庞大的红砖形体，只有进入了内部，才能为其穹隆与穹顶的巧妙搭配带来的轻盈感与壮阔感，以及绝妙的采光与色彩斑斓的装饰所构成的辉煌璀璨所震撼。
东罗马的教堂格局分为三类：会堂（巴西利卡）式（如圣索非亚教堂）、集中式（平面为圆形或正多边形）以及希腊十字式。就历史沿革而言，最早出现的是用以布道的传统会堂式教堂（如老圣彼得大教堂），以及作为圣祠的集中式教堂。而在圣索非亚大教堂创造性地在会堂中加上穹顶以后，这种融合了会堂式和集中式两种教堂形式的穹顶会堂开始在各地流行，最后演变为中晚期流行的希腊十字式教堂。教堂多用花岗岩和大理石修建， 内部装饰则采用彩色云石、大理石、马赛克和琉璃砖。东罗马建筑对东欧的宗教建筑有很大影响，在罗斯、乌克兰、保加利亚、罗马尼亚、希腊等国都可以见到东罗马风格的教堂和修道院建筑。此外，东罗马建筑对萨珊王朝和伊斯兰建筑也产生过影响，其中最鲜明的特征就是萨珊王朝的建筑和各国清真寺中常见的东罗马式中央穹窿，以及清真寺内部对于光线的处理手法。

### 社会风俗
拜占庭帝國位于温暖湿润的地中海气候带，气候在很大程度上决定了东罗马人的饮食和服饰习惯。根据一位佚名东罗马作家的《论食物》记载，不同地区的东罗马人饮食略有不同，但主食基本都是面包、豆类（加入汤或菜中）。在首都君士坦丁堡，由于肉价昂贵，普通人的主食是面包、橄榄、洋葱、小扁豆、奶酪和鱼类。外地则广泛食用牛、羊、猪、马、鸡、鸭、鹅等禽畜肉类。君士坦丁堡人喜食海鱼，淡水鱼通常用来喂猫狗。其他拜占廷史料中提到的蔬菜有萝卜、卷心菜、大蒜、洋葱、南瓜、莴苣、韭菜、黄瓜，调料包括芝麻、芫荽、胡椒、丁香，水果则以苹果、无花果、西瓜、杏和葡萄为主。饮料为家酿的葡萄酒和啤酒。几乎所有的食物都要加入橄榄油。各地生产的粮食主要满足当地的需求，首都和萨洛尼卡、安条克这样的大城市则依靠进口粮食，以及政府的粮仓调拨。7世纪初期帝國丧失埃及、利比亚、阿特拉斯山脉以北的阿尔及利亚、阿非利加和叙利亚等行省后，谷物产量减少，肉类消费量开始增加，羊毛和亚麻也取代产自埃及的原棉，成为纺织的主要原料。

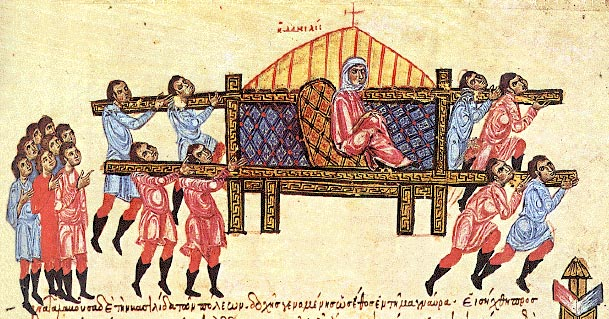
一幅13世纪的手绘画卷，由奴隶抬着的达尼埃尔，可见当时的拜占廷服饰风格

东罗马人的服饰也因地区而异，冬季阴冷多雨的马其顿和多瑙河边境地区与干旱炎热的埃及地区服装样式有很大差别。丝绸为皇家垄断的原材料，丝绸生产被集中在希腊南部地区，丝绸的买卖也由官营商人严格控制。没有皇室的许可，平民不得随意穿戴丝绸服装。紫色的丝袍为皇帝和皇后专用的服装，高级教会人士则穿着织金绣银的锦缎教袍和法衣。普通人的服饰多由棉布和亚麻织成，从现存的东罗马绘画手卷来看，在帝国1100年的历史中，服装样式基本上为轻快、单薄的地中海风格，主要的服装样式包括长袍、披肩、腰布、皮靴。
东罗马人的首要娱乐活动为观看竞技比赛，比赛的项目包括双轮马车赛、狩猎、摔交、斗兽、杂技和小丑表演。但是，由于基督教教义的影响，古罗马时代那种残酷的、以参加者生命为代价的斗兽和奴隶角斗表演已经绝迹。其他的娱乐方式包括赌博、音乐、郊游、观看喜剧和滑稽剧。查士丁尼一世的皇后提奥多拉就曾经是一名滑稽剧演员，她的父亲是一名驯熊师。君士坦丁堡和其他商业都会的色情服务业也十分发达。不过，拜占庭帝國普遍按照基督教教义严格实行一夫一妻制，男性的最低婚龄为14岁，女性为12岁。
在东罗马文化中，不同于当时其他基督教国家的一个显著特点是对占星术、星象和预言的迷信。这也充分反映了拜占庭帝國受古代希腊、西亚、印度、埃及等东方文化影响的程度。东罗马的一个古老预言曾经被广泛传播，并在帝国灭亡之时得到验证：拜占庭帝國开国的皇帝是海伦娜之子君士坦丁，帝国灭亡时的皇帝也将是海伦娜之子君士坦丁（拜占廷末代皇帝君士坦丁十一世的母亲是海伦娜·德拉加斯）。此外，天象也被用来解释皇位的变动和国运的兴衰。1453年5月，在土耳其军队围攻君士坦丁堡的战役中，星象学家曾预言说，君士坦丁皇帝将不会战败，除非满月给他以预兆。5月22日，夜空中出现月食，满月的形状变成了新月（伊斯兰教的象征）。第二天傍晚日落时，圣索非亚大教堂的巨大圆顶发着红光，彷彿弥漫着不断上升的血浪。这些现象都被解释为帝国即将灭亡的预兆，导致守城军民士气衰落。

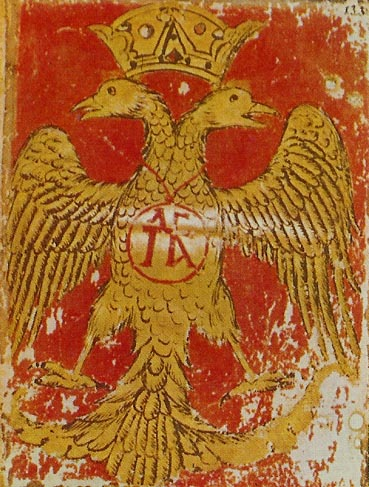
繪於巴列奧略王朝時期一本聖經上的雙頭鷹形象，這是拜占庭帝國的主要象徵

### 旗幟紋章
在其歷史的大部分時間裡，拜占庭帝國並不知道或使用西歐意義上的紋章。各種標誌（希臘語：σημεία, sēmeia；σημείον, sēmeion）用於官方場合和軍事目的，例如顯示各種圖案的橫幅或盾牌，如十字架或拉布蘭旗。官員的印章也證實了拜占庭帝國使用十字架和基督、聖母瑪利亞和各種聖徒的形象，但這些是個人的而不是家庭的象徵。拜占庭帝國的象徵主要有以下幾種：
- 雙頭鷹
- 凱樂符號
- 四文十字

### 語言文字

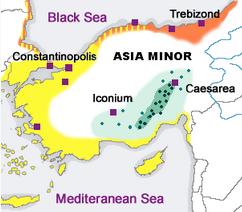
希臘方言在拜占庭帝國晚期至1923年在安納托利亞的分佈。黃色為通俗希臘語，橙色爲旁狄希臘語，綠色的卡帕多西亞希臘語

除了宮廷、行政和軍事之外，甚至在西羅馬帝國衰落之前，東羅馬各省使用的主要語言是希臘語，希臘語的使用比拉丁語早了幾個世紀。在羅馬征服東方之後，它的“羅馬治下的和平”、包容主義的政治實踐和公共基礎設施的發展，促進了希臘語在東方的進一步傳播和鞏固。事實上在羅馬帝國的早期，希臘語已成為教會、學術和藝術的通用語言，並且在很大程度上成為各省之間和與其他國家貿易的通用語。希臘語一度成為口語的雙層語言，這被稱為通用希臘語（最終演變為通俗希臘語），與較舊的書面形式（阿提卡希臘語）一起使用，直到通用希臘語勝出並成為口語和書面標準語言。
戴克里先皇帝試圖重塑拉丁語的權威，使其成為東方羅馬政府的官方語言，他企圖使拉丁語成為當權者的語言（ἡ κρατοῦσα διάλεκτος，hē kratousa dialektos）。在5世紀初期，希臘語在東方作為官方語言獲得了與拉丁語同等的地位，從色雷斯人利奧一世統治開始，皇帝逐漸開始用希臘語而非拉丁語立法。最後一位強調拉丁語重要性的東方皇帝是查士丁尼一世，他的《民法大全》幾乎完全用拉丁文寫成。他也可能是最後一位以拉丁語為母語的皇帝。
使用拉丁語作為行政語言持續了幾個世紀，儘管它越來越多地被希臘語取代。學術拉丁語在受過教育的階層中迅速被廢棄，儘管該語言在一段時間內至少仍然是帝國文化的禮儀部分。 此外拉丁語仍然是帝國的一種少數民族語言，這些民族主要分佈在意大利半島、達爾馬提亞海岸和巴爾幹半島（特別是遠離海岸的山區），他們使用的口語拉丁語最終發展成各種羅曼語族語言，如達爾馬提亞語或羅馬尼亞語。
在多民族帝國中存在許多其他語言，其中一些語言在不同時期在其省份中被賦予有限的官方地位。值得注意的是到中世紀初期，敘利亞語在東部省份的受過教育的階層中得到了更廣泛的使用。同樣，科普特語、亞美尼亞語和格魯吉亞語對於他們所在省份受過教育的人中也很重要。後來的外交接觸使得古教會斯拉夫語、中古波斯語和阿拉伯語在帝國及其勢力範圍內變得重要。出於同樣的原因，10世紀拉丁語研究得到了復興，到11世紀，拉丁語知識在君士坦丁堡已不再罕見。亞美尼亞語和各種斯拉夫語被廣泛使用，在帝國的邊境地區變得更加明顯。
除了這些語言，由於君士坦丁堡是地中海地區及其他地區的主要貿易中心，幾乎所有已知的中世紀語言在某個時候都在帝國使用，甚至是漢語。隨著帝國進入最後的衰落，帝國的公民在文化上變得更加同質化，希臘語成為他們的身份和宗教不可或缺的一部分。 

## 经济發展

### 商業貿易

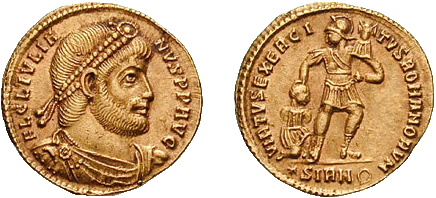
拜占廷的苏勒德斯金币

拜占庭帝國所控制过的最大领土面积为270万平方公里（查士丁尼一世去世时的565年），人口颠峰值则为3400万（公元4世纪末期）。帝国的经济以农业为基础，并拥有发达的商业和手工业。在中世纪早期的几百年中，东罗马一直是欧洲经济最发达的国家。它的货币苏勒德斯长期以来是欧洲和西亚的国际流通货币。
尽管亚美尼亚的金矿和巴尔干的丰富银矿为东罗马提供了贵金属的来源，但帝國最主要的收入还是来自商业贸易中征收的关税和贸易税（此外还包括过境税、入城税、不动产转手税等名目）。东罗马首都君士坦丁堡处于欧洲、亚洲交汇点，自古以来就是世界各地商船汇集的地方，也是丝绸之路的一个终点，发达的国际转口贸易给当地居民带来了巨额的财富。萨洛尼卡、特拉布宗、安条克和亚历山大等城市也是帝國的重要贸易港口。东罗马的进口物资主要包括丝绸、毛皮、奴隶、粮食、贵重木材、香薰料、染料、象牙、宝石、珍禽异兽和其他奢侈品，出口物资则有玻璃、马赛克镶嵌画、高级丝织品和锦缎、武器、葡萄酒、金银货币、珠宝首饰和工艺品。东罗马的通货长期保持稳定的状态。1磅黄金铸造72个名为“诺米斯玛塔”（Nomismata）的金币，一个诺米斯玛塔等于12个银币，1个银币等于12个铜币。一个工人一年工作280天，大约挣25个诺米斯玛塔的年薪，就可以维持衣食所需。

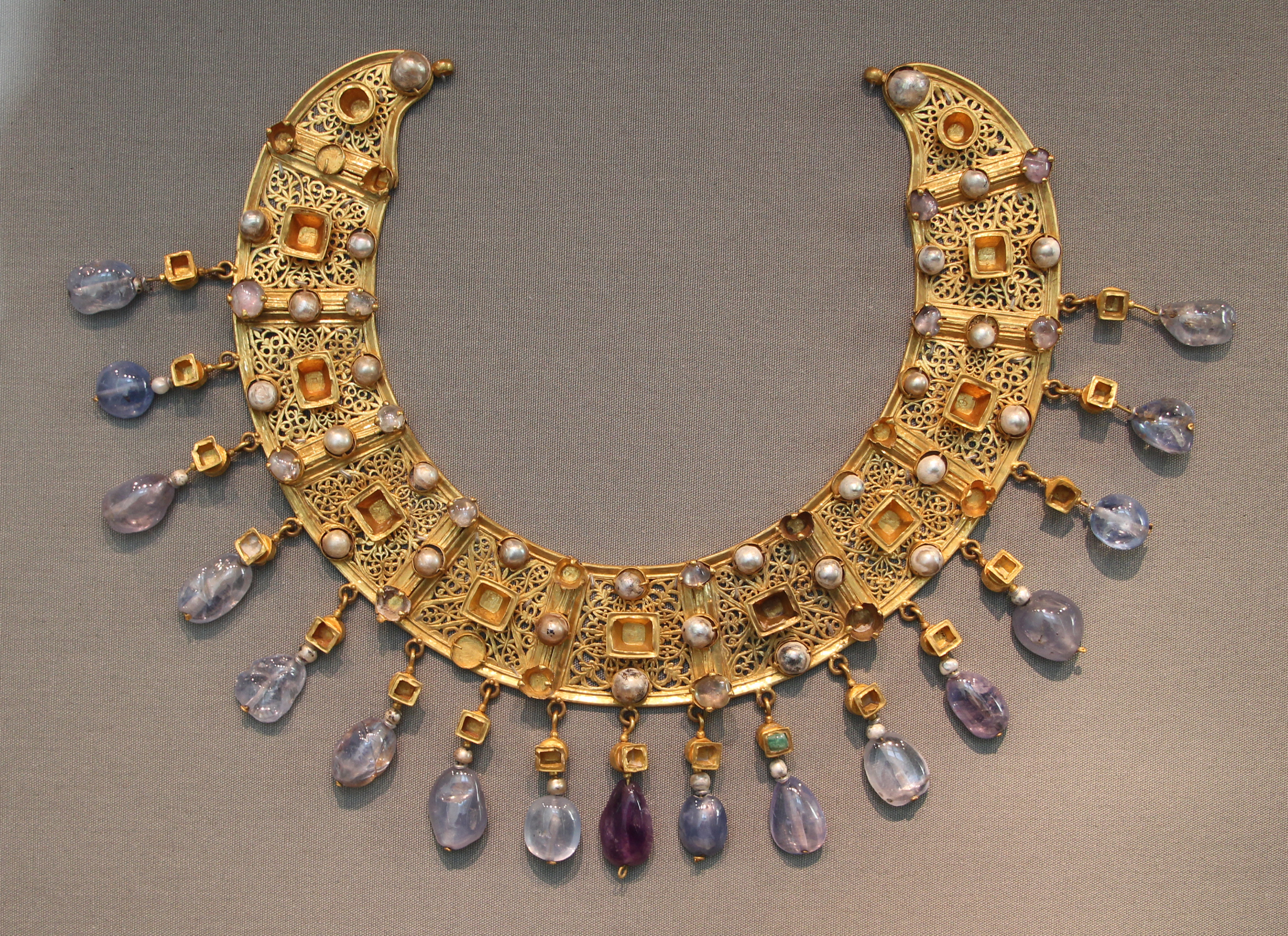
頸部飾品，鑄造於6世紀末至7世紀的君士坦丁堡，由金、祖母綠、藍寶石、紫水晶和珍珠製造而成，現藏於德國柏林

公元7世纪后，拜占庭帝國的国际贸易因与萨珊王朝和阿拉伯的战争而受到影响，传统的经过叙利亚、美索不达米亚和波斯湾的商路中断，迫使东罗马开辟通过红海进入印度洋的海路贸易和通过黑海、可萨汗国、里海、咸海的陆路贸易路线。至9世纪，帝國的国际贸易达到最高峰。
1071年，突厥人攻占了小亚细亚，虽于1143年基本收复，但是拜占庭帝國逐渐丧失了黑海沿岸的商业据点。与此同时，由于威尼斯的兴起，以及热那亚、加泰隆尼亚商人的竞争，东罗马的商业开始衰落。诺曼人则入侵希腊南部的底比斯和科林斯等丝绸工业中心，将大批养蚕技师和丝织工匠带到西西里，打破了东罗马对丝绸的垄断地位。数次十字军运动，尤其是1204年4月13日的第四次十字军东征攻陷君士坦丁堡後帶來的破壞，严重地毁坏了帝國的商业地位，彻底改变了地中海贸易格局。在拜占庭帝國晚期的若干次皇室斗争中，为了获得资金，东罗马皇位争夺者屡以商业贸易特权为抵押，致使本已遭到严重毁坏的本国商业陷入更加困难的境地。君士坦丁堡和特拉布宗不再是东方商品的集散地，其地位被威尼斯在东地中海的商业据点夺去。威尼斯和热那亚商人甚至在东罗马本土取得了商业特权，在君士坦丁堡郊外的加拉塔建立了商业殖民区。到14世纪，拜占廷的商业已经完全萎缩。
除了商业税收外，拜占庭帝國其他的经济收入来源还包括向元老阶层征收的地产税和向城市工商业主征收的货币税。此外还向城市工商业主征收马匹、布匹等实物税。城市公民还要交纳公证税、印花税、司法税等间接税。富有的市民还要负担路灯燃油、节日赛马、慈善机构、城市卫生和救火等费用。

### 農業基礎

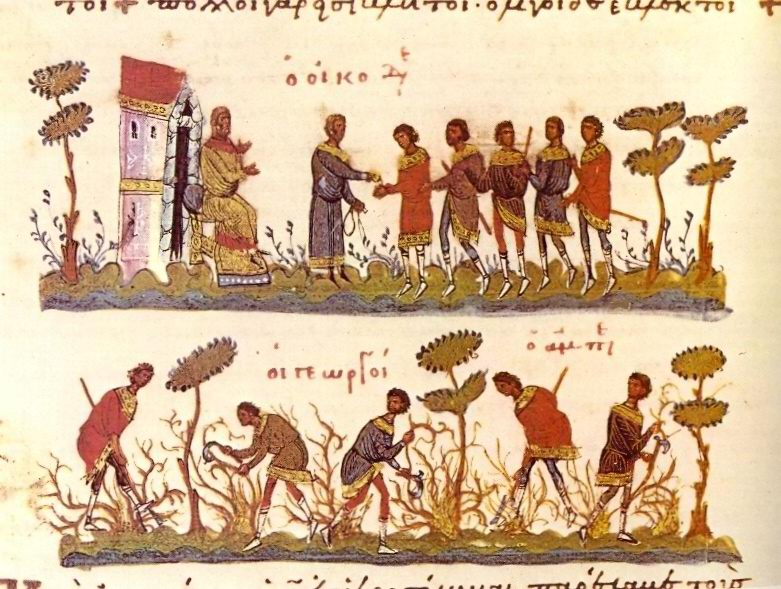
拜占庭農民在田野中勞作，來自11世紀的《福音書》

东罗马的农业税按照田亩面积向村庄集体征收，逃亡农民所抛下的荒芜农田所需缴纳的税收，由其所在的村庄代缴。每年5月和9月，帝国的巡回法官和税收官吏下乡征税，每3年普查一次土地状况，确定税收额度。
在7世纪初期丧失主要的农业省叙利亚后，拜占庭帝國加大了在巴尔干和小亚细亚的农垦力度。当这些地方的领土也在1071年－1185年落入斯拉夫人和突厥人之手、而帝国的商业贸易又极度萎缩时，拜占庭帝國就理所当然地出现了财政困难的状况。在14世纪，为了筹措开支，萨伏依的安娜皇后曾下令熔化宫中的金银器皿，铸造货币。一位记录了约翰五世加冕典礼的拜占廷史官曾哀叹道：“皇帝的大多数皇冠和冕服只是看起来像黄金珠宝，其实都是染上金色的皮革，饰以彩色玻璃冒充宝石。前朝皇帝用来品尝美酒的、缀满红绿宝石和珍珠的高脚金杯，已经被换成了白锡杯或陶土杯。……到处可以看到类似具有天然美丽的宝石和多彩绚丽的珍珠一样的东西，但是这些都骗不过众人的眼睛……罗马帝国的繁荣和辉煌竟然颓败到这种程度，昔日的荣光完全消失了……”
至巴列奥略王朝末期，拜占庭帝國已经完全依靠出售皇室财产土地和借高利贷来维持必要的开支。为了筹措现金，帝国向塞尔维亚人、保加利亚人、威尼斯人、热那亚人和奥斯曼人屡次割让土地，甚至连色雷斯和加拉塔等对首都和国家生死攸关的重要地区也被割让，使帝国丧失了最后的自救资源。1423年，当曼努埃尔二世将第二大城市萨罗尼加卖给威尼斯后，拜占廷帝国已经无地可割，无税可收，仅靠君士坦丁堡城内少许工商业税收残度餘日。这一状况无疑对拜占庭帝國的最终灭亡产生了重大的影响。
中国经济学家厉以宁认为，拜占庭，尤其是其历史后期的经济危机的始作俑者是帝国统治者和贵族对本国中产阶级利益的，毫无远见的摧残。自耕农无法独自在横征暴敛下生存，而土地则遭到贵族兼并，他们被迫依附于东正教会和修道院，成为佃户而勉强过活，无法给帝国政府提供收入。工商业者在严苛的法律下无法发展，且对外国商人毫无竞争力，只能投靠威尼斯商人打下手，同样如自耕农一般，在制度层面上受限。厉以宁强调了自耕农与工商业者在客观上对拜占庭帝国运转的重要性，认为唯有他们有能力维持自身，他们才有能力对帝国做出贡献，而这正是拜占庭帝国政府忽略的一点。此外，帝国后期的贵族对中央政府的支持十分薄弱，在天主教会和奥斯曼突厥人的利诱下，许多贵族直接变节投降，导致帝国的经济来源近乎完全枯竭。

## 军事體制

東羅馬帝国的疆域变迁

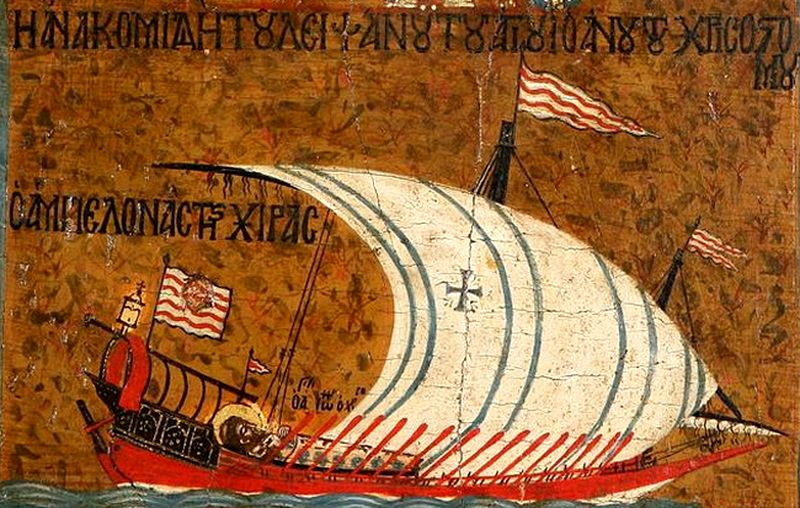
拜占廷海军战舰

拜占庭帝國的军事战略，总体来说呈现守势状态。拜占庭的军事守势有多方面的原因，包括帝國人民對國家的認同感下滑、基督教教义的影响、帝国人口数量下降、相对于周围民族的文化优势等等。儘管並未沾染羅馬帝國末期重文輕武的惡習而影響來自本國人兵源，与其周边的斯拉夫人、阿拉伯人和塞尔柱人等眾多民族相比，拜占庭人并不算極端尚武，剽悍好鬥、崇尚武力被视为粗鲁无知和野蛮的表现。拜占庭帝國将军事看作一门艺术，更重视作战的完美性和双方的智慧较量。
早期拜占庭军队的主要组成部分包括边防军、野战军和驻扎于皇宫内的哥德人卫队。边防军驻扎于河流和陆地边界，服役24年；野战军驻扎在内地军事要塞和交通枢纽地区，他们和皇宫卫队需要服役20年。在帝国边境的蛮族向帝国提供后备部队，由皇帝直接指挥。
拜占庭帝國的边防军采用军区制，军区（塞马州/军事行政州）由边防总督指挥。6世纪时，帝国有东方、色雷斯和伊利里亚三大军区，528年设立了亚美尼亚军区，537年又设立了海上军区。边防军士兵不再是帝国的公民兵，而是兵农合一的农兵：他们从政府那里领取农田，自己耕种或雇人耕种，提供自给自足的军粮，为此他们将负担服役的义务。边防军和野战军的最基层单位为队，每队5人；两队为一连（Kontoubernion）；10连为一营（Kentarchia，因此营长又称百夫长）；4营为一团（Droungos）；6团为一师（Tourma）；3至4师组成一个军团（Thema），一军团即为一军区所应提供的兵员总额。这些军事单位同时也是兵源地的地方行政单位，某种程度上可以算是早期古罗马帝国军政合一的地方行政制度的复活。
希拉克略皇帝时期，在帝国东部领土上普遍推广军区制，凡是被东罗马人收复的土地，都建立新的塞马州。到9世纪，在东罗马的欧洲领土上，从爱奥尼亚群岛和伊庇鲁斯经马其顿直到黑海，以及亚得里亚海滨的若干岛屿和沿海城市，普遍设立了军区。

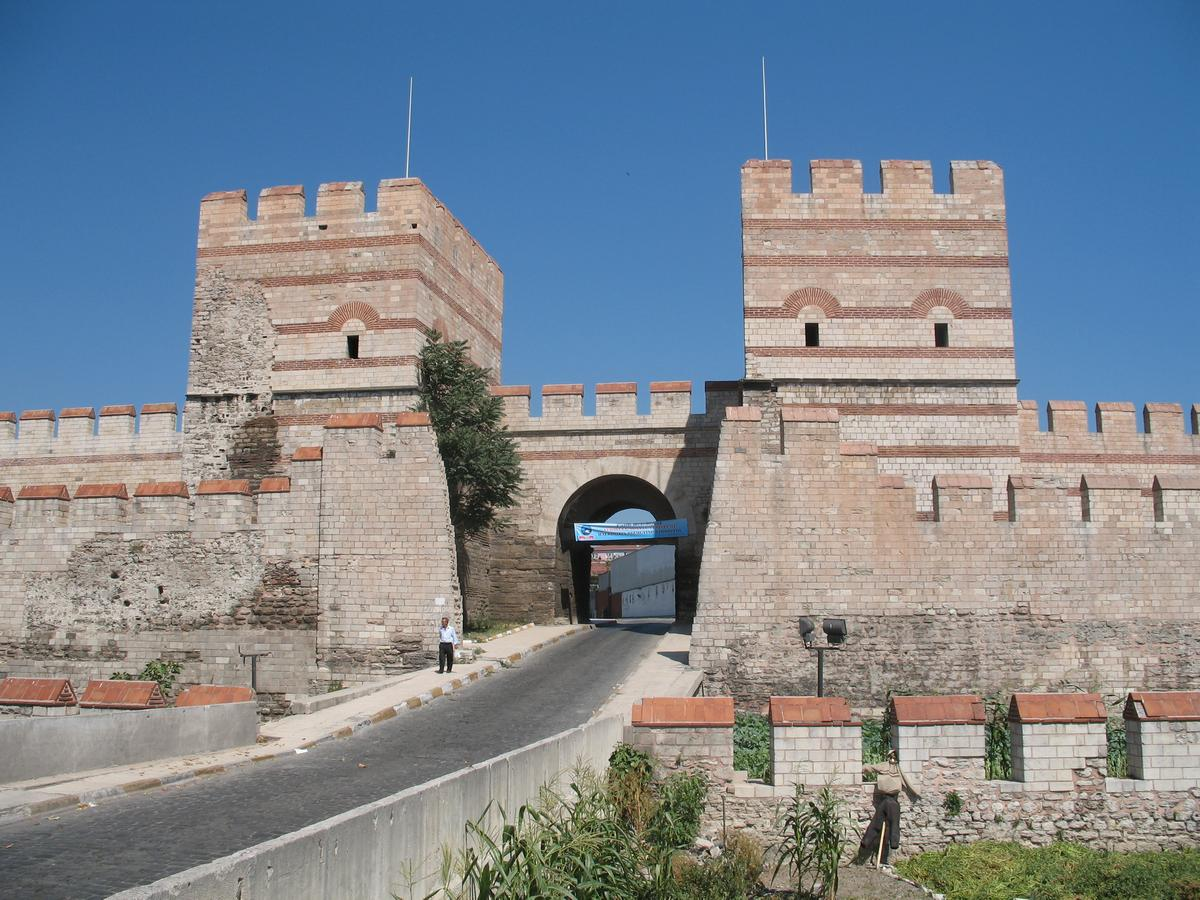
君士坦丁堡的二号军事门

自11世纪以后，东罗马传统的军区制度瓦解。由于多次发生军事将领插手皇族内部鬥争的情况，巴西尔二世之后的历任皇帝开始解散军区和世袭部队，以遏制军事贵族的发展。他们以雇佣兵取代职业军队，同时削减军事经费，以限制军人势力。这些措施反过来进一步刺激军事贵族铤而走险、发动政变，造成了内部的恶性循环，而这一内部恶性循环又使拜占庭帝國在外敌的攻击面前无力抵抗，于是国势愈发衰弱，军事开支进一步削减，形成外部的恶性循环。
科穆宁王朝的皇帝力图恢复军区制，但是没有成功。至1204年4月13日十字军东征攻陷君士坦丁堡屠殺时，东罗马军队的颓败已经达到了全面瓦解的程度。尼西亚帝国复国之后，巴列奥略王朝已经只能完全依靠外国雇佣兵（早期是突厥雇佣兵，在帝国灭亡的最后一战中是威尼斯和热那亚雇佣兵）了。
东罗马军队包括步兵、骑兵、辎重部队和后勤人员。步兵所用的武器包括刀剑、战斧、长矛和弓箭，骑兵使用弓箭。大型攻城武器包括抛石机、攻城槌、云梯和攻城塔楼。在守城战役和海战中，希腊火也被广泛使用。东罗马的武器生产由国家严格控制，尤其是希腊火的制作，被视为国家最高机密。
由于海上贸易是拜占庭的主要收入来源，因此拜占庭海军在帝国的早期阶段受到重视。678年，拜占庭海军使用希腊火在马尔马拉海击退了阿拉伯舰队，挫败了穆阿威叶哈里发征服拜占庭的企图。717年夏天阿拉伯军队在莫斯雷马萨统率下出动了2560艘船攻打君士坦丁堡，在拜占庭海军的打击下，回到叙利亚和亚历山大港的军舰只剩下5艘。
但是在外来威胁解除后，东罗马皇帝就采取了限制海军的政策。这一做法的主因是698年海军统帅提比略发动政变、出动舰队围攻君士坦丁堡，以及711年黑海舰队发动起义、迫使查士丁尼二世皇帝退位。10世纪后东罗马皇帝分散军权和削减军事经费的措施也影响到東羅馬海军的战斗力。1071年曼齐克特战役后，东罗马丧失了位于小亚细亚的大部分海军基地，此后转而采用雇佣外国舰队的方式应付海上威胁。威尼斯人、热那亚人和加泰隆尼亚人都为东罗马提供过军舰和水手。到1449年，新皇帝君士坦丁十一世在从伯罗奔尼撒前往首都的时候，东罗马舰队破坏殆尽，拿不出一艘像样的船来，皇帝只能乘坐加泰罗尼亚人的商船前往首都。
由于拜占庭帝國采取軍事守势，因此其筑城技术得到极大的发展。在拜占庭帝國的军事防御建筑中，君士坦丁堡的城防体系是最具代表性的防御工事。5世纪前期，由于君士坦丁堡人口迅速增长，因此狄奥多西二世皇帝在君士坦丁修筑的城墙边增筑了狄奥多西城墙，将城市面积扩大了两倍。由于城外就是一马平川的色雷斯平原，因此这段城防系统被设计得复杂无比。狄奥多西城墙从外向内依次为外护墙、护城河、护城河内墙、陡坡护壁、外城台（Peribolos）、外城墙、内城台（Parateichion）、内城墙，外城墙和内城墙上耸立着三百多座塔楼、角楼和碉堡，形成强大的火力支援系统。

拜占庭帝國的历史上，有许多杰出的军事将领，如贝利撒留、納爾塞斯、狄奥斐卢斯等，许多东罗马皇帝也是军人出身，具有出色的军事领导才能，例如被称为“保加利亚人屠夫”的巴西尔二世。甚至连拜占庭帝國的最后一位皇帝，君士坦丁十一世，也在威尼斯人喬瓦尼·朱斯蒂尼亞尼的协助下指挥了君士坦丁堡的保卫战，并亲率部队抵抗敌人，在战鬥中阵亡。

## 外交政策
拜占庭外交包含了他們施政的原則以及方法，是拜占庭帝國整個運作體系的環節之一，其要旨在於實踐其國家的目標與落實外交政策，歷史學者迪米特里·奥博连斯基曾寫道：“在東歐保護人民是政府首要任務，需要憑藉拜占庭外交的各種技巧和資源，維持一個統一的拜占庭最終影響了歐洲和中東的歷史”

### 戰略目標

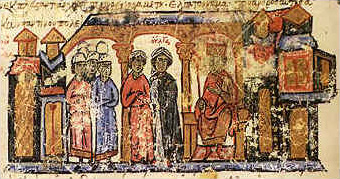
奧麗加和她的侍從在君士坦丁堡(收藏於馬德里)

在西羅馬帝國覆滅之後，拜占庭帝國的關鍵挑戰在於與其虎視眈眈的鄰邊諸國保持良好的關係，包含了喬治亞人、伊比利亞人、日耳曼人、保加爾人、斯拉夫人、亞美尼亞人、匈牙利人、阿瓦爾人、法蘭克人、倫巴底人以及阿拉伯人等民族，換個角度想這是體現以及維持帝國的動力，幾乎每個周邊民族都握有該地重要的資源，這些關鍵的資源是拜占庭帝國能否振興羅馬帝國的重要因素，然而現實上帝國終究只能成為名義上的地區形式結構，當帝國有能力設置正式外交機構，這些鄰國就會前來依附帝國，有鑑於古典作家建構出和平與戰爭之間的差距，拜占庭的外交手段可以說是戰爭的另一種形式，根據馬基維利、克勞塞維茨的研究，專研拜占庭的史學家約翰·金納莫斯歸納出：“從各式各樣的戰爭中，從最初然後走向最終的勝利，在當中的任何一次戰役其實都相差無幾。”在七世紀後拜占庭的正規軍不曾超過十四萬，皇帝體系的維持主要是憑藉著外交活動，拜占庭政府中的蠻族事務局（Bureau of Barbarians），可以說是史上第一個處理外交事務的中央單位，藉由收集帝國內部民族的重要消息來提供正確的外交決策判斷。

### 原則規範

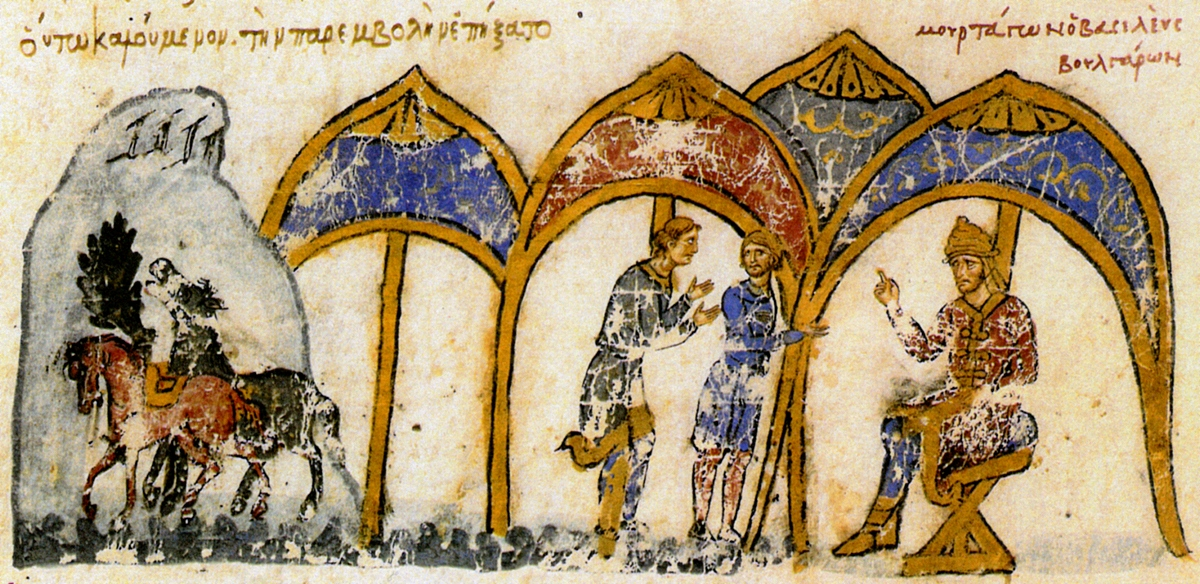
保加利亞的領袖奧莫爾塔格，他曾多次挑戰帝國的權威

拜占庭的外交決策是由國際情勢以及鄰邊諸國的關係所交織而成的網絡，不過通常主導權是由帝國掌握，然而這個過程只是嘗試解決周圍的問題，專研拜占庭的史學家伊万杰羅斯·克里索斯（Evangelos Chrysos）歸納出外交工作的三個過程：
- 歡迎新的成員加入帝國的體系。
- 帝國的一個諮詢單位，反映社會觀感以及價值。
- 制訂相關的法律[203]。

為了主導這些過程，拜占庭會避免這些成員加入決策過程，例如君士坦丁堡會有各國設置的大使館，一些皇室的成員會在其中擔任要職，所以他國只能握有部分修改的權限，而大權為皇族牢牢掌控，以至於拜占庭可在外交場合中想有壓倒性的勝利，君士坦丁堡當局可以勝利的因素還有他們控制了宣傳系統，因而感化外國人的外交態勢。當古代的歷史學家克雷莫纳的利乌特普兰德收道位於拜占庭首都大使的信函，大使表示在帝國如此的款待之下難以擔當重任，豪華的美食以及各種雜技娛樂，照顧其面面俱到的生活－視覺、聽覺，味覺，每當在外交的場合上必身著華服。
事實上拜占庭在外交的戰場上的勝利一點也不讓人意外：他必須面對兩方的強敵，在南方有波斯人、阿拉伯人、土耳其人（然而最後還是被土耳其人所滅），在北面有斯拉夫人和各個遊牧民族－眾所皆知的戰爭是相當耗費人力與金錢的，而拜占庭巧妙的把外交當成一種武器，假設保加爾人意圖威脅，拜占庭為試圖以相當代價予以基輔羅斯要求協防，當基輔羅斯嘗試騷擾邊境，就會請求佩切涅格人（突厥人的一支）幫助，當佩切涅格人進攻，可能由庫曼人和其他民族一起防禦，帝國總是可以在敵人入侵後尋求到陌生的其他民族合作，所以帝國境可能的善待任何可以合作的其他民族，1282年拜占庭皇帝米海爾八世受到挑戰，西西里國王卡羅一世陰謀推翻他的地位，最終爆發了西西里晚禱戰爭，另外皇帝希拉克略曾經聯合西突厥汗國聯合打擊波斯國王霍斯勞二世。

## 后续影响

### 政治理想

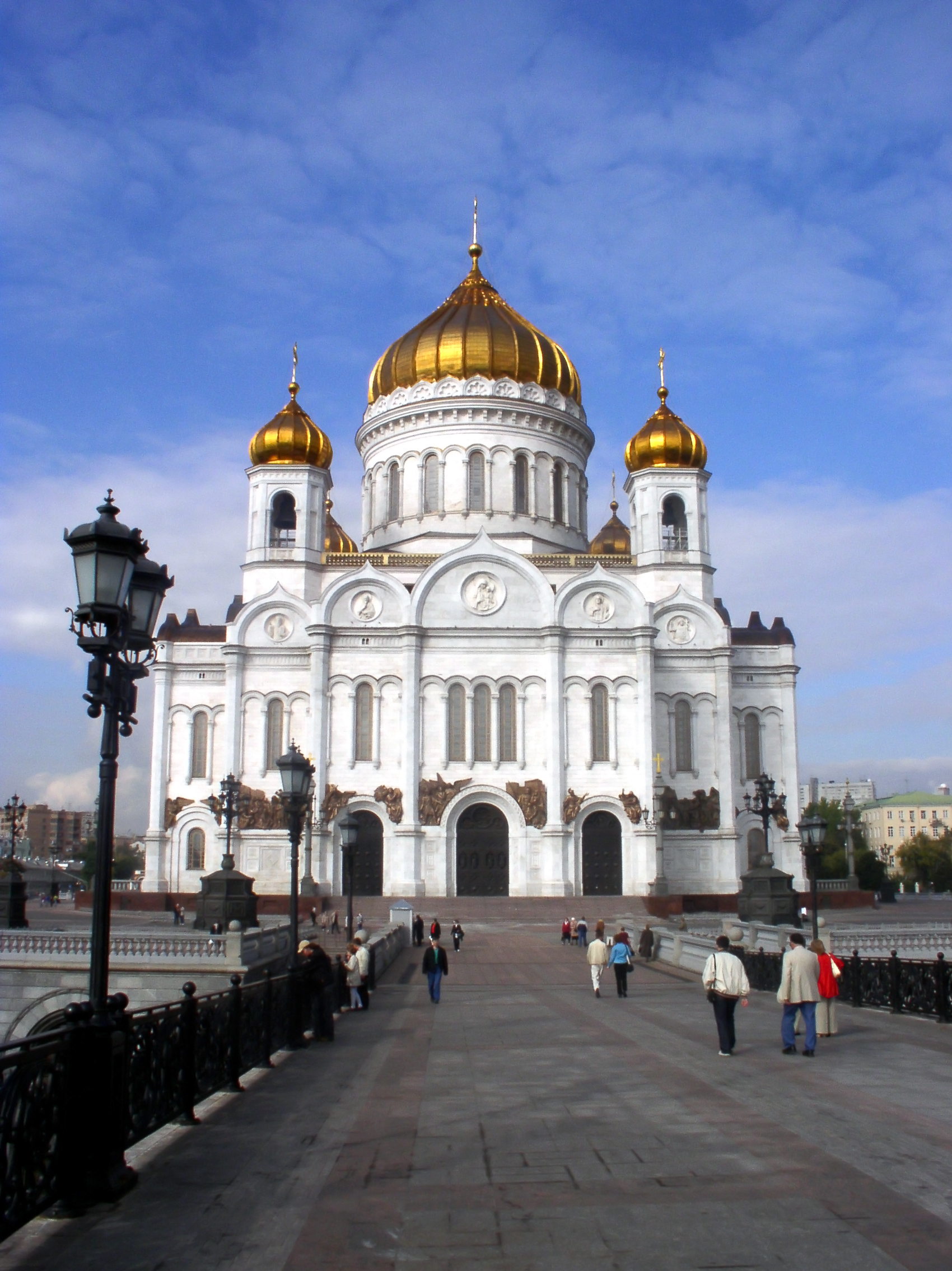
拜占廷风格的莫斯科基督救世主大教堂

到君士坦丁堡陷落時，拜占庭帝國僅存的領土是摩里亞專制國，由末代皇帝托馬斯·帕萊奧洛格斯和德米特里奧斯·帕萊奧洛格斯的兄弟統治。專制國通過每年向鄂圖曼人進貢，繼續作為一個獨立的國家。由於其未能持續進貢且發動叛亂，穆罕默德二世率軍於1460年5月入侵莫里亞。
莫奈姆瓦夏的守軍堅持了幾個月並拒絕投降，該島最初由阿拉貢海盜統治。阿拉貢的勢力不久就被當居民趕出，他們隨後獲得了托馬斯的同意，在1460年底之前將自己置於教皇的保護之下。摩里亞南端的馬尼半島在當地部落的鬆散聯盟下進行抵抗，隨後歸附威尼斯的統治。最後一個抵抗據點是格拉茲亞斯·巴列奧略（Graitzas Palaiologos）指揮下的摩里亞西北部的薩爾梅尼科。格拉茲亞斯和他的駐軍以及一些城鎮居民在城堡中堅守到1461年7月，隨後他們逃離到了威尼斯領土。
特拉比松帝國在1204年君士坦丁堡被十字軍佔領前幾週與拜占庭帝國分離，成為拜占庭帝國的最後一個殘餘國和最後一個事實上的繼承國。1461年夏天，特拉比松皇帝大衛招募歐洲列強參加反鄂圖曼十字軍的努力引發了奧斯曼帝國與特拉比松之間的戰爭。經過長達一個月的圍攻，大衛於1461年8月14日投降。特拉比松帝國在克里米亞半島上的西奧多羅公國又堅持了14年，於1475年12月落入奧斯曼帝國手中。
最後一位皇帝君士坦丁十一世的侄子安德烈亞斯·巴列奧略聲稱繼承了拜占庭皇帝的頭銜。他一直住在莫里亞直到1460年淪陷，隨後逃到羅馬，在羅馬教皇國的保護下度過餘生。由於皇帝的職位從未世襲，因此根據拜占庭法律安德烈亞斯的主張實際毫無根據。然而帝國已經消失，西方國家普遍遵循羅馬教會認可的世襲主權原則。安德烈亞斯在西方尋求生活，自封為君士坦丁堡皇帝，並將繼承權賣給了法國國王查理八世。
穆罕默德二世和他的繼任者繼續認為自己是羅馬帝國的繼承人，這種聲稱持續到直到第一次世界大戰後鄂圖曼帝國滅亡。他們認為他們只是像君士坦丁以前所做的那樣改變了其宗教基礎，並繼續將他們被征服的東羅馬居民（東正教基督徒）稱為羅姆（Rûm）。與此同時，多瑙河公國庇護了許多東正教難民，包括一些拜占庭貴族。
在欧洲的北方，拜占庭帝國给予斯拉夫民族的文字、礼拜仪式和教会使他们与君士坦丁堡之间产生强大的精神联系。东罗马末帝君士坦丁十一世的侄女索非亚嫁给了俄国的伊凡三世。帝國灭亡之后，俄罗斯以继承拜占廷遗产的名义，宣布莫斯科成为“第三罗马”。这一称号一直延续到1917年俄国革命时为止。
俄国皇帝从来没有放弃过恢复拜占庭帝國的企图。叶卡捷琳娜二世曾经设想以君士坦丁堡为俄国的新首都，以圣索非亚大教堂为自己的皇宫，并把自己的一个孙子命名为君士坦丁（康斯坦丁·巴甫洛維奇）。亚历山大一世、尼古拉一世、亚历山大二世和尼古拉二世这些俄国皇帝都曾发起一系列针对鄂圖曼帝国的战争。

### 文明源泉
拜占庭經常被認為是專制主義、正統精神、東方主義和異國情調，而“拜占庭”和“拜占庭主義”則被用作頹廢、複雜的官僚主義和鎮壓的代名詞。東歐和西歐作家都經常將拜占庭視為與西方相反的宗教、政治和哲學思想的集合體。即使在19世紀的希臘，焦點也主要集中在古典时期，而拜占庭傳統則與負面的內涵相聯繫。
這種對拜占庭的傳統方法已部分或全部受到現代研究的爭議和修正，現代研究側重於拜占庭文化和遺產的積極方面。艾薇爾·卡梅隆（Averil Cameron）認為拜占庭對中世紀歐洲形成的貢獻是不可否認的，卡梅隆和奧博連斯基（Obolensky）都承認拜占庭在塑造東正教方面的主要作用，而東正教又在希臘、羅馬尼亞、保加利亞、俄羅斯、亞美尼亞、塞爾維亞等國家的歷史、社會和文化中佔據中心地位。拜占庭人還保存和復制了古代手稿，因此他們被視為古典知識的傳播者、現代歐洲文明的重要貢獻者，以及文藝復興的人文主義和斯拉夫-東正教文化的先驅。一些學者關注拜占庭文化和遺產的積極方面，法國歷史學家查爾斯·迪爾（Charles Diehl）這樣描述拜占庭帝國：
拜占庭創造了一種輝煌的文化，可能是整個中世紀最輝煌的文化，無疑是11世紀之前基督教歐洲唯一存在的文化。多年來，君士坦丁堡一直是基督教歐洲唯一的宏偉城市，其輝煌程度首屈一指。拜占庭文學藝術對周圍的人民產生了重大影響。其後留下的紀念碑和雄偉的藝術品，向我們展示了拜占庭文化的全部光彩。這就是為什麼拜占庭在中世紀歷史上佔有重要地位，而且必須承認，它是一個值得稱道的地方。

在东罗马帝国的最后一夜中，有一些人趁乱登上拉丁人的战舰，逃到了克里特、摩里亚、伊奥尼亚群岛和威尼斯。一艘热那亚商船保留了它在那最后一夜的乘客名单，上面有六名巴列奥略皇族的人，两个科穆宁皇族，两个拉斯卡利斯皇族，以及一些次要的贵族。这些人和其他许多东罗马人携带着古代的珍贵文献流亡到西欧各国，使得生活在天主教神权世界的人们重新看到了柏拉图和亚里士多德，亚历山大和恺撒，以及其他古代希腊和罗马的光辉思想（但事實上，這些知識和思想大部份保存在西歐修道院中，少部份從伊比利亞半島的摩爾阿拉伯王國進入西歐；柏拉圖和亞里士多德以及其他希臘哲學家的學術早在數個世紀前便已在歐洲的天主教經院中受到廣泛而深入的討論了）。在这些思想的影响下，人性战胜了神性，希腊人的理性光明照穿了教宗和封建制度所构成的重重帐幕，给西欧带去了文艺复兴之光。在拜占廷帝国的废墟上，诞生了西欧的新世界。

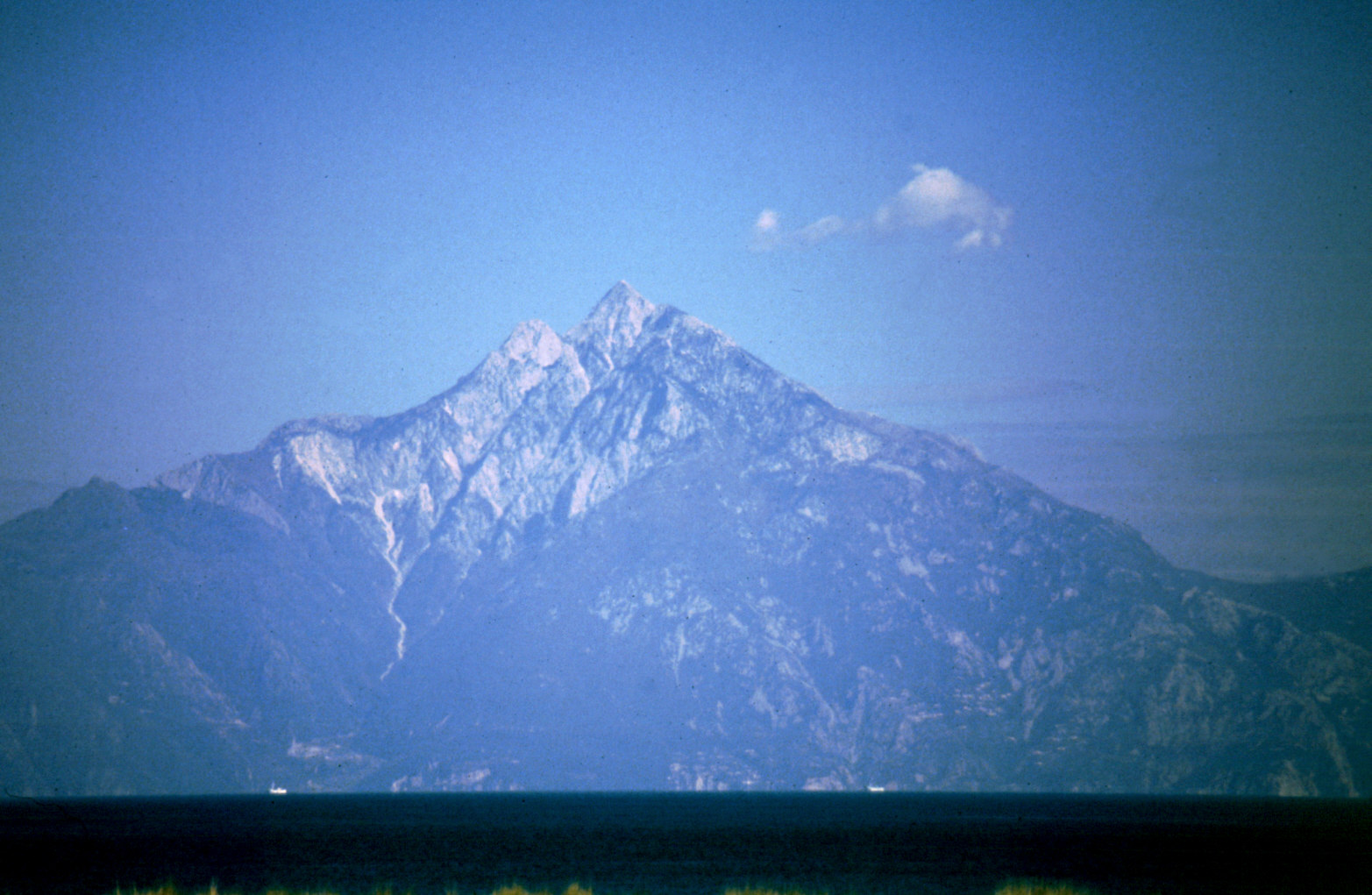
阿索斯山自治修道院州，至今仍然由君士坦丁堡普世牧首直接管辖

许多拜占廷学专家都认为，拜占廷文化在古典文化与西欧文艺复兴之间起到了传承者的作用，拜占廷帝国所留下的文化遗产是人类文明宝库中重要的组成部分：“1453年，拜占廷灭亡了。但是其精神永存。其巨大影响，不仅在曾经是拜占廷领土的那些国家，而且在拜占廷帝国旧疆界以外的国家中仍然存在。拜占廷文化在其国土之外的东欧和西欧甚至具有更深远和强大的影响。”，“1453年5月29日，一种文化被无情地消灭了。它曾在学术和艺术中留下了光辉的遗产。它使所有的欧洲国家摆脱了野蛮，并给予其他国家文化精华。它的力量和智慧在几个世纪中一直保护着基督教世界。君士坦丁堡在11个世纪中始终是西方文明世界的中心。”
作為中世紀歐洲唯一長期穩定的國家，拜占庭將西歐與東方新興勢力隔離開來。它不斷受到攻擊，卻西歐得以使與波斯人、阿拉伯人、塞爾柱土耳其人以及奧斯曼人保持距離。保證了西歐在中世紀的大多數時期沒有受到強大的東方勢力的攻擊，這為當地的文化經濟發展奠定了基礎。與此同時，拜占廷帝国的文化和宗教遗产至今仍然可以在俄罗斯、保加利亚、希腊等国家看到。在希腊的东正教圣地阿索斯山的20个自治修道院和拔摩岛的圣约翰修道院上，作为拜占廷帝国的象征，帝国的金底黑色双头鹰旗至今仍飘扬在这些修道院的上空中。

## 延伸阅读
[在维基数据编辑]
 《舊唐書·卷198》，出自刘昫《舊唐書》
 《新唐書·卷221下》，出自《新唐書》
 《宋史·卷490》，出自脱脱《宋史》
 《明史卷三百二十六》，出自《明史》

### 引用資料
1. ↑  Martins 2007.
2. ↑   a b Kazhdan 1991, p. 344.
3. ↑  . www.britannica.com.   [2022-07-14]. （原始内容存档于2019-09-04） （英语）.
4. ↑  Cinnamus 1976，第240頁.
5. ↑  Gabriel 2002，第277頁.
6. ↑  Fouracre & Gerberding 1996，第345頁: "The Frankish court no longer regarded the Byzantine Empire as holding valid claims of universality'."
7. ↑  Tarasov & Milner-Gulland 2004，第121頁; El-Cheikh 2004，第22頁
8. ↑  Rosser, John H. . Scarecrow Press. 2012: 2  [2022-02-26]. ISBN 9780810875678. （原始内容存档于2022-04-09）.
9. ↑  Fox, What, If Anything, Is a Byzantine? （页面存档备份，存于）; Rosser 2011，第1頁
10. ↑  Kaldellis, Anthony. . Ransohoff, Jake; Aschenbrenner, Nathanael  (编). . Harvard University Press. 2022: 349–367. ISBN 9780884024842 （英语）.
11. ↑  .   [2025-07-08]. （原始内容存档于2022-12-26）.
12. ↑  慧超《往五天竺国传．大拂临国》
13. ↑  Ostrogorsky 1959，第21頁; Wells 1922，Chapter 33.
14. ↑  Ostrogorsky 1959，第21頁; Wells 1922，Chapter 33.
15. ↑  Bury 1923，p. 1; Kuhoff 2002，第177–178頁.
16. ↑  Bury 1923，p. 1; Esler 2004，第1081頁; Gibbon 1906，Volume III, Part IV, Chapter 18, p. 168; Teall 1967，第13, 19–23, 25, 28–30, 35–36頁
17. ↑  Cameron 2009，第52頁
18. ↑  Burns 1991，第65, 76–77, 86–87頁
19. ↑  Burns 1991，第65, 76–77, 86–87頁
20. ↑  Lenski 1999，第428–429頁.
21. ↑  Grierson 1999，第17頁.
22. ↑  Postan, Miller & Postan 1987，第140頁.
23. ↑  Chapman 1971，第210頁
24. ↑  Meier 2003，第290頁.
25. 1 2  The Inheritance of Rome, Chris Wickham, Penguin Books Ltd. 2009, ISBN 978-0-670-02098-0. p. 90.
26. ↑  Haldon 1990，第17頁
27. ↑  Evans 2005，第104頁
28. ↑  .   [2012-09-29]. （原始内容存档于2020-10-27）.
29. ↑  Gregory 2010，第150頁.
30. ↑  Gregory 2010，第137頁; Meier 2003，第297–300頁.
31. ↑  Gregory 2010，第145頁.
32. ↑  Evans 2005，第xxv頁.
33. ↑  Bury 1923，pp. 180–216; Evans 2005，第xxvi, 76頁.
34. ↑  Sotinel 2005，第278頁; Treadgold 1997，第187頁.
35. ↑  Bury 1923，pp. 236–258; Evans 2005，第xxvi頁.
36. ↑  Bury 1923，pp. 259–281; Evans 2005，第93頁.
37. ↑  Bury 1923，pp. 286–288; Evans 2005，第11頁.
38. ↑  Greatrex 2005，第489頁; Greatrex & Lieu 2002，第113頁
39. ↑  Bury 1920，"Preface", pp. v–vi
40. ↑  Evans 2005，第11, 56–62頁; Sarantis 2009，passim.
41. 1 2  Evans 2005，第68頁
42. ↑  Evans 2005，第65頁
43. ↑  Cameron 2009，第113, 128頁.
44. 1 2 3 4 5 6 7 8 9 10 11  《拜占廷帝国史》
45. ↑  Louth 2005，第113–115頁; Nystazopoulou-Pelekidou 1970，passim; Treadgold 1997，第231–232頁.
46. ↑  "CATASTROPHE: An Investigation into the origins of the Mordern World" by David Keys
47. ↑  Louth 2005，第113–115頁; Nystazopoulou-Pelekidou 1970，passim; Treadgold 1997，第231–232頁.
48. 1 2  Haldon 1990，第42–43頁.
49. ↑  Grabar 1984，第37頁; Cameron 1979，第23頁.
50. ↑  Norwich 1998，第93頁
51. ↑  Online notice （页面存档备份，存于） of the Metropolitan Museum of Art
52. ↑  Haldon 1990，第46頁; Baynes 1912, passim; Speck 1984，第178頁.
53. ↑  Foss 1975，第746–747頁.
54. ↑  Haldon 1990，第50頁.
55. ↑  Haldon 1990，第61–62頁.
56. 1 2  Haldon 1990，第43–45, 66, 114–115頁
57. ↑  Haldon 1990，第66–67頁.
58. ↑  Haldon 1990，第71頁.
59. ↑  Haldon 1990，第70–78, 169–171頁; Haldon 2004，第216–217頁; Kountoura-Galake 1996，第62–75頁.
60. ↑  Cameron 2009，第67–68頁.
61. ↑  约翰·富勒：《西洋世界军事史》
62. ↑  Cameron 2009，第167–170頁; Garland 1999，第89頁.
63. ↑  Parry 1996，第11–15頁.
64. ↑  Cameron 2009，第267頁.
65. ↑  《神圣罗马帝国》，THE HOLY ROMAN EMPIRE by James Bryce
66. ↑  Browning 1992，第95頁.
67. ↑  Browning 1992，第95頁.
68. ↑  Browning 1992，第95頁.
69. ↑  Browning 1992，第102–103頁.
70. ↑  Browning 1992，第103–105頁.
71. ↑  Browning 1992，第95頁.
72. ↑  Browning 1992，第101頁.
73. ↑  Browning 1992，第106–107頁.
74. ↑  Browning 1992，第112–113頁.
75. ↑  Browning 1992，第115頁.
76. ↑  Browning 1992，第115頁.
77. ↑  Browning 1992，第115頁.
78. ↑  Browning 1992，第116頁.
79. ↑  Treadgold 1997，第432–433頁.
80. ↑  Browning 1992，第96頁.
81. ↑  Browning 1992，第96頁.
82. ↑  Karlin-Heyer 1967，第24頁
83. ↑  Browning 1992，第112頁.
84. ↑  Browning 1992，第113頁.
85. ↑  Cyril Toumanoff. . Stephen H. Rapp; Paul Crego  (编). . Taylor & Francis. 31 October 2018: 62  [2022-03-02]. ISBN 978-1-351-92326-2. （原始内容存档于2020-07-27）.
86. ↑  Browning 1992，第114–115頁.
87. ↑  Cameron 2009，第77頁.
88. ↑  Browning 1992，第114–115頁.
89. ↑  Browning 1992，第114–115頁.
90. ↑  Cameron 2009，第77頁.
91. ↑  Browning 1992，第116頁.
92. ↑  Browning 1992，第96頁.
93. ↑  Browning 1992，第97–98頁.
94. ↑  Browning 1992，第98–99頁.
95. ↑  Browning 1992，第98–109頁.
96. ↑  Laiou & Morisson 2007，第130–131頁; Pounds 1979，第124頁.
97. ↑  Duiker & Spielvogel 2010，第317頁.
98. ↑  Timberlake 2004，第14頁.
99. ↑  Patterson 1995，第15頁.
100. ↑  Cameron 2009，第83頁.
101. ↑  Markham, "The Battle of Manzikert （页面存档备份，存于）".
102. ↑  Markham, "The Battle of Manzikert （页面存档备份，存于）".
103. 1 2  《罗马帝国衰亡史》
104. ↑  Browning 1992，第190頁.
105. ↑  Birkenmeier 2002.
106. ↑  Harris 2014; Read 2000，第124頁; Watson 1993，第12頁.
107. ↑  Komnene 1928，Alexiad, 10.261
108. ↑  Komnene 1928，Alexiad, 13.348–13.358; Birkenmeier 2002，第46頁.
109. ↑  Cinnamus 1976，第74–75頁.
110. ↑  Harris 2014，第84頁.
111. ↑  Norwich 1998，第267頁.
112. ↑  《拜占廷帝国史》 p.295
113. ↑  Birkenmeier 2002，第196頁.
114. ↑  Britannica Concise, Siege of Zara 的存檔，存档日期6 July 2007..
115. ↑  Thomas F. Madden, "Food and the Fourth Crusade: A New Approach to the Diversion Question," in Logistics of Warfare in the Age of the Crusades (Ashgate Publishing, 2006).
116. ↑  Norwich 1998，第301頁.
117. ↑  Norwich 1982，第127–143頁.
118. ↑  Kean 2006; Madden 2005，第162頁.
119. ↑  Köprülü 1992，第33–41頁.
120. ↑  A. A. Vasiliev, "The Foundation of the Empire of Trebizond (1204–1222)" （页面存档备份，存于）, Speculum, 11 (1936), pp. 18f
121. ↑  AMID SPLENDOR AND INTRIGUE: Byzantine Empire, AD330 - 1453 p119
122. ↑  Reinert 2002，第257頁.
123. ↑  Madden 2005，第179頁; Reinert 2002，第260頁.
124. ↑  When the City Fell.
125. ↑  Runciman 1990，第71–72頁.
126. ↑  Runciman 1990，第84–85頁.
127. ↑  Runciman 1990，第84–86頁.
128. ↑  Runciman 1990，第84–85頁.
129. ↑  Mango 2007，第259–260頁.
130. ↑  Nicol 1988，第64–65頁.
131. ↑  Kaplan, Michel. . . 發現之旅. #72. 呂淑蓉/譯. 臺北: 時報文化. 2003年8月20日: 第33、35頁. ISBN 978-957-13-3933-7 （中文（臺灣））.
132. ↑  Cameron 2009，第138–142頁; Mango 2007，第60頁.
133. ↑  《拜占廷帝国史》 p.101 - p.103
134. ↑  Quataert,Donald.The Ottoman Empire,1700-1922.Second Edition.Cambridge University Press
135. ↑  Runciman 2004，第1–2, 162–163頁.
136. ↑  Mango 2007，第108頁.
137. ↑  B. Bahr, Ann Marie. . Infobase Publishing. 2009: 139. ISBN 9781438106397.
138. ↑  Meyendorff 1982，第13頁.
139. ↑  Meyendorff 1982，第19頁.
140. ↑  Meyendorff 1982，第130頁.
141. ↑  Justinian Code: Book 1, Title 1 （页面存档备份，存于）; Blume 2008，Headnote C. 1.1; Mango 2007，第108頁.
142. ↑  Blume 2008，Headnote C. 1.1; Mango 2007，第108–109, 115–125頁.
143. ↑  . .   [2022-03-02]. （原始内容存档于2011-02-19）.
144. ↑  Hopkins, Owen. . Laurence King. 2014: 17. ISBN 978-178067-163-5 （英语）.
145. ↑  George D. Hurmuziadis. . Editura științifică și enciclopedică. 1979: 92 & 93 （罗马尼亚语）.
146. ↑  Geoffrey de Villehardouin: De la Conquête de Constantinople
147. ↑  Fortenberry, Diane. . Phaidon. 2017: 108. ISBN 978-0-7148-7502-6 （英语）.
148. ↑  Fortenberry, Diane. . Phaidon. 2017: 114. ISBN 978-0-7148-7502-6 （英语）.
149. ↑  拜占廷帝国史，p480
150. ↑  John H. Rosser, Historical Dictionary of Byzantium, Scarecrow Press, 2001, p. xxx.
151. ↑  Aleksandr Petrovich Kazhdan, Annabel Jane Wharton, Change in Byzantine Culture in the Eleventh and Twelfth Centuries, University of California Press, 1985, p. 122.
152. ↑  Marina Loukaki: "Université. Domaine byzantin", in: Dictionnaire encyclopédique du Moyen Âge, Vol. 2, Éditions du Cerf, Paris, 1997, ISBN 2-204-05866-1, p. 1553:Le nom "université" désigne au Moyen Âge occidental une organisation corporative des élèves et des maîtres, avec ses fonctions et privilèges, qui cultive un ensemble d'études supérieures. L'existence d'une telle institution est fort contestée pour Byzance. Seule l'école de Constantinople sous Théodose Il peut être prise pour une institution universitaire. Par la loi de 425, l'empereur a établi l'"université de Constantinople", avec 31 professeurs rémunérés par l'État qui jouissaient du monopole des cours publics.
153. ↑  Anastos 1962，第409頁.
154. ↑  Alexander Jones, "Book Review, Archimedes Manuscript" （页面存档备份，存于） American Mathematical Society, May 2005.
155. 1 2  Partington, J.R. (1999). "A History of Greek Fire and Gunpowder". The Johns Hopkins University Press. p. 13.
156. ↑  . Medievalists.net. 4 January 2014  [2022-03-02]. （原始内容存档于2021-03-08）.
157. ↑  Montandon, Denys.  (PDF). denysmontandon.com. December 2015  [2022-03-02]. （原始内容 (PDF)存档于2021-02-24）.
158. ↑  . Encyclopedia Britannica.   [2022-03-02]. （原始内容存档于2021-04-02）.
159. ↑  Tucker, Spencer C. 2011. "The Encyclopedia of the Vietnam War: A Political, Social, and Military History”. ABC-CLIO. p. 450.
160. ↑  . World History Encyclopedia.   [2022-03-02]. （原始内容存档于2022-04-08）.
161. ↑  . World History Encyclopedia.   [2022-03-02]. （原始内容存档于2022-05-22）.
162. ↑  Decker, Michael J. (2013). The Byzantine Art of War. Westholme Publishing. pp. 227–229.
163. ↑  Robins 1993，第8頁.
164. ↑  Lindberg, David. (1992) The Beginnings of Western Science. University of Chicago Press. p. 162.
165. ↑  拜占廷帝国史，p387
166. ↑  见参加君士坦丁堡守城战的威尼斯雇佣兵尼科洛·巴尔巴罗的回忆录
167. ↑  Dawkins, R.M. 1916. Modern Greek in Asia Minor. A study of dialect of Silly, Cappadocia and Pharasa. Cambridge: Cambridge University Press.
168. ↑  Oikonomides 1999，第12–13頁.
169. ↑  Apostolides 1992，第25–26頁; Wroth 1908，Introduction, Section 6
170. ↑  Sedlar 1994，第403–440頁.
171. ↑  Harris 2014，第12頁
172. ↑  Campbell 2000，第40頁; Hacikyan et al. 2002，Part 1
173. ↑  Byzantine Civilisation, Steven Runciman, Hodder & Stoughton Educational (1933) ISBN 978-0-7131-5316-3, p. 232
174. ↑  Harris 2014，第12頁
175. ↑  Beckwith 1993，第171頁; Halsall 1998; Oikonomides 1999，第20頁.
176. ↑  Kaldellis 2007，Chapter 6; Nicol 1993，Chapter 5.
177. ↑  Laiou & Morisson 2007，第1, 23–38頁.
178. ↑  Laiou 2002a，第3–4頁; Laiou & Morisson 2007，第18頁.
179. ↑  Kaplan, Michel. . 發現之旅. #29. 鄭克魯/譯. 上海: 上海书店出版社. 2004年1月. ISBN 978-7-80678-192-0 （中文（中国大陆））.
180. ↑  Laiou & Morisson 2007，第90–91, 127, 166–169, 203–204頁; Magdalino 2002b，第535頁.
181. ↑  Matschke 2002，第805–806頁.
182. ↑  AMID SPLENDOR AND INTRIGUE: Byzantine Empire, AD330 - 1453, p.115
183. 1 2  厉以宁. . 爱思想. 2010-10-27  [2018-12-25]. （原始内容存档于2020-12-07）.
184. 1 2  Treadgold (1997), p. 145
185. 1 2  Treadgold (1997), p. 277
186. ↑  Norwich (1996), p. 259
187. ↑  Treadgold (1997), p. 374
188. ↑  Treadgold (1997), p. 412
189. ↑  Treadgold (1997), p. 373
190. ↑  Haldon (1999), p. 103
191. ↑  Birkenmeier (2002), p. 62
192. ↑  Treadgold (1997), p. 612
193. ↑  Treadgold (2002), p. 236
194. ↑  Haldon (1999), p. 104
195. ↑  Ostrogorski (1969), p. 483
196. ↑  Treadgold (2002), p. 224
197. ↑  Treadgold (1997), p. 819
198. ↑  Heath (1995), p. 37
199. 1 2  Obolensky, Dimitri. . . St Vladimir's Seminary Press. 1994: 3. ISBN 088141008X.
200. 1 2  Antonucci, Michael. . History Today. February 1993, 43 (2): 11–13  [2007-05-21]. （原始内容存档于2007-12-25）.
201. ↑  Neumann, Iver. B.  (PDF). Millennium: Journal of International Studies. August 2006, 34 (3): 869–70  [2007-05-21]. ISSN 1569-2981. （原始内容 (PDF)存档于2007-06-14）.
202. ↑  Chrysos, Evangelos. . Jonathan Shepard, Simon Franklin  (编). . Variorum. 1992: 35. ISBN 0-860-78338-3.
203. ↑  Laiou, Angeliki E.  (PDF). Angeliki E. Laiou  (编). . Dumbarton Oaks. 2002: 3  [2015-08-15]. （原始内容存档于2009-04-13）.
204. ↑  Neumann, Iver. B.  (PDF). Millennium: Journal of International Studies. August 2006, 34 (3): 870–71  [2007-05-21]. ISSN 1569-2981. （原始内容 (PDF)存档于2007-06-14）.
205. ↑  Russell, Eugenia. . A&C Black. 28 March 2013  [2022-03-02]. ISBN 978-1-4411-5584-9. （原始内容存档于2018-06-28） （英语）.
206. ↑  Miller 1907，p. 236
207. ↑  Clark 2000，第213頁.
208. ↑  Seton-Watson 1967，第31頁.
209. ↑  . Fsmitha.Com.   [2014-09-14]. （原始内容存档于2020-08-17）.
210. ↑  Hagen Schulz-Forberg. Unravelling Civilisation: European Travel And Travel Writing. Peter Lang, 2005. ISBN 978-90-5201-235-3. Page 229.
211. ↑  Cameron 2009，第186–277頁.
212. ↑  Cameron 2009，第261頁.
213. ↑  Diehl, Charles. . University of California Press. 1947: 179. ISBN 9780299809256.
214. ↑  Étienne Gilson: L'esprit de la philosophie médiévale; Jacques Le Goff: Les Intellectuels au Moyen Âge
215. ↑  约翰·富勒：《西洋世界军事史》第十八章
216. ↑  George Ostrogorsky: History of the Byzantine State, p508-509
217. ↑  S. Runciman, Byzanine Civilization, p299

### 文獻来源
书籍
- Angold, Michael. . Longman. 1997. ISBN 978-0-582-29468-4.
- Haldon, John. . Tempus. 2002a. ISBN 0-7524-2343-6.
- Harris, Jonathan. . Hambledon and London. 2003. ISBN 1-85285-298-4.
- Alan Harvey, "Economic expansion in the Byzantine empire, 900-1200"
- John Haldon, "The Byzantine Wars"
- J.W. Birkenmeier, The Development of the Komnenian Army 1081-1180
- Magdalino, Paul, The empire of Manuel I Komnenos 1143-1180
- Norwich, John Julius. . Penguin. 1998. ISBN 0-14-025960-0.
- Ostrogorsky, Georg. 2nd edition , 编. . New Brunswick (NJ). 1969. ISBN 0-8135-1198-4. (Georgije Ostrogorski, Георгије Острогорски)
- Warren Treadgold. "A History of the Byzantine State and Society", Stanford, 1997.
- Helene Ahrweiler, "Studies on the Internal Diaspora of the Byzantine Empire", Harvard University Press, 1998.
- Runciman, Steven. . Edward Arnold (Publishers) Ltd. 1966. ISBN 1-56619-574-8.
- Helene Ahrweiler, Les Europeens, Herman (Paris), 2000.
- Steven Runciman, The Emperor Romanus Lecapenus and his Reign, University Press (Cambridge), 1990.
- Edward Gibbon, Decline and Fall of the Roman Empire.
- Norman Cantor, Medieval History, the Life and Death of a Civilization, 1963
- J.M. Hussey, The Cambridge Medieval History, Volume IV — The Byzantine Empire Part I, Byzantium and its Neighbors, Cambridge University Press 1966
- 《拜占廷帝国史》，陈志强著，商务印书馆，ISBN 978-7-100-03744-0
- 《拜占廷帝国》，AMID SPLENDOR AND INTRIGUE: Byzantine Empire, AD330 - 1453 by Time-Life Books, Alexandria, Virginia, 山东画报出版社，ISBN 9787806037256
- 米謝·凱藍. . 發現之旅. #72. 由呂淑蓉翻译. 臺北: 時報文化. 2003  [2017-12-18]. ISBN 978-957-13-3933-7. （原始内容存档于2020-12-07） （中文（繁體））.
- 米謝·凱藍. . 發現之旅. #29. 由鄭克魯翻译. 上海: 上海书店出版社. 2004  [2019-06-21]. ISBN 978-7-80678-192-0. （原始内容存档于2019-06-21） （中文（简体））.
- 《罗马帝国衰亡史》，爱德华·吉本，商务印书馆，ISBN 978-7-100-01904-0
- 《神圣罗马帝国》，THE HOLY ROMAN EMPIRE by James Bryce, 商务印书馆，ISBN 9787100020428
- 《希腊简史》，A Short History of Greece from early times to 1964 by W.A.Heurtley, H.C.Darby, C.W.Crawley and C.M.Woodhouse, Cambridge University Press 1965, 商务印书馆1974年出版
- Bury, John Bagnеll (编). . New York: Macmillan. 1920. (in Greek)
- Choniates, Nicetas. . . Philadelphia: University of Pennsylvania Press. 1912: 15–16.
- Cinnamus, Ioannes. . New York and West Sussex: Columbia University Press. 1976. ISBN 978-0-231-04080-8.
- Eusebius. . Christian Classics Ethereal Library.   [2022-02-26]. （原始内容存档于2021-10-13）.
- Martins, António. . Flags of the World. 17 December 2007  [7 August 2010]. （原始内容存档于2012-06-25）.
- Geoffrey of Villehardouin. . . Penguin Classics. 1963. ISBN 978-0-14-044124-6.
- Komnene, Anna. . . Internet Medieval Sourcebook. 1928  [2022-02-26]. （原始内容存档于2020-04-13）.
- Seeck, Otto (编). . Berlin: Weidmann. 1876.
- Thurn, Hans (编). . Berlin; New York: De Gruyter. 1973  [2022-02-26]. ISBN 978-3-11-002285-8. （原始内容存档于2017-03-15）.
- Alemany, Agustí. . Leiden: Brill. 2000: 170–243. ISBN 978-90-04-11442-5.
- Ahrweiler, Hélène; Laiou, Angeliki E. . . Washington, DC: Dumbarton Oaks. 1998. ISBN 978-0-88402-247-3.
- Anastos, Milton V. . Dumbarton Oaks Papers. 1962, 16: 409–411. ISSN 0070-7546. JSTOR 1291170. doi:10.2307/1291170.
- Angold, Michael. . London: Longman. 1997. ISBN 978-0-582-29468-4.
- Antonucci, Michael. . History Today. 1993, 43 (2): 11–13  [21 May 2007]. ISSN 0018-2753. （原始内容存档于2017-10-12）.
- Apostolides, Sophocles Evangelinus. . Hildesheim: Georg Olms. 1992. ISBN 978-3-487-05765-1.
- Ash, John. . New York: Random House Incorporated. 1995. ISBN 978-1-84511-307-0.
- Austin, Roland G. . The Journal of Hellenic Studies. 1934, 54 (2): 202–205. JSTOR 626864. doi:10.2307/626864.
- Bayless, William N. . The American Journal of Philology. 1976, 97 (2): 176–179. JSTOR 294410. doi:10.2307/294410.
- Baynes, Norman Hepburn. . The English Historical Review. 1912, 27 (106): 287–299  [2022-02-26]. ISSN 0013-8266. doi:10.1093/ehr/XXVII.CVI.287. （原始内容存档于2021-03-08）.
- Baynes, Norman Hepburn; Moss, Henry St. Lawrence Beaufort (编). . Oxford, England: Clarendon Press. 1948.
- Baynes, Spencer. .  11th. New York. 1907.
- Beaton, Roderick. . New York and London: Routledge. 1996. ISBN 978-0-415-12032-6.
- Beckwith, John. . New Haven: Yale University Press. 1993 [1970]. ISBN 978-0-300-05296-1.
- Béhar, Pierre. . Paris: Éditions Desjonquères. 1999. ISBN 978-2-84321-015-0.
- Benz, Ernst. . Piscataway: Aldine Transaction. 1963  [2022-02-26]. ISBN 978-0-202-36298-4. （原始内容存档于2016-05-30）.
- Bideleux, Robert; Jeffries, Ian. . New York and London: Routledge. 1998. ISBN 978-0-415-16111-4.
- Birkenmeier, John W. . Leiden: Brill. 2002. ISBN 978-90-04-11710-5.
- Blume, Fred H. Kearley, Timothy , 编. . Laramie: University of Wyoming. 2008  [2022-02-26]. （原始内容存档于2016-07-26）.
- Bowersock, G.M. . Harvard University Press. 1997. ISBN 978-0-674-48882-3.
- Bray, R.S. . James Clarke. 2004. ISBN 978-0-227-17240-7.
- Browning, Robert. . Winnifrith, Tom; Murray, Penelope  (编). . New York: Macmillan. 1983: 111–128. ISBN 978-0-333-27836-9.
- Browning, Robert. . Washington, DC: The Catholic University of America Press. 1992. ISBN 978-0-8132-0754-4.
- Bryce, James. . H. Frowde. 1901. ISBN 978-1-4021-9046-9.
- Brooke, Zachary Nugent. . London: Methuen. 1962.
- Burns, Thomas S. . Bloomington and Indianapolis: Indiana University Press. 1991. ISBN 978-0-253-20600-8.
- Bury, John Bagnall. . London: Macmillan. 1923  [2022-02-26]. （原始内容存档于2021-07-13）.
- Bury, John Bagnall; Philotheus. . London: Oxford University Press. 1911.
- Cameron, Averil. . Past and Present. 1979, 84 (1): 3. doi:10.1093/past/84.1.3.
- Cameron, Averil. . Oxford, England: Blackwell. 2006. ISBN 978-1-4051-9833-2.
- Cameron, Averil.  . Athens: Psychogios. 2009. ISBN 978-960-453-529-3 （希腊语）.
- Campbell, George L. . New York and London: Routledge. 2000 [1991]. ISBN 978-0-415-20296-1.
- Chapman, John H. . Kennikat Press, University of Michigan. 1971. ISBN 978-0-8046-1139-8.
- Chrysos, Evangelos. . Jonathan Shepard, Simon Franklin  (编). . Variorum. 1992. ISBN 978-0-86078-338-1.
- Clark, Victoria. . London: Macmillan. 2000. ISBN 978-0-312-23396-9.
- Cohen, H. Floris. . Chicago, IL: University of Chicago Press. 1994. ISBN 978-0-226-11280-0.
- Comrie, Bernard. . Shopen, Timothy  (编). . Philadelphia: University of Pennsylvania Press. 1987: 91–152. ISBN 978-0-8122-1249-5.
- Dalby, Andrew; Bourbou, Chryssi; Koder, Johannes; Leontsinē, Maria. . Athens and Thessaloniki: Armos Publications. 2013  [2022-02-26]. ISBN 978-960-527-747-5. （原始内容存档于2017-09-09）.
- Davidson, Alan. . Oxford, England: Oxford University Press. 2014  [2022-02-26]. ISBN 978-0-19-967733-7. （原始内容存档于2016-05-14）.
- Davies, Norman. . Oxford, England: Oxford University Press. 1996. ISBN 978-0-19-820171-7.
- Day, Gerald W. . The Journal of Economic History. 1977, 37 (2): 289–301. JSTOR 2118759. doi:10.1017/S0022050700096947.
- Dennis, George T. . Washington, DC: Dumbarton Oaks. 1985.
- Diehl, Charles. . Baynes, Norman Hepburn; Moss, Henry St. Lawrence Beaufort  (编). . Oxford: Clarendon. 1948. OCLC 1058121.
- Drake, HA. . Church History. 1995, 64 (1): 1–15. JSTOR 3168653. doi:10.2307/3168653.
- Duiker, William J.; Spielvogel, Jackson J. . Boston: Wadsworth. 2010. ISBN 978-0-495-90227-0.
- El-Cheikh, Nadia Maria. . Cambridge, MA: Harvard University Press. 2004. ISBN 978-0-932885-30-2.
- Ene D-Vasilescu, Elena. . Oxford: Indep. 2021. ISBN 9781800498792.
- Ene D-Vasilescu, Elena. . Oxford: Indep. 2021. ISBN 9781800498815.
- Ene D-Vasilescu, Elena. . Oxford: Indep. 2021. ISBN 9781800498808.
- Ene D-Vasilescu, Elena. . Basingstoke and London: Palgrave. 2018. ISBN 978-3-319-98985-3.
- Esler, Philip Francis. . New York and London: Routledge. 2004. ISBN 978-0-415-33312-2.
- Evans, James Allan Stewart. . Westport: Greenwood. 2005. ISBN 978-0-313-32582-3.
- Evans, Helen C. . New York, NY: Metropolitan Museum of Art/Yale University Press. 2004. ISBN 978-1-58839-114-8.
- Faas, Patrick. . Chicago, IL: University of Chicago Press. 2005 [1994]  [2022-02-26]. ISBN 978-0-226-23347-5. （原始内容存档于2016-07-30）.
- Fine, John V. A. Jr. . Ann Arbor, Michigan: University of Michigan Press. 1991 [1983]. ISBN 0-472-08149-7 （英语）.
- Foss, Clive. . The English Historical Review. 1975, 90 (357): 721–747. JSTOR 567292. doi:10.1093/ehr/XC.CCCLVII.721.
- Fossier, Robert; Sondheimer, Janet. . Cambridge, England: Cambridge University Press. 1997. ISBN 978-0-521-26644-4.
- Fouracre, Paul; Gerberding, Richard A. . Manchester, England: Manchester University Press. 1996. ISBN 978-0-7190-4791-6.
- Freeman, Charles. . New York: Penguin. 1999. ISBN 978-0-670-88515-2.
- Friell, Gerard; Williams, Stephen. . Routledge. 2005. ISBN 978-1-135-78262-7.
- Gabriel, Richard A. . Westport: Greenwood. 2002. ISBN 978-0-275-97809-9.
- Garland, Lynda. . New York and London: Routledge. 1999. ISBN 978-0-415-14688-3.
- Gibbon, Edward. J.B. Bury (with an Introduction by W.E.H. Lecky) , 编. . New York, NY: Fred de Fau. 1906.
- Grabar, André. . Flammarion. 1984. ISBN 978-2-08-081634-4.
- Grant, Robert M. . The Journal of Religion. 1975, 55 (1): 1–12. JSTOR 1202069. S2CID 170410226. doi:10.1086/486406.
- Greatrex, Geoffrey B. . Maas, Michael  (编). . Cambridge, England: Cambridge University Press. 2005: 477–509. ISBN 978-0-521-81746-2.
- Greatrex, Geoffrey; Lieu, Samuel N.C. . New York and London: Routledge. 2002. ISBN 978-0-415-14687-6.
- Gregory, Timothy E. . Malden: Wiley-Blackwell. 2010. ISBN 978-1-4051-8471-7.
- Grierson, Philip.  (PDF). Washington, DC: Dumbarton Oaks. 1999. ISBN 978-0-88402-274-9. （原始内容 (PDF)存档于27 September 2007）.
- Gross, Feliks. . Westport: Greenwood. 1999. ISBN 978-0-313-30932-8.
- Gutas, Dimitri. . New York and London: Routledge. 1998. ISBN 978-0-415-06132-2.
- Hacikyan, Agop Jack; Basmajian, Gabriel; Franchuk, Edward S.; Ouzounian, Nourhan. . Detroit: Wayne State University Press. 2002. ISBN 978-0-8143-3023-4.
- Haldon, John. . Cambridge, England: Cambridge University Press. 1990. ISBN 978-0-521-31917-1.
- Haldon, John. . John Haldon and Lawrence I. Conrad  (编). . Darwin. 2004. ISBN 978-0-87850-144-1.
- Halsall, Paul. . New York, NY: Fordham University. 1998  [21 April 2012]. （原始内容存档于2020-04-13）.
- Harris, Jonathan.  2nd. Bloomsbury. 2014. ISBN 978-1-78093-767-0.
- Harvey, Alan. . Cambridge: Cambridge University Press. 2003. ISBN 978-0-521-52190-1.
- Haywood, John. . London: Cassell. 2001 [1997]. ISBN 978-0-304-35757-4.
- Heather, Peter. . London: Macmillan. 2005  [2022-02-26]. ISBN 978-0-330-49136-5. （原始内容存档于2016-05-30）.
- Hindley, Geoffrey. . London: Robinson. 2004. ISBN 978-1-84119-766-1.
- Hooper, Nicholas; Bennett, Matthew. . Cambridge, England: Cambridge University Press. 1996. ISBN 978-0-521-44049-3.
- James, Liz. . Chichester: John Wiley. 2010. ISBN 978-1-4051-2654-0.
- Jayyusi, Salma Khadra; Marín, Manuela.  2nd. Leiden, New York and Köln: E.J. Brill. 1994 [1992]  [2022-02-26]. ISBN 978-90-04-09599-1. （原始内容存档于2016-05-29）.
- Jenkins, Romilly James Heald. . Toronto: University of Toronto Press. 1987. ISBN 978-0-8020-6667-1.
- Jones, Arnold Hugh Martin. . Baltimore: Johns Hopkins University Press. 1986. ISBN 978-0-8018-3353-3.
- Kaegi, Walter Emil. . Cambridge, England: Cambridge University Press. 2003. ISBN 978-0-521-81459-1.
- Kaldellis, Anthony. . Cambridge, England: Cambridge University Press. 2007. ISBN 978-0-521-87688-9.
- Kaldellis, Anthony. . Harvard University Press. 2015. ISBN 978-0-674-36540-7.
- Karlin-Heyer, P. . Tradition. 1967, 23: 15–40. JSTOR 27830825. doi:10.1017/S0362152900008722.
- Kartomi, Margaret J. . Chicago, IL: University of Chicago Press. 1990  [2022-02-26]. ISBN 978-0-226-42548-1. （原始内容存档于2017-09-09）.
- Kazanaki-Lappa, Maria.  (PDF). Angeliki E. Laiou  (编). . Washington, DC: Dumbarton Oaks. 2002: 639–646. （原始内容 (PDF)存档于18 February 2012）.
- Kazhdan, Alexander Petrovich (编). . New York and Oxford: Oxford University Press. 1991. ISBN 978-0-19-504652-6.
- Kazhdan, Alexander Petrovich; Constable, Giles. . Washington, DC: Dumbarton Oaks. 1982. ISBN 978-0-88402-103-2.
- Kazhdan, Aleksandr Petrovich; Epstein, Ann Wharton. . Berkeley and Los Angeles, CA: University of California Press. 1985. ISBN 978-0-520-05129-4.
- Kean, Roger Michael. . Shropshire: Thalamus. 2006. ISBN 978-1-902886-07-7.
- King, David A. . Isis. March 1991, 82 (1): 116–118. doi:10.1086/355661.
- Klein, Holgen A. . Dumbarton Oaks Papers. 2004, 58: 283–314. JSTOR 3591389. doi:10.2307/3591389.
- Klewitz, Hans-Walter. . Zeitschrift der Savigny-Stiftung für Rechtsgeschichte: Kanonistische Abteilung. 1 January 1943, 32 (1): 509–525  [21 February 2018]. S2CID 183386465. doi:10.7767/zrgka.1943.32.1.509. （原始内容存档于22 February 2018）.
- Köprülü, Mehmet Fuad. . Translated and edited by Gary Leiser. Albany, NY: State University of New York Press. 1992  [2022-02-26]. ISBN 978-0-7914-0819-3. （原始内容存档于2017-09-09）.
- Kountoura-Galake, Eleonora.   [The Byzantine Clergy and the Society of the 'Dark Ages']. Athens: Ethniko Idryma Erevnon. 1996. ISBN 978-960-7094-46-9 （希腊语）.
- Kuhoff, Wolfgang. . International Journal of the Classical Tradition. 2002, 9 (2): 177–194. JSTOR 30224306. S2CID 162343296. doi:10.1007/BF02898434 （德语）.
- Laiou, Angeliki E.  (PDF). Angeliki E. Laiou  (编). . Washington, DC: Dumbarton Oaks. 2002a: 3–8. （原始内容 (PDF)存档于30 September 2013）.
- Laiou, Angeliki E. . Angeliki E. Laiou  (编). . Washington, DC: Dumbarton Oaks. 2002b: 697–770. （原始内容存档于30 September 2013）.
- Laiou, Angeliki E.; Morisson, Cécile. . Cambridge, England: Cambridge University Press. 2007. ISBN 978-0-521-84978-4.
- Lapidge, Michael; Blair, John; Keynes, Simon. . Malden: Blackwell. 1998. ISBN 978-0-631-22492-1.
- Lenski, Noel. . Journal of the Economic and Social History of the Orient. 1999, 42 (4): 413–465. ISSN 0022-4995. JSTOR 3632602. doi:10.1163/1568520991201687.
- Louth, Andrew. . Fouracre, Paul  (编). . Cambridge: Cambridge University Press. 2005: 289–316. ISBN 9781139053938.
- Lowry, Heath W. . Albany, NY: State University of New York Press. 2003  [2022-02-26]. ISBN 978-0-7914-8726-6. （原始内容存档于2017-09-09）.
- Madden, Thomas F. . Ann Arbor: University of Michigan Press. 2005. ISBN 978-0-472-03127-6.
- Magdalino, Paul. . Cambridge, England: Cambridge University Press. 2002a. ISBN 978-0-521-52653-1.
- Magdalino, Paul. . Angeliki E. Laiou  (编). . Washington, DC: Dumbarton Oaks. 2002b: 529–537. （原始内容存档于30 September 2013）.
- Mango, Cyril A.  [Byzantium: The Empire of the New Rome]. 由Dimitris Tsoungarakis翻译. Athens: Educational Institution of the National Bank of Greece. 2007 （希腊语）.
- Mango, Cyril A. . Oxford: Oxford University Press. 2002. ISBN 978-0-19-814098-6.
- Matschke, Klaus-Peter. . Angeliki E. Laiou  (编). . Washington, DC: Dumbarton Oaks. 2002: 771–806. （原始内容存档于30 September 2013）.
- McDonnell, Myles Anthony. . Cambridge, England: Cambridge University Press. 2006. ISBN 978-0-521-82788-1.
- Meier, William N. . Zeitschrift für Papyrologie und Epigraphik. 2003, 142 (142): 273–300. JSTOR 20191600.
- Merryman, John Henry; Perez-Perdomo, Rogelio. . Stanford University Press. 2007. ISBN 978-0-8047-5569-6.
- Meyendorff, John. . Yonkers: St Vladimir's Seminary Press. 1982. ISBN 978-0-913836-90-3.
- Millar, Fergus. . Berkeley and Los Angeles, CA: University of California Press. 2006. ISBN 978-0-520-24703-1.
- Miller, William. . The Journal of Hellenic Studies. 1907, 27: 229–301. JSTOR 624442. doi:10.2307/624442.
- Moravcsik, Gyula. . Amsterdam: Hakkert. 1970.
- Neumann, Iver B.  (PDF). Millennium: Journal of International Studies. 2006, 34 (3): 865–888. ISSN 1569-2981. S2CID 144773343. doi:10.1177/03058298060340030201. （原始内容 (PDF)存档于2020-07-27）.
- Neville, Leonora Alice. . Cambridge, England: Cambridge University Press. 2004. ISBN 978-0-521-83865-8.
- Nicol, Donald M. . Burns, J. H.  (编). . Cambridge, England: Cambridge University Press. 1988: 51–79  [2022-02-26]. ISBN 978-0-52-142388-5. （原始内容存档于2022-05-24）.
- Nicol, Donald M.  Second. London: Rupert Hart-Davis Ltd. 1993. ISBN 0-246-10559-3 （英语）.
- Nicol, Donald M. . Cambridge, England: Cambridge University Press. 1996  [2022-02-26]. ISBN 978-0-521-52201-4. （原始内容存档于2020-01-24）.
- Norwich, John Julius. . Ringwood, Vic.: Penguin. 1998. ISBN 978-0-14-025960-5.
- Norwich, John Julius. . New York: Alfred A. Knopf Inc. 1982  [2022-02-26]. ISBN 978-0-394-52410-8. （原始内容存档于2017-09-09）.
- Nystazopoulou-Pelekidou, Maria.  [Contribution to the chronology of Avar and Slav raids during the reign of Maurice (582–602), with an excursus about the Persian Wars]. Byzantina Symmeikta. 1970, 2: 145–206  [10 March 2012]. ISSN 1105-1639. doi:10.12681/byzsym.649 . （原始内容存档于27 June 2012） （希腊语）.
- Obolensky, Dimitri. . London: Cardinal. 1974 [1971]  [2022-02-26]. ISBN 978-0-351-17644-9. （原始内容存档于2020-07-27）.
- Obolensky, Dimitri. . Yonkers: St Vladimir's Seminary Press. 1994. ISBN 978-0-88141-008-2.
- Oikonomides, Nikos. . Byzantina Symmeikta. 1999, 13: 9–22. ISSN 1105-1639. doi:10.12681/byzsym.857 .
- Ostrogorsky, George. . New Brunswick: Rutgers University Press. 1969. ISBN 978-0-8135-1198-6.
- Ostrogorsky, George.  (PDF). Dumbarton Oaks Papers. 1959, 13: 1–21. JSTOR 1291126. S2CID 165376375. doi:10.2307/1291127. （原始内容 (PDF)存档于2020-07-27）.
- Paparrigopoulos, Constantine; Karolidis, Pavlos.   [History of the Greek Nation] 4. Eleftheroudakis. 1925 （希腊语）.
- Parry, Kenneth. . Leiden and New York: Brill. 1996. ISBN 978-90-04-10502-7.
- Patterson, Gordon M. . Piscataway: Research and Education Association. 1995 [1990]. ISBN 978-0-87891-705-1.
- Perrottet, Tony. . Random House. 2004. ISBN 978-1-58836-382-4.
- Postan, Michael Moïssey; Miller, Edward; Postan, Cynthia. . Cambridge, England: Cambridge University Press. 1987. ISBN 978-0-521-08709-4.
- Pounds, Norman John Greville. . Cambridge, England: Cambridge University Press. 1979. ISBN 978-0-521-22379-9.
- Ragkou, Katerina. . Land (MDPI AG). 2018-12-07, 7 (4): 153. ISSN 2073-445X. doi:10.3390/land7040153.
- Read, Piers Paul. . New York: St. Martin's Press. 2000 [1999]. ISBN 978-0-312-26658-5.
- Reinert, Stephen W. . Cyril Mango  (编). . Oxford, England: Oxford University Press. 2002: 248–283. ISBN 978-0-19-814098-6.
- Rice, David Talbot.  3rd. Harmondsworth: Penguin Books Limited. 1968.
- Robins, Robert Henry. . Berlin and New York: Mouton de Gruyter. 1993. ISBN 978-3-11-013574-9.
- Rosser, John H. . . Lanham, MA: Scarecrow. 2011. ISBN 978-0-8108-7567-8.
- Runciman, Steven. . Cambridge, England: Cambridge University Press. 1990. ISBN 978-0-521-39832-9.
- Runciman, Steven. . Cambridge, England: Cambridge University Press. 2004  [2022-02-26]. ISBN 978-0-521-54591-4. （原始内容存档于2017-09-09）.
- Salaman, Rena. . Jaine, Tom  (编). . London: Prospect Books Limited. 1986: 184–187. ISBN 978-0-907325-16-1.
- Sarantis, Alexander. . Dumbarton Oaks Papers. 2009, 63: 15–40. JSTOR 41219761.
- Sedlar, Jean W.  III. Seattle: University of Washington Press. 1994. ISBN 978-0-295-97290-9.
- Seton-Watson, Hugh. . Oxford, England: Oxford University Press. 1967. ISBN 978-0-19-822152-4.
- Sotinel, Claire. . Maas, Michael  (编). . Cambridge, England: Cambridge University Press. 2005: 267–290. ISBN 978-0-521-81746-2.
- Speck, Paul. . Poikila Byzantina. 1984, 4: 175–210.
- Stephenson, Paul. . Cambridge, England: Cambridge University Press. 2000. ISBN 978-0-521-77017-0.
- Tarasov, Oleg; Milner-Gulland, R.R. . London: Reaktion. 2004. ISBN 978-1-86189-118-1.
- Tatakes, Vasileios N.; Moutafakis, Nicholas J. . Indianapolis: Hackett. 2003. ISBN 978-0-87220-563-5.
- Teall, John L. . Dumbarton Oaks Papers. 1967, 21: 11–36. JSTOR 1291256. doi:10.2307/1291256.
- Timberlake, Alan. . Cambridge, England: Cambridge University Press. 2004. ISBN 978-0-521-77292-1.
- Treadgold, Warren. . Stanford: Stanford University Press. 1995. ISBN 978-0-8047-2420-3.
- Treadgold, Warren. . Stanford, California: Stanford University Press. 1997. ISBN 0-8047-2630-2 （英语）.
- Troianos, Spyros; Velissaropoulou-Karakosta, Julia.   [History of law from ancient to modern Greece]. Athens: Sakkoulas. 1997. ISBN 978-960-232-594-0 （希腊语）.
- Vasiliev, Alexander Alexandrovich. . Madison: The University of Wisconsin Press. 1928–1935. ISBN 978-0-299-80925-6.
- Versteegh, Cornelis H.M. . Leiden: Brill. 1977. ISBN 978-90-04-04855-3.
- Vryonis, Speros. . Berkeley, CA: University of California Press. 1971  [2022-02-26]. ISBN 978-0-520-01597-5. （原始内容存档于2020-06-26）.
- Watson, Bruce. . Westport: Praeger. 1993. ISBN 978-0-275-94034-8.
- Weitzmann, Kurt. . London: Evans Brothers. 1982. ISBN 978-0-237-45645-0.
- Wells, Herbert George. . New York: Macmillan. 1922. ISBN 978-0-06-492674-4.
- Whittow, Mark. . Berkeley and Los Angeles, California: University of California Press. 1996. ISBN 978-0-520-20496-6 （英语）.
- Wickham, Chris. . New York: Viking. 2009. ISBN 978-0-670-02098-0.
- Wolff, Robert Lee. . Speculum. 1948, 23 (1): 1–34. JSTOR 2853672. S2CID 162802725. doi:10.2307/2853672.
- Wroth, Warwick. . British Museum Dept. of Coins and Medals. 1908. ISBN 978-1-4021-8954-8.
- Carr, John C. . East Yorkshire: Pen & Sword. 2015  [2022-02-26]. ISBN 978-1-78383-116-6. （原始内容存档于2022-05-12）.
- Carroll, Margaret. . Moffatt, Ann  (编). . Brill. 2017: 329–343. ISBN 978-90-04-34461-7.
- Clogg, Richard.  2nd. Cambridge: Cambridge University Press. 1992  [2022-02-26]. ISBN 0-521-80872-3. （原始内容存档于2022-05-12）.
- Foss, Clive. . Revue numismatique. 2005, 6 (161): 93–102  [2022-02-26]. doi:10.3406/numi.2005.2594. （原始内容存档于2022-05-20） （法语）.
- Gilliland Wright, Diana. . Byzantine and Modern Greek Studies. 2013, 37 (1): 63–80. doi:10.1179/0307013112Z.00000000019 （英语）.
- Haldon, John. . Palgrave Macmillan. 2005  [2022-02-26]. ISBN 978-0-230-24364-4. （原始内容存档于2022-04-10）.
- Hellebuyck, Adam William.  (PDF). Bachelor's Degree Thesis, University of Michigan. 2006  [2022-02-26]. （原始内容 (PDF)存档于2022-02-26）.
- Nicol, Donald M.  (PDF). Greek, Roman and Byzantine Studies. 1967, 8 (4): 315–339  [2022-02-26]. （原始内容 (PDF)存档于2020-06-15）.
- 尼科尔, 唐纳德·麦吉利夫雷.  [不朽的皇帝：罗马人最后的皇帝，君士坦丁·巴列奥略的人生与传奇]. 剑桥: 劍橋大學出版社. 1992. ISBN 978-0-511-58369-8 （英语）.
- Nicolle, David; Haldon, John; Turnbull, Stephen. . Osprey Publishing. 2007. ISBN 978-1-84603-200-4. OCLC 78989635.
- Philippides, Marios; Hanak, Walter K. . Ashgate Publishing, Ltd. 2011. ISBN 978-1-4094-1064-5.
- Runciman, Steven. . Cambridge: Cambridge University Press. 1969 [1965]. ISBN 978-0-521-39832-9.
- Runciman, Steven. . New York: Tauris Parke Paperbacks. 2009 [1980]. ISBN 978-1-84511-895-2.
- Sherrard, Philip. . Oxford University Press. 1965. OCLC 345655.
- Birkenmeier, John W. . Brill. 2002. ISBN 90-04-11710-5.
- Bury, J. D.  II. London: Dover Publications. 1958 [1926].
- D'Amato, Raffaele. . 2012. ISBN 978-1-84908-850-3.
- Dawson, Timothy. . Warrior 139. Osprey Publishing. 2009. ISBN 978-1-84603-404-6.
- Dennis, George T. . University of Pennsylvania Press. 1984.
- Haldon, John. . London: UCL Press. 1999. ISBN 1-85728-495-X.
- Heath, Ian. . Men-at-arms series 287. Illustrated by Angus McBride. Osprey Publishing. 1995. ISBN 9781855323476.
- Kazhdan, A. . 亚历山大·卡日丹  (编). . 牛津: 牛津大学出版社: 1964. 1991. ISBN 0-19-504652-8.
- Maas, Micael. . Cambridge University Press. 2005.
- MacDowall, Simon. . Warrior 9. Osprey Publishing. 1994. ISBN 1-85532-419-9.
- MacDowall, Simon. . Warrior 15. Osprey Publishing. 1995. ISBN 1-85532-567-5.
- McGeer, Eric, ed. Sowing the dragon's teeth: Byzantine warfare in the tenth century (Dumbarton Oaks Pub Service, 1995).
- Nicolle, David. . Men-at-Arms 247. Osprey Publishing. 1992. ISBN 1-85532-224-2.
- Norwich, John Julius. . Penguin Books. 1996. ISBN 9780140114492.
- Ostrogorski, Georgije. . Rutgers Byzantine series 2. Rutgers University Press. 1969. ISBN 9780813511986.
- Stephenson, I. P. . Stroud [England]: Tempus. 2006. ISBN 0-7524-2886-1. OCLC 53911742.
- Treadgold, Warren T. . Stanford University Press. 1995. ISBN 0-8047-3163-2.
- Treadgold, Warren. . Stanford, California: Stanford University Press. 1997. ISBN 0-8047-2630-2 （英语）.
- Treadgold, Warren. . Palgrave Macmillan. 2002. ISBN 0-333-71830-5.
- Whittow, Mark. . University of California Press. 1996. ISBN 9780520204973.
- Trapp, Erich; Beyer, Hans-Veit; Walther, Rainer; Sturm-Schnabl, Katja; Kislinger, Ewald; Leontiadis, Ioannis; Kaplaneres, Sokrates. . Vienna: Verlag der Österreichischen Akademie der Wissenschaften. 1976–1996. ISBN 3-7001-3003-1 （德语）.

网页
- Dr. David Turner. . Romiosini: Hellenism in the Middle Ages.   [2006-03-06]. （原始内容存档于2019-04-23）.

## 外部連結
- 全球通史：傳統的拜占廷文明 （页面存档备份，存于）
- 曾经为西欧基督教文明遮风挡雨的——拜占庭帝国
- 曾經保障了拜占庭帝國國土安全的軍區制度，為何會走向瓦解？ （页面存档备份，存于）

#invoke:navbox